# Robert Schumann

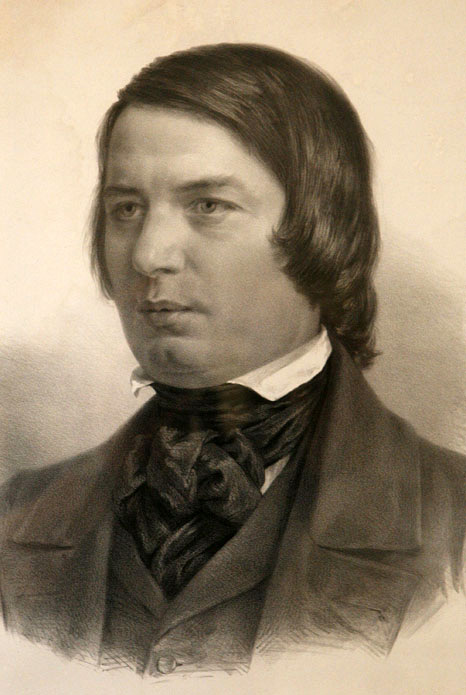
Robert Schumann im März 1850,
Zeichnung von Adolph Menzel nach einer Daguerreotypie von Johann Anton Völlner

Robert Alexander Schumann (* 8. Juni 1810 in Zwickau, Königreich Sachsen; † 29. Juli 1856 in Endenich, Rheinprovinz, heute Ortsteil von Bonn) war ein deutscher Komponist, Musikkritiker und Dirigent. Er wird heute zu den bedeutendsten Komponisten der Romantik gezählt. In der ersten Phase seines Schaffens komponierte er vor allem Klaviermusik. 1840, im Jahr seiner Eheschließung mit der Pianistin Clara Wieck, schrieb er knapp 150 Lieder. In den folgenden Jahren entwickelte sich sein Werk zu großer Vielfalt: Er komponierte von da an auch Orchestermusik (darunter vier Sinfonien), konzertante Werke, Kammermusik, Chormusik und eine Oper.
Robert Schumann besaß eine literarisch-musikalische Doppelbegabung. Gedichte, künstlerische Prosa, Dramenentwürfe und musikalische Kompositionen standen in jungen Jahren gleichberechtigt nebeneinander. Erst nach 1830 wurde die Musik zum Mittelpunkt seines Lebenskonzeptes, und er verstand sich selbst als Tondichter. Sowohl in seinen Kompositionen als auch spätestens ab 1834 mithilfe seiner literarischen Arbeiten strebte er nach einer zukunftsträchtigen, poetischen Musik, wobei er sich von der Programmmusik Franz Liszts distanzierte.
Vielen Zeitgenossen galten seine Werke als zu schwierig. Lange hielt sich das Bonmot, er habe als Genie begonnen und als Talent geendet, die späten Werke seien von seiner in die psychiatrische Klinik führenden Krankheit geprägt. Mit der musikwissenschaftlichen Diskussion des Spätwerkes hat sich der Blick darauf verändert. Schumanns Gesamtwerk wird inzwischen anerkannt, er gilt als einer der großen Komponisten des 19. Jahrhunderts.

## Leben

### Überblick
Robert Schumann wuchs in Zwickau auf. Schon als Kind begann er zu komponieren und lernte das Klavierspiel. Ab 1828 studierte er zunächst in Leipzig und dann in Heidelberg insgesamt zwei Jahre Jura, widmete sich aber mehr seinen literarischen und musikalischen Interessen. 1830 kehrte er nach Leipzig zurück, um Pianist zu werden. Er nahm Klavierunterricht bei Friedrich Wieck und Unterricht in Musiktheorie bei Heinrich Dorn. Als dauerhafte Beschwerden an der rechten Hand eine Virtuosenlaufbahn vereitelten, konzentrierte er sich auf das Komponieren.
1834 gründete Schumann zusammen mit Friedrich Wieck und anderen in Leipzig die Neue Zeitschrift für Musik, für die er zehn Jahre lang als Redakteur, Autor und Herausgeber arbeitete. Wegen des erbitterten Widerstandes von Friedrich Wieck musste sich Schumann die Erlaubnis, dessen Tochter Clara zu heiraten, 1840 vor Gericht erstreiten. 1843 kam er durch Felix Mendelssohn Bartholdy kurzzeitig als Lehrer an das Conservatorium der Musik in Leipzig. 1844 zog er nach Dresden, wo er als Komponist sehr produktiv war und ab 1847 auch als Chorleiter wirkte. 1850 wurde Schumann Städtischer Musikdirektor in Düsseldorf.
Nachdem er schon in verschiedenen Phasen seines Lebens ernsthafte seelische Krisen erlebt hatte, unternahm Schumann 1854 einen Suizidversuch. Seine letzten Jahre verbrachte er in der Richarz’schen Heilanstalt in Endenich bei Bonn.

### Herkunft und Jugend

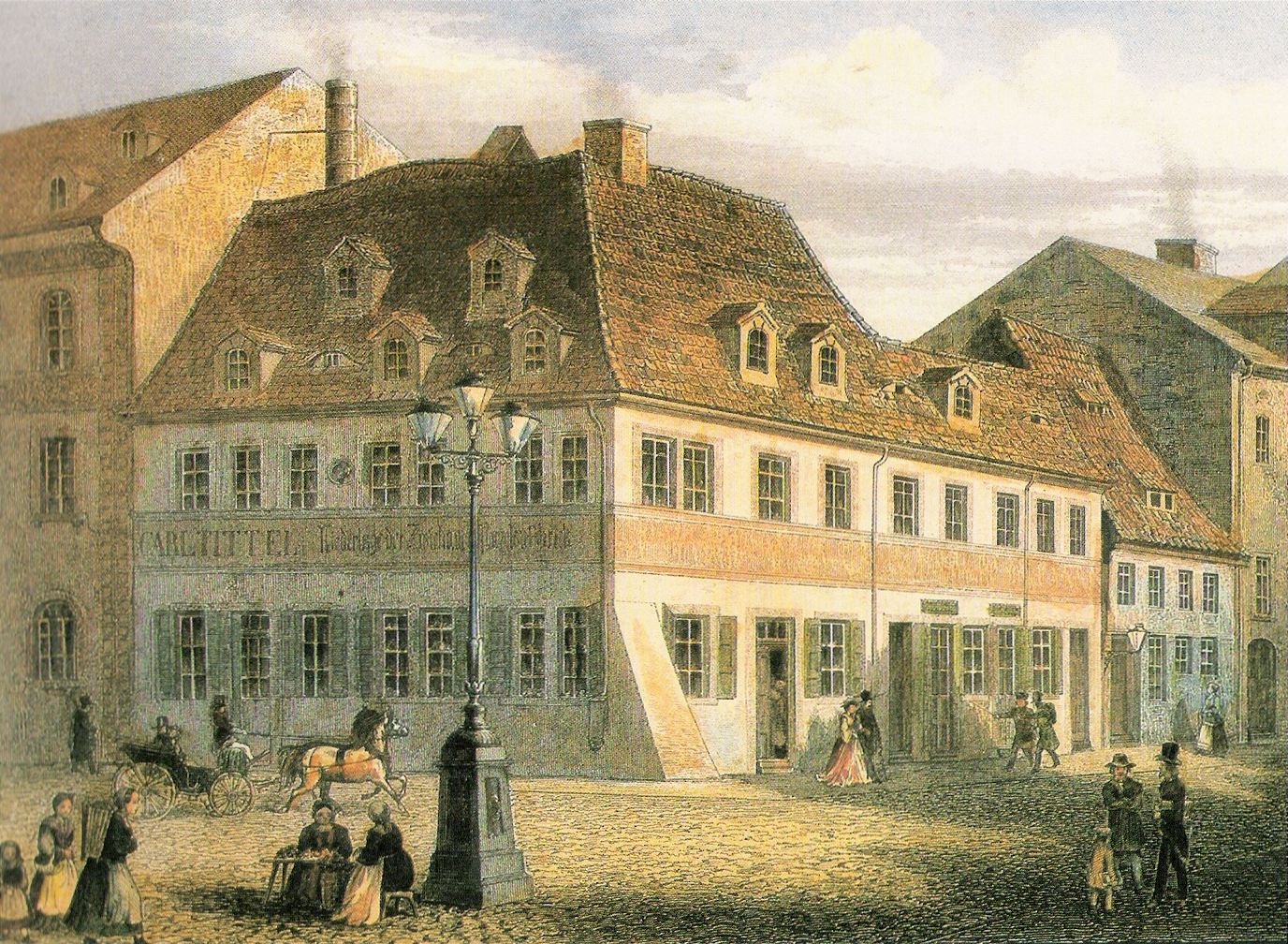
Geburtshaus in Zwickau

Robert Schumann war das jüngste von fünf Kindern des Buchhändlers und Verlegers August Schumann (1773–1826) und dessen Frau Johanne Christiane geb. Schnabel (1767–1836). August Schumann verfasste Romane und hatte überregional einen guten Ruf als Übersetzer englischsprachiger Autoren. Von 1807 an führte er gemeinsam mit seinem Bruder die Verlagsbuchhandlung Gebrüder Schumann in Zwickau, die für die Förderung allgemeiner Bildung durch Herausgabe von Klassikern aller Nationen im Taschenbuchformat bekannt war. Robert Schumann hatte vier ältere Geschwister: Emilie (1796–1825), Eduard (1799–1839), Carl (1801–1849) und Julius (1805–1833). Die älteren Brüder gingen später alle ins Verlagsgeschäft.
Schon bevor Schumann im Alter von sieben Jahren Klavierunterricht bei Johann Gottfried Kuntsch (1757–1855) erhielt, hatte er kleine Klavierstücke komponiert. „Ich genoss die sorgfältigste und liebevollste Erziehung“, bekundete Schumann später. Recht bald verfasste er – angeregt von der literarischen und verlegerischen Tätigkeit seines Vaters sowie der Lektüre in dessen reichhaltiger Bibliothek – Gedichte, Romanfragmente und Aufsätze sowie selbstkritische Texte und führte ein Tagebuch. 1846 erinnerte er sich: „Es drängte mich imer zum Producieren, schon in frühesten Jahren, war’s nicht zur Musik, so zur Poësie.“ Besonders prägten ihn die romantischen Schriftsteller sowie vor allem Jean Paul. Der Vater unterstützte Roberts literarische Interessen und seine musikalischen Ambitionen.
Schumanns Schulausbildung war umfassend. Er lernte Latein, Griechisch und Französisch und galt als außergewöhnliches Sprachtalent. Als Jugendlicher gründete er ein Schulorchester, daneben auch einen literarischen Verein, in dem er mit Mitschülern verschiedene Werke, unter anderem acht Dramen von Friedrich Schiller, in verteilten Rollen las. „[E]r war von der absoluten Gewißheit beherrscht, künftig ein berühmter Mann zu werden – worin berühmt, das war noch sehr unentschieden, aber berühmt unter allen Umständen“, hielt sein Jugendfreund Emil Flechsig fest, dessen Erinnerungen an Robert Schumann vor allem über Schumanns Jugend- und Studienzeit Aufschluss geben.
Schumanns musikalische Ausbildung blieb indessen während der Schulzeit nahezu dilettantisch. Sobald er besser Klavier spielte als sein Lehrer, empfahl dieser ihm das Selbststudium, was Schumann unter anderem durch den Besuch musikalischer Aufführungen und das Lesen von Partituren und Klavierauszügen umzusetzen suchte. Im Rückblick schrieb Schumann über die Zeit von etwa 1820 bis 1824: „… Freies Phantasiren (täglich viele Stunden) … Krankhafte Sehnsucht nach Musik u. Clavierspiel, wenn ich lange nicht gespielt … Violoncell u. Flöte bei Stadtdir. Meißner … In der Phantasie am stärksten … Hinreißendes Feuer meines Vortrags … Gänzlicher Mangel einer Leitung fühlbar: Gehör, Technik insbesondere, Theorie […]“

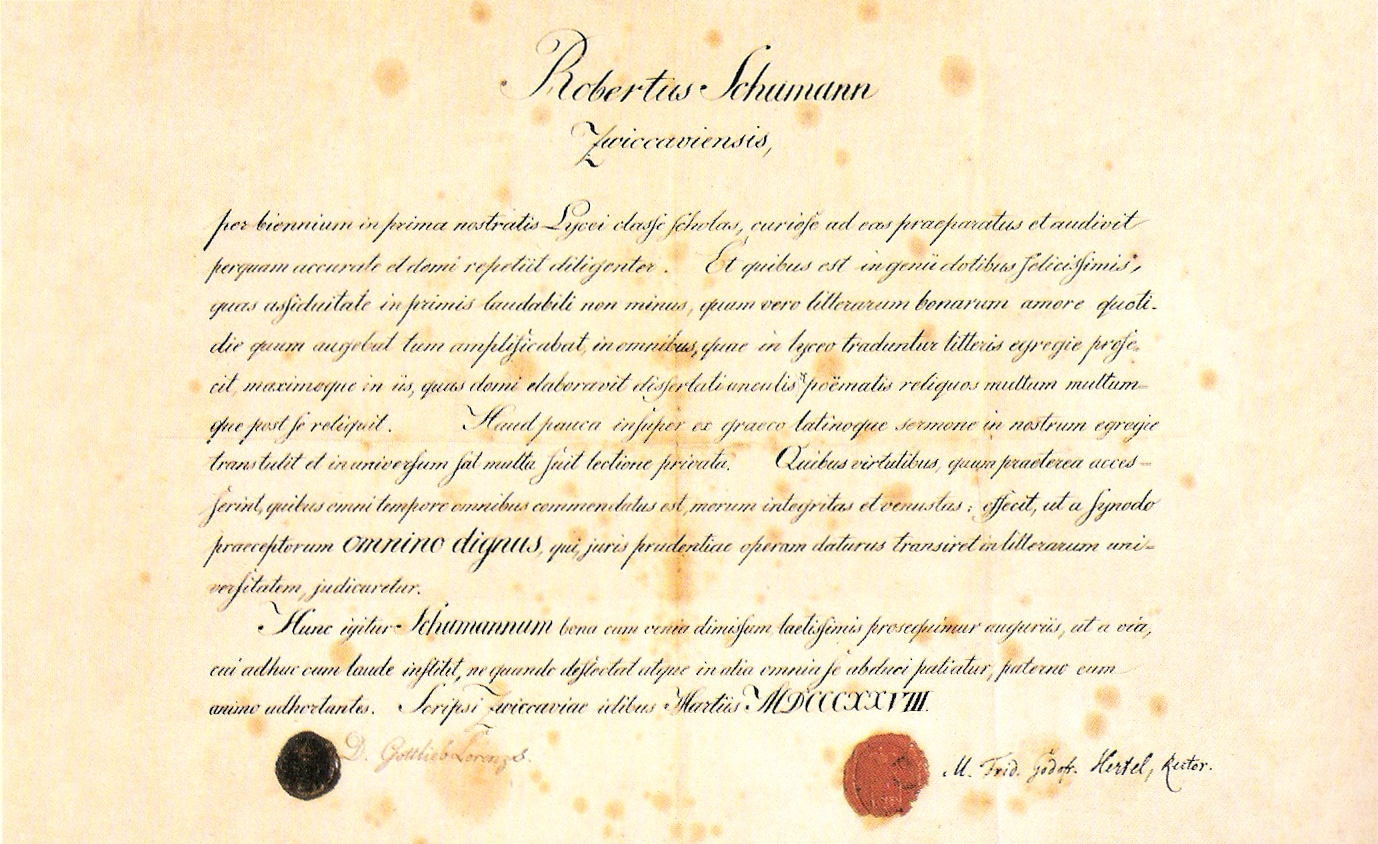
Robert Schumanns Reifezeugnis vom 15. März 1828

1826 starb August Schumann, der schon länger an Unterleibsbeschwerden und einem „Nervenübel“ sowie zuletzt auch an Schwindelanfällen gelitten hatte, im Alter von 53 Jahren. Dadurch und durch den Tod Carl Maria von Webers in demselben Jahr zerschlug sich Robert Schumanns Hoffnung, von Webers Schüler werden zu können. August Schumann hinterließ seiner Familie ein kleines Vermögen. Roberts Anteil wurde von einem Vormund verwaltet, dem Zwickauer Tuch- und Eisenwarenhändler Gottlob Rudel. Als Robert Schumann sein Abitur gemacht hatte (mit dem zweitbesten Prädikat „omnino dignus“), entschied seine Mutter gemeinsam mit dem Vormund, dass er Rechtswissenschaften studieren solle.

### Studium der Rechtswissenschaften
Am 29. März 1828 schrieb sich Schumann an der Leipziger Universität als Jurastudent ein. Nachdem er bereits als Schüler am Gymnasium in Zwickau Mitglied eines burschenschaftlichen Schülervereins gewesen war, wurde er 1828 Mitglied der Alten Leipziger Burschenschaft Markomannia. Noch um 1835 kam er in das Register einer polizeilichen Ermittlungsakte, die gegen die burschenschaftliche Bewegung an der Universität Leipzig gerichtet war. 1828 bewohnte er dieselbe Wohnung wie Emil Flechsig, dessen Briefwechsel mit Schumann von Schumann selbst im Hinblick auf „die Nachwelt“ schon 1828 für bedeutend gehalten wurde: „[D]enn daß unsere Briefe einmal gedruckt werden, ist ausgemacht.“
Leipzig war damals mit rund 41.000 Einwohnern nach Dresden die zweitgrößte Stadt Sachsens. Es war die Stadt der Messen, des Buchhandels und des Buchdrucks. Renommierte Verlage wie Brockhaus, Reclam und Breitkopf & Härtel hatten hier ihren Sitz. Das Leipziger Gewandhausorchester brillierte mit Aufführungen, wie Schumann sie bisher noch nicht erlebt hatte.

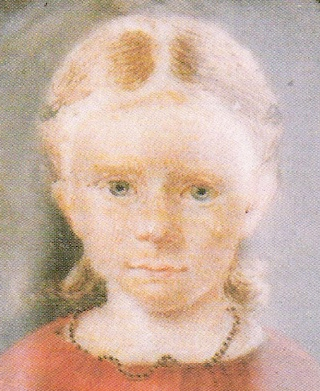
Clara Wieck 1828, im Jahr ihres ersten großen Auftritts als Pianistin, Elfenbeinminiatur (Ausschnitt)

Noch vor dem Beginn der Vorlesungen des Sommersemesters begegnete Schumann im Haus des kunstliebenden Professors Ernst August Carus und seiner Frau Agnes Carus dem Mann, der sein Leben verändern sollte: Friedrich Wieck. Wieck, der Theologie studiert und als Hauslehrer gearbeitet hatte, war autodidaktisch in Klavierspiel, Kompositionslehre, Musikalienhandel und Musikpädagogik gebildet und genoss als Klavierpädagoge einen ausgezeichneten Ruf. Sein Ansatz, der Methode Bernhard Logiers folgend, bestand aus der Kombination von Klavierspiel und -technik sowie einer grundlegenden Ausbildung in Musiktheorie. Seine erfolgreichste Schülerin war seine Tochter Clara, die Schumann am 31. März 1828 erstmals sah.
Vom 24. April 1828 bis zum 14. Mai 1828 unternahm Schumann zusammen mit seinem Freund Gisbert Rosen eine Mulus-Reise durch Bayern, die ihn zu Wirkungsstätten Jean Pauls führte und auf der er in München von Heinrich Heine empfangen wurde. Jean Paul und Heinrich Heine waren neben E. T. A. Hoffmann die für Schumanns Denken und Schaffen wichtigsten Dichter.
Die Vorlesungen des Sommersemesters hatten bereits am 12. Mai 1828 begonnen. Zwar schrieb er seiner Mutter, er „gehe regelmäßig in die Kollegien“, verbrachte seine Zeit aber hauptsächlich mit Musik, Schreiben und Lesen, besuchte philosophische Vorlesungen zum Beispiel bei Wilhelm Traugott Krug, blieb aber auch manchen Vormittag im Schlafrock bei „lyrischer Faulenzerey“. Manchmal plagten ihn seine Unentschlossenheit und das schlechte Gewissen, worüber seine Tagebücher und Jugendbriefe Auskunft geben. Aus dem Tagebuch: „Es überläuft mich eiskalt, wenn ich denke, was aus mir werden soll.“ Und in einem Brief an seine Mutter: „Ich muss an die Jurisprudenz, so kalt, so trocken sie auch sein mag, ich w i l l überwinden: und wenn der Mensch nur w i l l – er kann ja A l l e s […] und ich will nicht mit trüben Blicken in eine Zukunft schauen, die doch so glücklich sein kann, wenn ich nicht wanke.“
Im August 1828 begab sich Schumann in Sachen musikalischer Fortbildung in Wiecks Hände. Doch es fehlten ihm im Gegensatz zu Clara Wieck entscheidende Grundlagen sowohl beim Pianistenhandwerk als auch in der Kompositionstechnik. Die Enttäuschung war groß. Schumann ließ sich immer häufiger bei Wieck entschuldigen und kam schließlich gar nicht mehr zum Unterricht. Wie Emil Flechsig berichtete, beschäftigte er sich in dieser Zeit immer mit dem Neuesten in der Literatur: „Heines Reisebilder, Menzels deutsche Geschichte – besonders viel Lektüre von Jean Paul, dessen Stil und Manier er leider zu sehr nachahmte in seinen Schreibereien, die er täglich mehrere Stunden fortsetzte.“ Zudem komponierte er 1828 neben Klavierwerken auch Lieder, von denen er zwei später zu langsamen Sätzen seiner Klaviersonaten op. 11 und op. 22 umformte.

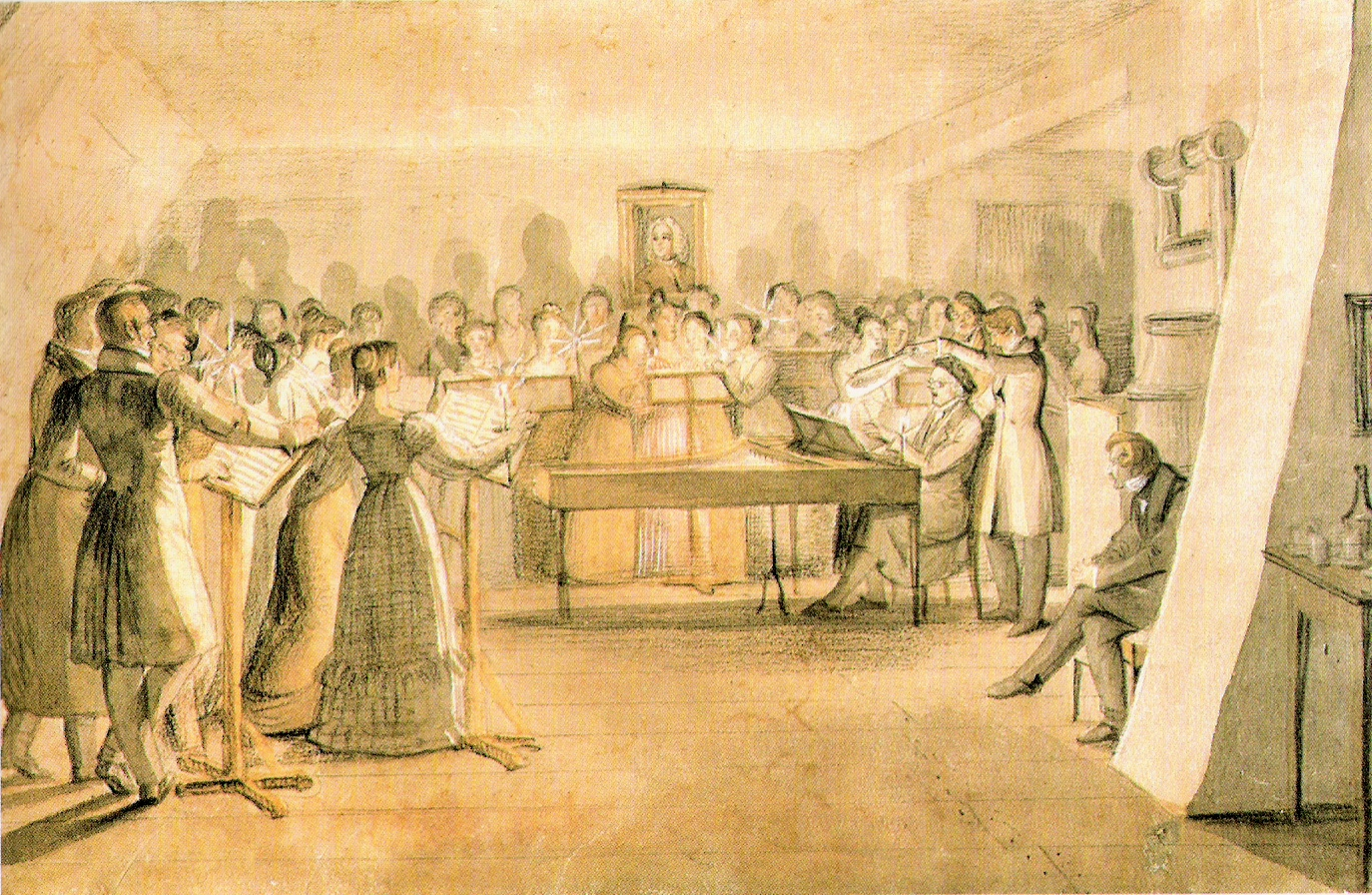
Musikalische Soiree bei Thibaut, Aquarell um 1829

Im Mai 1829 wechselte Schumann für drei Semester an die Ruprecht-Karls-Universität Heidelberg, um sich endlich ernsthaft der Rechtswissenschaft zu widmen. Er schloss sich 1830 dem Corps Saxo-Borussia Heidelberg an. In fachlicher Hinsicht erwies sich der Ortswechsel als vertane Zeit. Unter den Professoren konnte ihn nur Anton Friedrich Justus Thibaut faszinieren, weil dieser – selbst hochmusikalisch – in seinem Haus regelmäßig Musikabende insbesondere mit Werken von Giovanni Pierluigi da Palestrina und Georg Friedrich Händel veranstaltete. Und weil in dieser Zeit eine Reise nach Italien aus seiner Sicht einfach lebensnotwendig war, rang Schumann seiner Mutter die Mittel dafür ab. „Italien, Italien, summte mir’s von Kindesbeinen um mein Herz“, schrieb er ihr. Was ihn dort hinzog, war „das ganz tolle, bewegsame, lebendige Leben“. Er wollte die „weißen glänzenden Städte“, „die Orangendüfte, südliche Blumen“ und die „Italiänerinnen mit den feurig-schmachtenden Augen“ kennenlernen. Er besuchte das Teatro alla Scala und war beeindruckt von Rossini-Aufführungen mit der Sängerin Giuditta Pasta; aber insgesamt vermochte er der italienischen Musik wenig abzugewinnen.
Am 10. April 1830 reiste Schumann zusammen mit zwei Freunden von Heidelberg aus nach Frankfurt am Main zu einem Konzert Niccolò Paganinis. Paganinis Virtuosität und dessen Kompositionen wirkten sich auf Schumann in zweierlei Hinsicht aus: „Paganini reizte auf’s Aeußerste zum Fleiß“ beim Klavierüben, und Schumann plante virtuose Variationen über Paganinis La Campanella, wovon sich allerdings nur einige Skizzenblätter erhalten haben.

### Entscheidung für die Musik

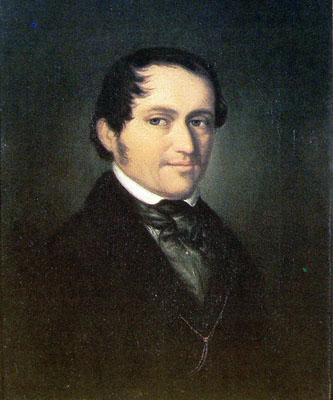
Friedrich Wieck um 1830, Gemälde im Robert-Schumann-Haus in Zwickau

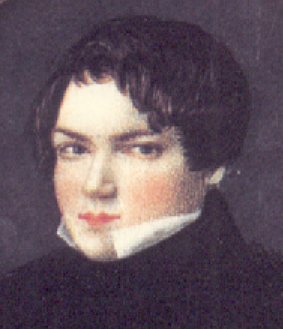
Robert Schumann 1830, anonyme Miniatur auf Elfenbein (Ausschnitt)

Aus Heidelberg schrieb Schumann am 30. Juli 1830 seiner Mutter, dass er nach langem inneren Ringen beabsichtige, den Beruf eines Musikers zu ergreifen: „Folg ich meinem Genius, so weist er mich zur Kunst, und ich glaube zum rechten Weg.“ Innerhalb von sechs Jahren wollte er „mit jedem anderen Klavierspieler wetteifern“. Auf sein Bitten hin wandte sich die Mutter an Friedrich Wieck – „mit Zittern und innerer Angst“, denn aus ihrer Sicht hätte Robert die Pianistenlaufbahn schon zehn Jahre früher anfangen müssen, um damit das „Brod fürs Leben“ verdienen zu können. Schon nach zwei Tagen erhielt sie Antwort. Wieck schrieb: „Ich mache mich anheischig, Ihren Herrn Sohn, den Robert, bei seinem Talent und seiner Phantasie binnen drei Jahren zu einem der größten jetzt lebenden Klavierspieler zu bilden, der geistreicher und wärmer als Moscheles und großartiger als Hummel spielen soll.“ Allerdings verband er dies mit der Bedingung, dass Schumann anders als in Heidelberg seine „zügellose Phantasie, verbunden mit so viel schwankendem Sinne“ bezwinge und regelmäßig zum Unterricht erscheine.
Schumann ging voller guter Vorsätze zurück nach Leipzig und bezog dort zunächst ein Zimmer im Hause Wiecks. Damals freundete er sich mit Wiecks Tochter Clara an. Er ging mit ihr manchmal spazieren, konnte mit dem neun Jahre jüngeren Mädchen aber noch wenig anfangen. Neben dem Klavierunterricht hatte er – erstmals in seinem Leben – von Juli 1831 bis Februar/März 1832 bei Heinrich Dorn einen „ordentlichen Compositionsunterricht“. Generalbassstudien und kontrapunktische Übungen standen im Mittelpunkt. Danach bildete sich Schumann autodidaktisch weiter und gelangte mit der Zeit zu einer objektivierenden Distanz zur in der Klavierimprovisation gewonnenen subjektiven „Eingebung des Augenblickes“.
Die angestrebte Karriere als Konzertpianist musste er allerdings bald aufgeben. Verstreute Bemerkungen in seinen Tagebüchern weisen darauf hin, dass 1831 manifest werdende Probleme mit der rechten Hand schon eine Vorgeschichte hatten: Er erwähnte einen kranken Arm (Dezember 1828), einen betäubten Finger (Januar 1830) und schließlich „unendlichste Schmerzen im Arm“ (September 1830). In seinem Projektenbuch notierte er, nachdem er im Sommer 1831 intensiv und ohne befriedigenden Erfolg an Frédéric Chopins Variationen über „Là ci darem la mano“ geübt hatte: „Ohngefähr im October 1831 Erlahmung meiner rechten Hand.“ Daraus erwuchsen chronische Beschwerden, laut seinem Tagebuch im Mai 1832 zunächst am rechten Mittelfinger, dann in der ganzen rechten Hand. Friedrich Wieck führte diese Behinderung darauf zurück, dass Schumann ein mechanisches Übungsgerät verwendet hatte, mit dem einzelne Finger zurückgehalten werden konnten, um sie gezielt zu stärken. Eine dauerhafte Beeinträchtigung der ganzen Hand – und die Tatsache, dass Schumann das Problem als „Schwäche“ und „Lähmung“ beschrieb, aber nicht über Schmerzen klagte – spricht jedoch eher gegen das Übungsgerät als Ursache. Auch Clara Schumann erinnerte sich später an keinen solchen Zusammenhang. Um eine Sehnenscheidenentzündung kann es sich nicht gehandelt haben, weil diese sehr schmerzhaft gewesen wäre. Der auf Musikermedizin spezialisierte Neurologe Eckart Altenmüller kommt zu dem Ergebnis, dass bei Schumann eine tätigkeitsspezifische fokale Dystonie vorlag, besser bekannt als „Musikerkrampf“. Im August 1832 schrieb Schumann seiner Mutter, es habe keinen Sinn mehr, das Klavierstudium fortzusetzen. In einem Brief im November teilte er ihr mit, er halte seine Beschwerden für unheilbar.

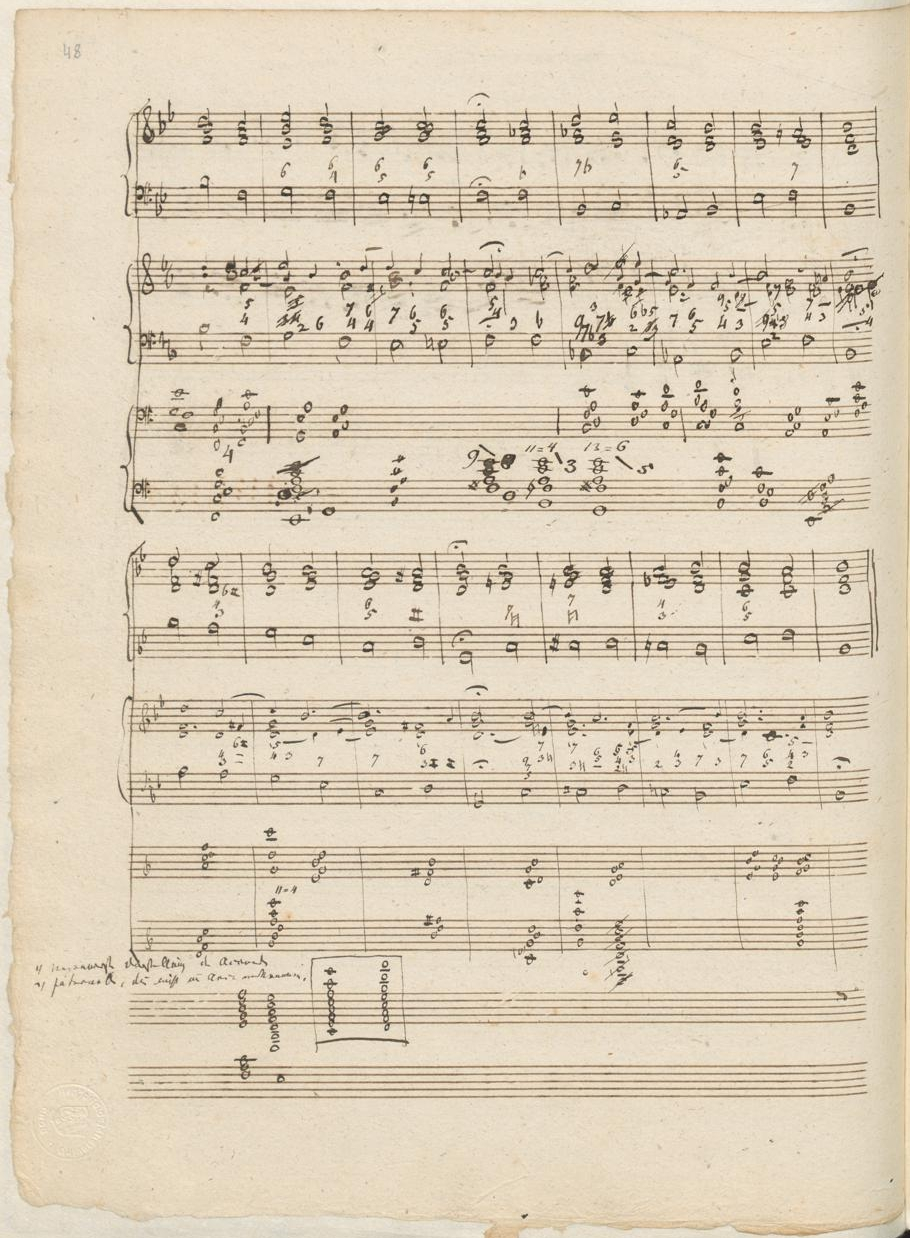
Eine Seite aus Schumanns Skizzenbuch V mit Generalbass-Studien

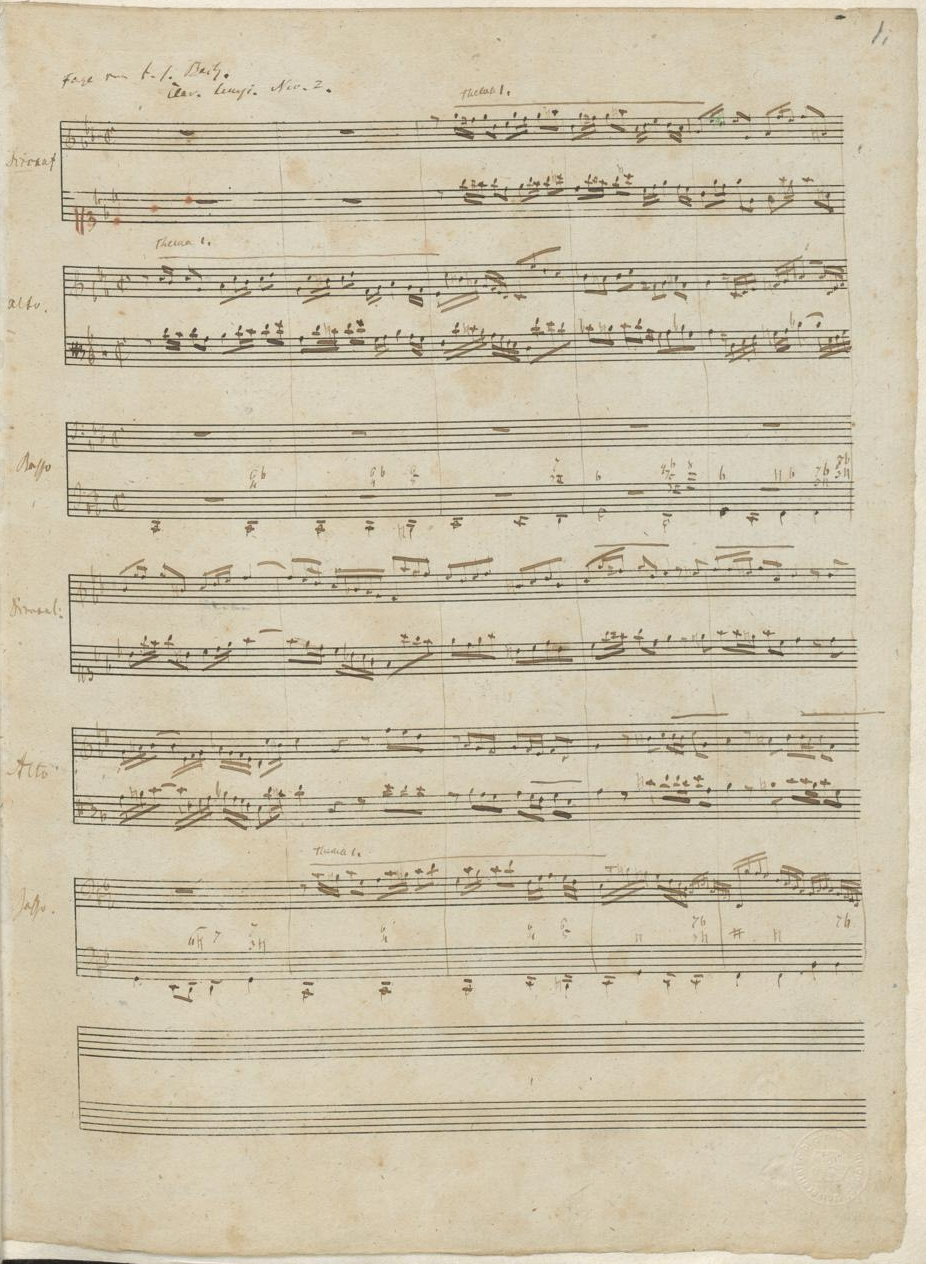
Analytische Abschrift der Fuge c-Moll aus J. S. Bachs Wohltemperiertem Klavier I

Schumann konzentrierte sich nunmehr auf das eigenständige Erlernen von Kompositionstechniken; satztechnische Werkanalysen und eigene Übungen dazu stellte er über Lehrbuchstudien; wertvolles Anschauungsmaterial lieferte ihm hierbei vor allem das Wohltemperierte Klavier von Johann Sebastian Bach. Seinem ehemaligen Lehrer Johann Gottfried Kuntsch schrieb er darüber, das Wohltemperierte Klavier sei seine Grammatik, „und die beste ohnehin. Die Fugen selbst hab’ ich der Reihe nach zergliedert […].“
Anfänglich komponierte Schumann fast ausschließlich für Klavier, sein Opus 1 sind die Abegg-Variationen (1829/1830), Stücke, die einer wohl auf Meta Abegg zurückgehenden Phantasieperson „Comtesse d’Abegg“ gewidmet sind und auf der Notenfolge A-B-E-G-G aufbauen. Zu seinen ersten Kompositionen gehören auch die Papillons op. 2 (1829–1832), ein Zyklus aus kleinen Klavierstücken, den Schumann seinen drei Schwägerinnen widmete. Den einzelnen Stücken ordnete er bestimmte Textstellen aus dem Roman Flegeljahre von Jean Paul zu, erkennbar an Schumanns Randnotizen in seinem Exemplar des Romans.
Von den frühen Kompositionen ist im Zusammenhang mit Schumanns strapaziösen Fingerübungen die 1829 begonnene und 1833 in endgültiger Fassung fertiggestellte Toccata op. 7 erwähnenswert, ein hochvirtuoses Stück mit besonderer Belastung für die äußeren, eigentlich schwächeren Finger.

### Beziehung mit „Charitas“
Im Frühjahr 1831 ging Schumann eine Beziehung mit einer jungen Frau ein, die er in seinen Tagebüchern „Christel“ nannte. Am 8. Juni 1831, seinem 21. Geburtstag, gab er ihr den Davidsbündlernamen „Charitas“. Die Affäre hatte offenbar Folgen, denn am 4. Oktober 1836 erhielt Schumann den Brief einer gemeinsamen Freundin über „Hoffnungen, von denen ich nichts wissen mag“ – vermutlich eine Schwangerschaft. Im Januar 1837 heißt es dann im Tagebuch: „Ein Mägdlein. (a. 5ten, glaub’ ich)“. Gerd Nauhaus, der Herausgeber der Tagebücher bezweifelte noch, dass es sich dabei um ein Kind des Komponisten handelte. Andere Forscher, darunter Judith Chernaik und Eric Frederick Jensen, sind wiederum überzeugt, dass das „Mägdlein“ Schumanns Tochter war. Darauf deutet auch das Resümee seiner Beziehung mit „Charitas“, zu der er bemerkte: „Folgen davon im Januar 1837“.
Der Schumann-Biograph John Worthen vermutete als Erster, dass es sich bei der Geliebten um ein Dienstmädchen der Familie Wieck handelte. Nach den Forschungen von Klaus Martin Kopitz könnte „Christel“ tatsächlich eine Leipziger „Dienstmagd“ namens Johanne Christiane Apitzsch (1806–1838) gewesen sein, die am 2. Januar 1837 im Jacobshospital eine uneheliche Tochter zur Welt brachte.
Die letzte Begegnung mit ihr sowie die Zahlung von 2 Talern „[a]n Charitas zu Weihnacht“ vermerkte Schumann unter dem 27. Dezember 1837. Ob er sich bei ihr mit Syphilis ansteckte, wie seine Erinnerungen vom September 1855 nahelegen, ist umstritten.

### Verlobung mit Ernestine von Fricken

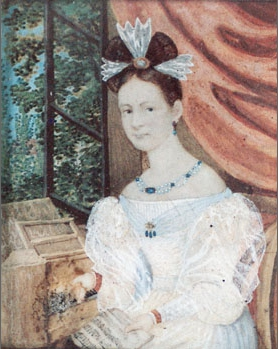
Ernestine von Fricken, um 1835

Im zweiten Halbjahr 1833 geriet Schumann in eine psychische Krise mit Wahn- und Suizidvorstellungen, die er in einem Tagebuch-Rückblick als „fürchterlichste Melancholie“ beschrieb. Ein Arzt machte ihm Hoffnungen, diese Krise durch eine Heirat zu überwinden. 1834 verlobte er sich mit Ernestine von Fricken geb. von Zedtwitz, von der er dachte, sie werde ihn „retten“. Er hielt die Verlobte für die Tochter eines reichen böhmischen Barons. Dass es sich um böhmischen Adel handelte, traf zwar zu, allerdings war Ernestine ein Adoptivkind und nicht erbberechtigt. Schumann löste die Verlobung vor Ablauf eines Jahres, setzte der jungen Dame jedoch ein musikalisches Denkmal: den Carnaval (1834/1835). Er zitierte den Namen des böhmischen Städtchens Asch, aus dem die Familie von Fricken stammte, am Anfang der meisten Stücke des Zyklus mit der Tonfolge A–Es–C–H oder As–C–H. Diese Tonfolgen kommen auch im Namen Schumanns und in Fasching vor, wie der Zyklus ursprünglich heißen sollte. Ein Stück trägt den Titel Estrella; mit diesem Pseudonym ist Ernestine von Fricken gemeint. Chiarina, der Titel eines anderen Stücks, bezieht sich auf Clara Wieck. Seine 1833 als Etüden im Orchestercharakter von Florestan und Eusebius begonnenen und 1837 als XII Études Symphoniques veröffentlichten Sinfonischen Etüden sind weniger Etüden im Wortsinn als vielmehr Variationen über ein eingangs vorgestelltes Thema, das von Ernestine von Frickens Vater Ignaz von Fricken stammt. Dieser ist in der Fußnote auf der zweiten Seite der Erstausgabe gemeint: „Les notes de la melodie sont de la Composition d’un Amateur.“

### Die Davidsbündler
1833 hatte sich um Schumann ein Kreis junger Künstler gebildet, die sich regelmäßig im Leipziger Lokal Zum Arabischen Coffe Baum einfanden. Sie nannten sich Davidsbündler und verstanden sich als Gegenpol zu den „Philistern“, den Spießbürgern. Vorbilder waren die Serapionsbrüder um E.T.A. Hoffmann. In der Tradition der damals beliebten Geheimbünde trugen die Davidsbündler Phantasienamen. Wie bei Hoffmann standen die Namen der Mitglieder einerseits für reale Personen, andererseits aber immer mehr für literarische Figuren mit besonderen künstlerischen und ästhetischen Ansichten. Der Bund und die Phantasienamen spielen in einigen Werken Schumanns eine Rolle, außer im Carnaval zum Beispiel auch in den Davidsbündlertänzen, zudem in Artikeln der Neuen Zeitschrift für Musik.

### Neue Zeitschrift für Musik

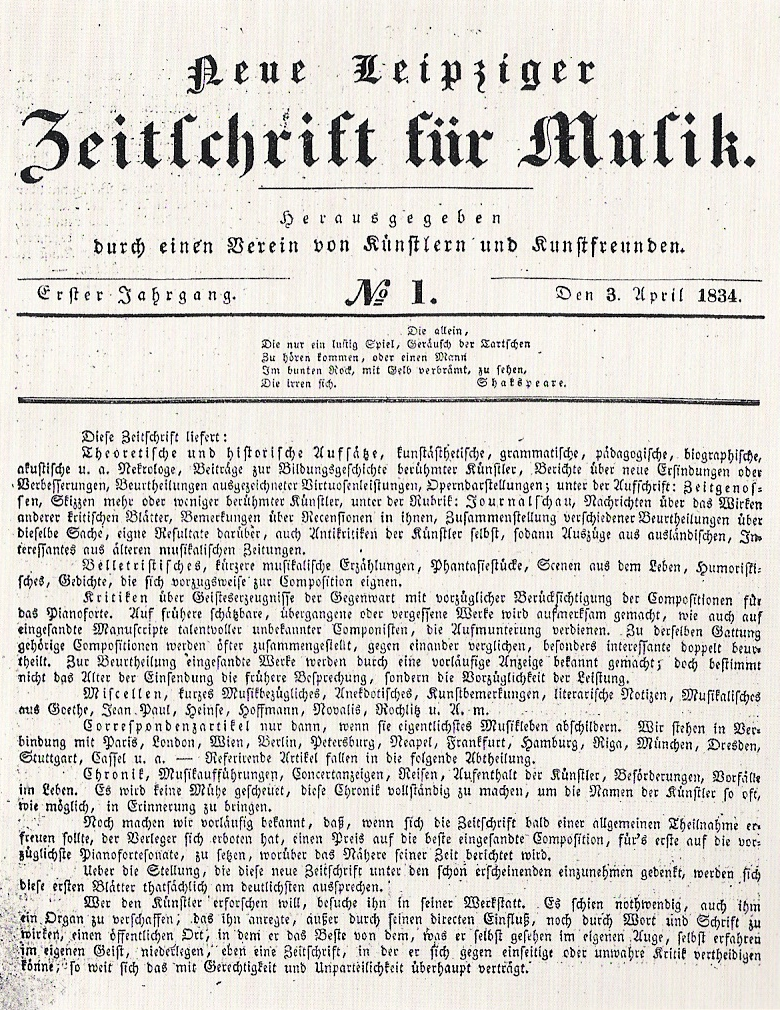
Neue Leipziger Zeitschrift für Musik, Titel des ersten Jahrgangs von 1834

Zusammen mit Friedrich Wieck, dem gleichaltrigen Ludwig Schuncke († 7. Dezember 1834 in Leipzig) und einigen weiteren Freunden gründete Schumann im April 1834 die 1835 in Neue Zeitschrift für Musik umbenannte Neue Leipziger Zeitschrift für Musik und machte damit der Allgemeinen musikalischen Zeitung Konkurrenz, in der er selbst 1831 einen bedeutenden Beitrag über Chopins op. 2, die Variations sur "Là ci darem la mano" de "Don Juan" de Mozart, veröffentlicht hatte. Da die Mitbegründer für das Projekt kaum Zeit aufbringen konnten, übernahm er zehn Jahre lang den größten Teil der Arbeit als Herausgeber und Redakteur und schrieb auch selbst viele Beiträge. Im Juli 1844 gab Schumann die Leitung der Zeitschrift an seinen Autor Oswald Lorenz ab.
Die allgemeine Zielrichtung der Zeitschrift formulierte Schumann im ersten Heft des Jahrgangs 1835: „[D]ie alte Zeit und ihre Werke anzuerkennen, darauf aufmerksam zu machen, wie nur an so reinem Quelle neue Kunstschönheiten gekräftigt werden können – sodann die letzte Vergangenheit als eine unkünstlerische zu bekämpfen, für die nur das Hochgesteigerte des Mechanischen einigen Ersatz gewährt habe – endlich eine junge, dichterische Zukunft vorzubereiten, beschleunigen zu helfen“. In seinen 1854 erschienenen Gesammelten Schriften über Musik und Musiker ersetzte er den Begriff der jungen, dichterischen Zukunft durch den der neuen, poetischen Zeit. Mit dieser Maxime erfasste Schumann auch seinen eigenen künstlerischen Werdegang vom dichtenden und komponierenden Kind und Jugendlichen zum erwachsenen Komponisten, der, ausgehend von der musikalischen Poetik Jean Pauls, „gekräftigt“ an den Werken Beethovens und vor allem Johann Sebastian Bachs, seine eigene poetische Musik schuf. Schumann drückte folgerichtig vielen seiner Besprechungen von Werken und Aufführungen seinen Stempel auf: den der poetisierenden Kritik, vergleichbar mit E. T. A. Hoffmann, der Jahrzehnte zuvor unter dem Pseudonym Johannes Kreisler für die Allgemeine musikalische Zeitung in einem ähnlichen Stil geschrieben hatte. In Schumanns Texten ist alles vertreten, ernsthafte Auseinandersetzung, subtiler Spott, aber auch wie bei Giacomo Meyerbeers Hugenotten höhnischer Verriss.
Schumann wie auch die anderen Autoren schrieben unter zahlreichen Pseudonymen und Kürzeln. Er selbst verwendete über dreißig, darunter die Namen der fiktiven Figuren Florestan und Eusebius. Florestan verkörperte den leidenschaftlichen Schumann, Eusebius den in sich gekehrten Schumann. Meister Raro, für den Friedrich Wieck Pate stand, war die Figur eines Ratgebers. Schumann nutzte die unterschiedlichen Charaktere, um verschiedene Sichtweisen von Werken darzustellen.

### Private und berufliche Hindernisse

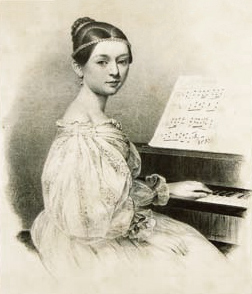
Clara Wieck, 1835, Lithografie von Julius Giere

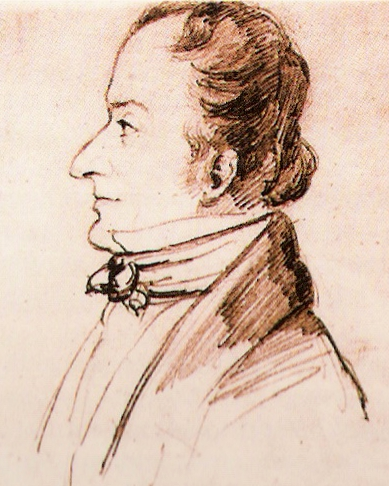
Friedrich Wieck, um 1838, Zeichnung der Sängerin Pauline Viardot-Garcia

Robert Schumann und Clara Wieck, die durch das von Robert 1830 entworfene Variationsthema von Claras op. 3 und Roberts op. 5 bereits musikalisch eng verbunden waren, wurden 1835 zum Liebespaar: „Der erste Kuß im N o v e m b e r.“ Claras Vater unternahm in der Folgezeit alles, um jeden Kontakt zwischen den frisch Verliebten zu unterbinden. Nichts war mehr möglich, kein Treffen, selten Briefe, die unter geradezu konspirativen Umständen übermittelt wurden, Blicke nur aus der Entfernung. Im August 1837 verlobten sich Robert Schumann und Clara Wieck heimlich. Schumann bat Clara Wieck in einem Brief vom 13. August 1837 um ihre Zustimmung, bei Friedrich Wieck um ihre Hand anzuhalten. Sie solle ihrem Vater einen beigefügten Brief mit seinem Heiratsantrag übergeben. „Schreiben Sie mir ein einfaches Ja […].“ Clara antwortete umgehend: „Nur ein einfaches ›Ja‹ verlangen Sie? So ein kleines Wörtchen – so wichtig! […] [I]ch thue es […].“ Anfang September 1837 wurde der Brief nach einigem Zögern übergeben. Friedrich Wieck ließ Clara zunächst im Ungewissen. Schumann berichtete Clara am 18. September von seinem anschließenden Gespräch mit Wieck, der eine Heirat ausschloss: „Diese Unterhaltung mit Ihrem Vater war fürchterlich […]. Ich bin angegriffen an der Wurzel meines Lebens.“
Die 1838 vollendeten Kreisleriana wollte Schumann ursprünglich Clara Wieck widmen, sah jedoch auf Wunsch Claras davon ab, da sie eine Eskalation der Streitigkeiten mit Friedrich Wieck befürchtete. Gedanklich ist der Zyklus dem Schriftsteller E. T. A. Hoffmann verpflichtet, der seinen Kapellmeister Kreisler nicht nur als Pseudonym für die Leipziger musikalische Zeitung verwendet, sondern ihn auch literarisch zum Charakter erhoben hatte. Schließlich widmete Schumann die Kreisleriana Frédéric Chopin, für den er große Bewunderung hegte. Wie Chopin darauf reagierte und was dieser von weiteren Werken Schumanns hielt, ist weitgehend unbekannt. Den Carnaval jedenfalls schätzte er nicht, und in seinem Klavierunterricht verwendete er nichts von Schumann.
Auch andere Pianisten verhielten sich Schumanns Stücken gegenüber zurückhaltend: Franz Liszt, der einige Schumann’sche Werke in sein Repertoire genommen hatte, erlitt nach eigenem Bekunden damit ein „großes Fiasko“. Selbst Clara, die maßgeblich zur größeren Bekanntheit von Schumanns Klavierwerken beitrug, spielte bei ihren öffentlichen Konzerten nur vereinzelt das eine oder andere Stück. Die Zuhörer hatten einen anderen Geschmack. Ludwig van Beethoven wurde verehrt, Mendelssohn Bartholdy, Chopin und Scarlatti waren beliebt. Sigismund Thalberg und Friedrich Kalkbrenner wurden damals häufig zu Gehör gebracht, aber auch Henri Herz, der dem 20-jährigen Schumann als Vorbild diente und den dieser später wegen seiner seichten Klaviermusik attackierte.
Vom 3. Oktober 1838 bis zum 5. April 1839 lebte Schumann in Wien, wo er ein Zimmer in der Schönlaterngasse Nr. 679 (heute Nr. 7a) im 1. Stock bewohnte. Er traf dort mit zahlreichen Musikerkollegen zusammen und versuchte insbesondere, seine Neue Zeitschrift für Musik zu etablieren, scheiterte aber an der Ablehnung der Wiener Verleger Tobias Haslinger und Anton Diabelli, an die er von Graf Joseph Sedlnitzky, dem Chef der Zensurbehörde, verwiesen worden war. Wie Schumann befürchtet hatte, zeigte es sich, „dass niemand die Zeitung als zu Jung-Deutschland-mäßig“ mochte. Dennoch brachte der Wienaufenthalt ein bedeutendes Ergebnis: Schumann entdeckte bei Ferdinand Schubert die noch unveröffentlichte Große Sinfonie in C-Dur von dessen verstorbenem Bruder Franz Schubert, sorgte für deren Drucklegung und übergab sie Felix Mendelssohn Bartholdy, der sie am 31. März 1839 in Leipzig postum zur Uraufführung brachte.

### Heirat mit Clara Wieck

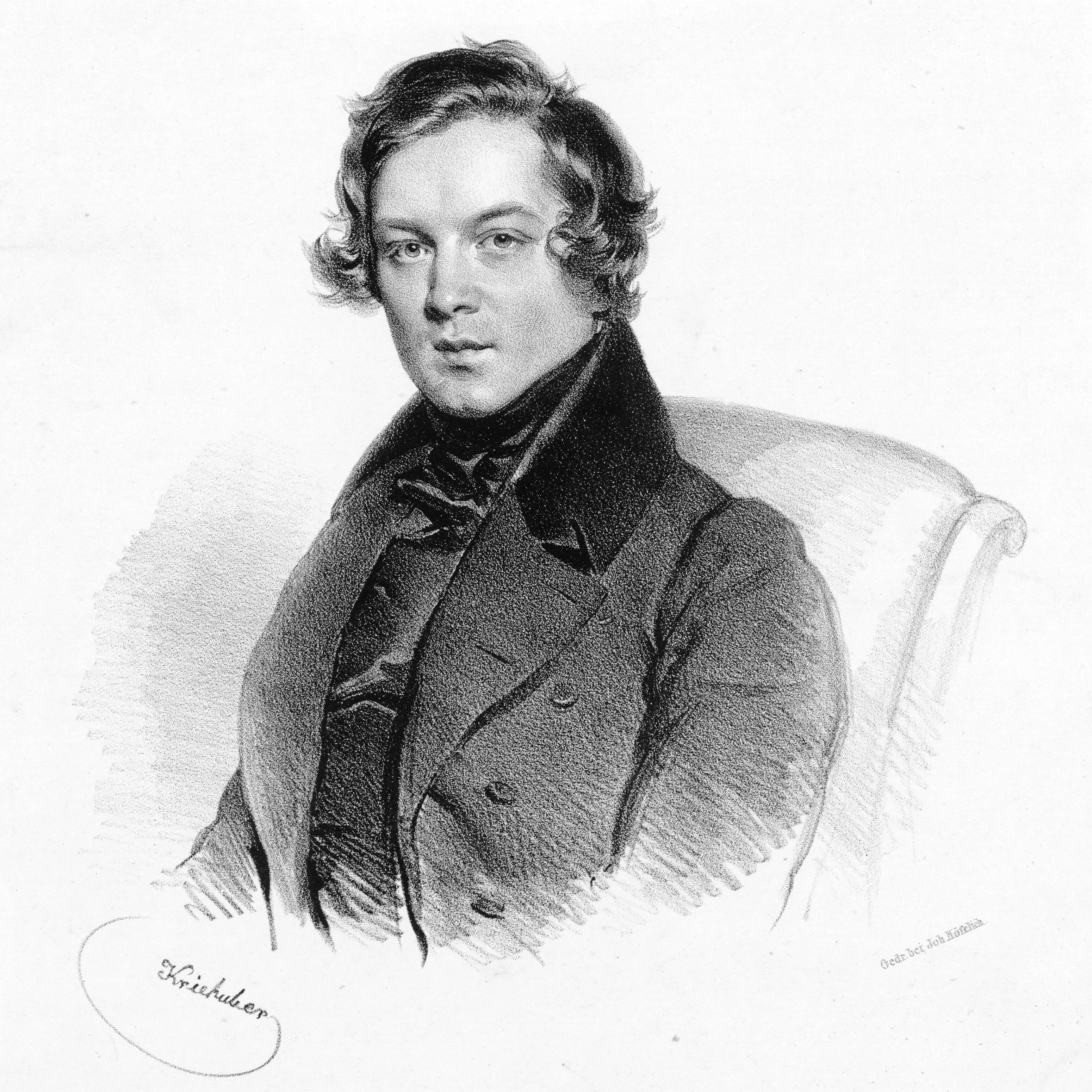
Robert Schumann, 1839

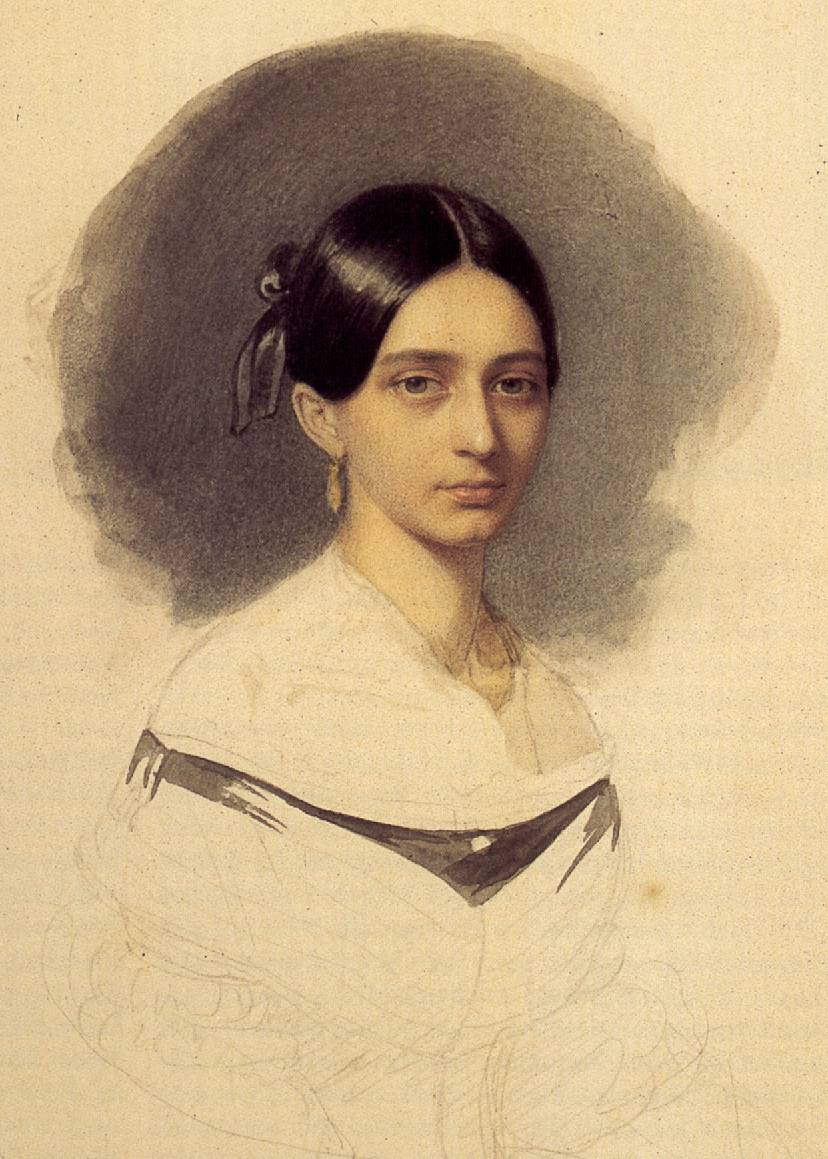
Clara Wieck, 1840,
kurz vor ihrer Vermählung

Im Juli 1839 versuchten Robert Schumann und Clara Wieck die hoffnungslos erscheinende Situation mit einer Klage vor Gericht zu beenden, die darauf gerichtet war, dass entweder Claras Vater der Ehe zustimmen oder von Amts wegen eine Einwilligung herbeigeführt werden sollte. Um seine Position im Prozess gegen Wieck zu verbessern, bemühte sich Schumann erfolgreich um die „Doctorschaft“ der Universität Jena. Am 24. Februar 1840 verlieh ihm die philosophische Fakultät die Doktorwürde in absentia. Dazu hatte Schumann einen handgeschriebenen Lebenslauf, Sittenzeugnisse und mehrere von ihm verfasste, als „Promotionsschrift“ gewertete Aufsätze eingereicht.
Bereits ab dem 16. Juli 1840 richteten Robert Schumann und Clara Wieck ihre erste gemeinsame Wohnung ein, in der sie ihre gesamte Leipziger Zeit über wohnten. Sie lag in der Inselstraße Nr. 5 (heute Nr. 18, Schumann-Haus), in dem Leipziger Viertel, wo sich auch Buch- und Musikalienverlage angesiedelt hatten – nach Clara „ein kleines, trauliches, aber freundliches Logis“. Persönlichkeiten des Leipziger und internationalen Musiklebens wie Felix Mendelssohn Bartholdy, Hector Berlioz, Franz Liszt und Ignaz Moscheles waren dort in der Folgezeit gern gesehen; in einem Musikerhaushalt war die Unterhaltung der Gäste mit Kammermusik und Lesungen selbstverständlich.
Am 1. August 1840 erteilte das Gericht die Heiratserlaubnis. Am 12. September, einen Tag vor Clara Wiecks 21. Geburtstag, heiratete das Paar in der Gedächtniskirche von Schönefeld bei Leipzig, tafelte und feierte in Leipzig bei einer Tante Claras und machte nachmittags einen Ausflug zum englischen Garten des Rittergutes Zweinaundorf.

### Erste Ehejahre in Leipzig

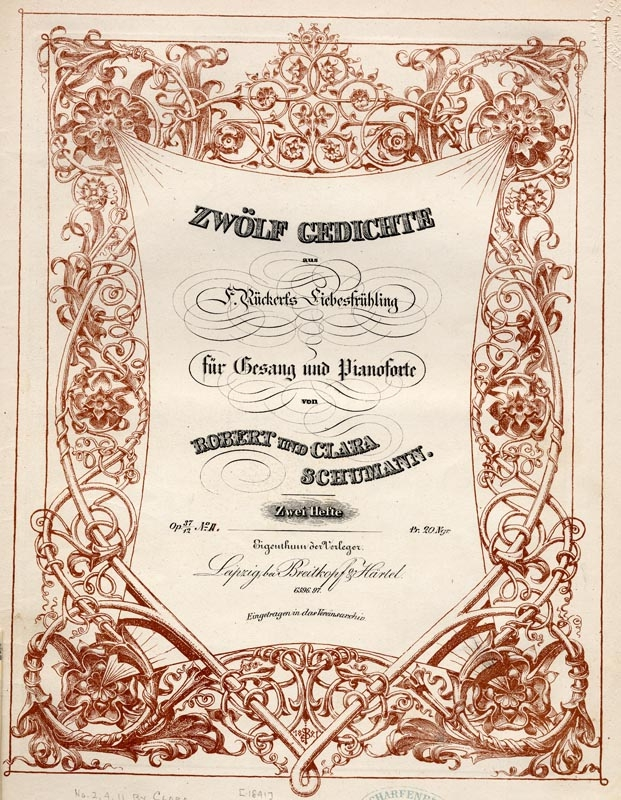
Robert und Clara Schumann:
Zwölf Gedichte aus Rückert’s Liebesfrühling für Gesang und Pianoforte Op. (1841), Titelblatt

In seiner Ehe mit Clara versuchte Schumann stets Einfluss auf ihr Leben und Schaffen zu nehmen. Er wünschte nicht, dass sie weiter ihren Konzerttätigkeiten nachging. Schon 1839 hatte er ihr geschrieben: „Das erste Jahr unserer Ehe sollst Du die Künstlerin vergeßen, sollst nichts als Dir u. Deinem Haus und Deinem Mann leben, […].“ Andererseits bestärkte er sie im eigenen Komponieren. Sein Ziel war musikalische Zweisamkeit in Einheit. So veröffentlichte das Ehepaar 1841 Zwölf Gedichte aus Rückerts Liebesfrühling für Gesang und Pianoforte als op. 37 (Robert Schumann) und op. 12 (Clara Schumann), ohne dass die Autorschaft der einzelnen Lieder offenbart wurde. Schumann schätzte Clara vor allem bei der Entstehung und Revision seiner Klavierkompositionen als Kritikerin und folgte manchmal ihren Ratschlägen, so z. B. bei den Nachtstücken op. 23.
Im Falle der Klaviersonate g-Moll op. 22 hatte er bereits 1838 auf Drängen Claras einen neuen Schlusssatz komponiert. Die gegenseitige Würdigung und Kritik der Werke hatte Robert Schumann im ersten Eintrag in das gemeinsame Ehetagebuch vom 13. September 1840 – an Clara gerichtet – angeregt: „Eine Zierde unsres Tagebüchleins soll […] die Kritik unserer künstlerischen Leistungen werden[.]“
1840 wurde ein Jahr großer Produktivität, in dem rund die Hälfte seines gesamten Liedschaffens entstand (darunter der Liederkreis op. 39 und die Dichterliebe op. 48); das Jahr wird daher häufig als sein „Liederjahr“ bezeichnet. 1841 komponierte Schumann seine Sinfonie Nr. 1 in B-Dur, die Frühlingssinfonie. Sie wurde am 31. März 1841 unter dem Dirigat von Felix Mendelssohn Bartholdy uraufgeführt. Die innerhalb kürzester Zeit vollbrachte Komposition und der überwältigende Publikumserfolg dieser Sinfonie galten Robert und Clara Schumann als Bestätigung dafür, sich gegen alle Widerstände für ein gemeinsames Künstlerleben entschieden zu haben. Entsprechend bezeichnete Friedrich Wieck das Werk Schumann gegenüber als „Widerspruchssymphonie“. Noch im selben Jahr vollendete Schumann die Sinfonie in d-Moll. Am 6. Dezember 1841 uraufgeführt, kam sie beim Publikum nicht recht an. 12 Jahre später hat Schumann sie überarbeitet, bekannt ist sie heute als seine vierte und letzte Sinfonie.

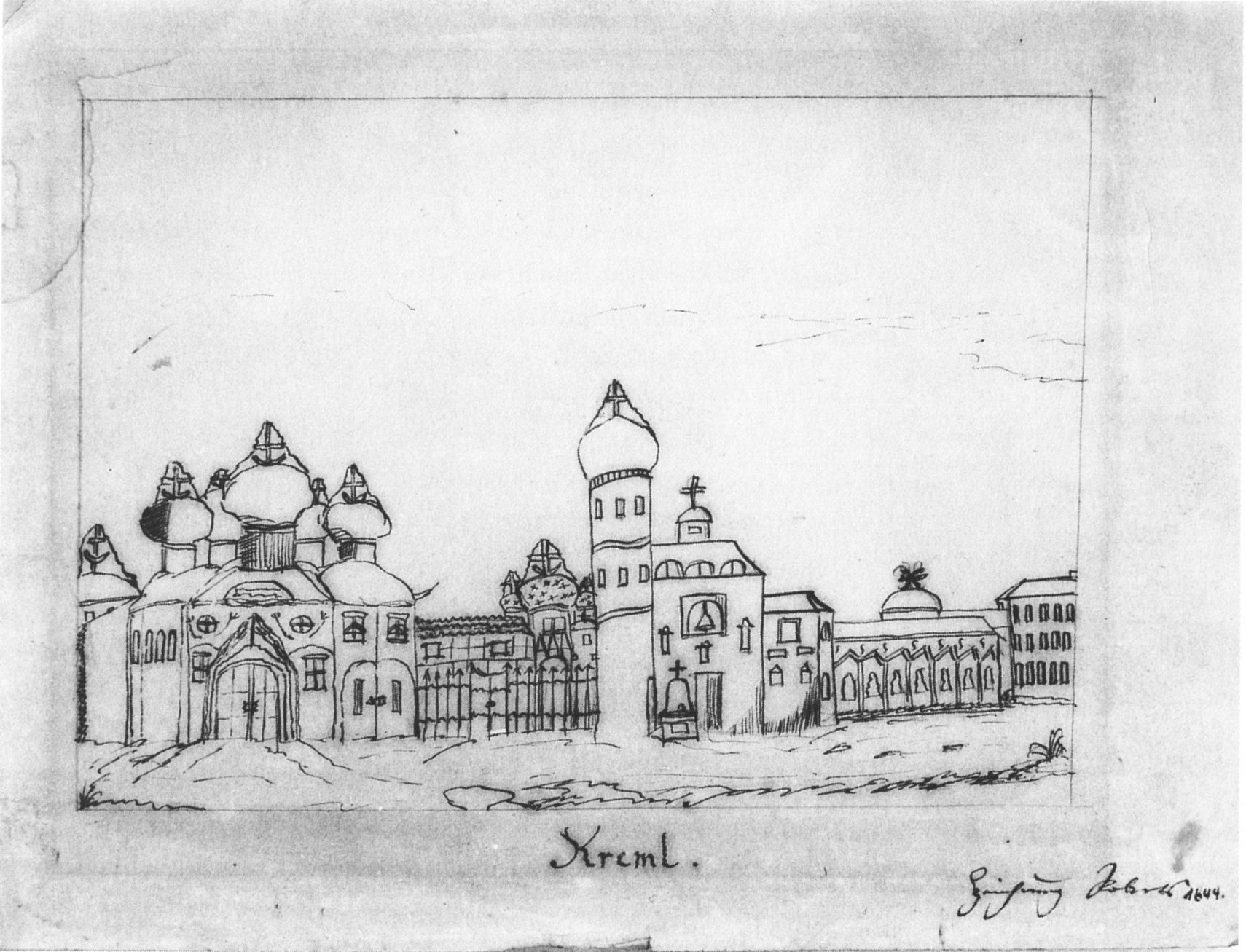
Federzeichnung Schumanns vom Moskauer Kreml

1842 war Schumanns „Kammermusikjahr“. In dichter Folge entstanden die drei Streichquartette op. 41 (Juni/Juli), das Klavierquintett Es-Dur op. 44 (September/Oktober), das Klavierquartett op. 47 (Oktober/November) und die Phantasiestücke op. 88 für Klavier, Violine und Violoncello (Dezember).
1843 war Schumann für kurze Zeit am Leipziger Konservatorium Lehrer in den Fächern Klavier, Komposition und Partiturspiel. Das Jahr 1843 stand im Übrigen vorwiegend im Zeichen der Komposition und der Einstudierung von Das Paradies und die Peri op. 50 für Soli, Chor und Orchester. Die Uraufführung – zugunsten des Konservatoriums – fand am 3. Dezember 1843 im Gewandhaus statt.
In dieser Zeit versuchte Friedrich Wieck Schumann zu helfen, indem er in seinen Schriften immer wieder auf die Vorbildlichkeit von dessen Musik – nicht nur in Interpretationen seiner Tochter Clara – hinwies und ihn neben Frédéric Chopin, Felix Mendelssohn Bartholdy, Ignaz Moscheles und Carl Maria von Weber zu seinen künstlerischen Vorbildern erklärte. Mit einem Versöhnungsbrief vom 21. Januar 1843 an Clara Schumann und einem nachfolgenden Besuch Claras bei ihrem Vater in Dresden wurde der Kontakt zwischen Friedrich Wieck und dem Ehepaar Schumann wieder angebahnt. In einem Brief vom 15. Dezember wandte sich Friedrich Wieck direkt an Schumann. Darin heißt es: „Wir können uns, der Clara und der Welt gegenüber, nicht mehr fern stehen. Sie sind jetzt auch Familienvater – warum lange Erklärungen?“ Wieck versicherte Schumann seine Anteilnahme an dessen Talent und dessen „schönen und wahren Bestrebungen“. Den Brief unterzeichnete er mit „Ihr Vater Fr. Wieck“. Robert Schumann blieb jedoch Friedrich Wieck gegenüber reserviert.
Da die Geldsorgen wuchsen, begab sich Clara Schumann im Januar 1844 wieder auf Konzerttournee, unter anderem nach Russland, was ihr 6000 Taler einbrachte. Schumann begleitete sie, in den Augen der Bewunderer Claras oft nur als Gatte einer europaweit bekannten Pianistin. Schumanns 1. Sinfonie wurde in Sankt Petersburg in einem Privatkonzert aufgeführt.

### Dresden

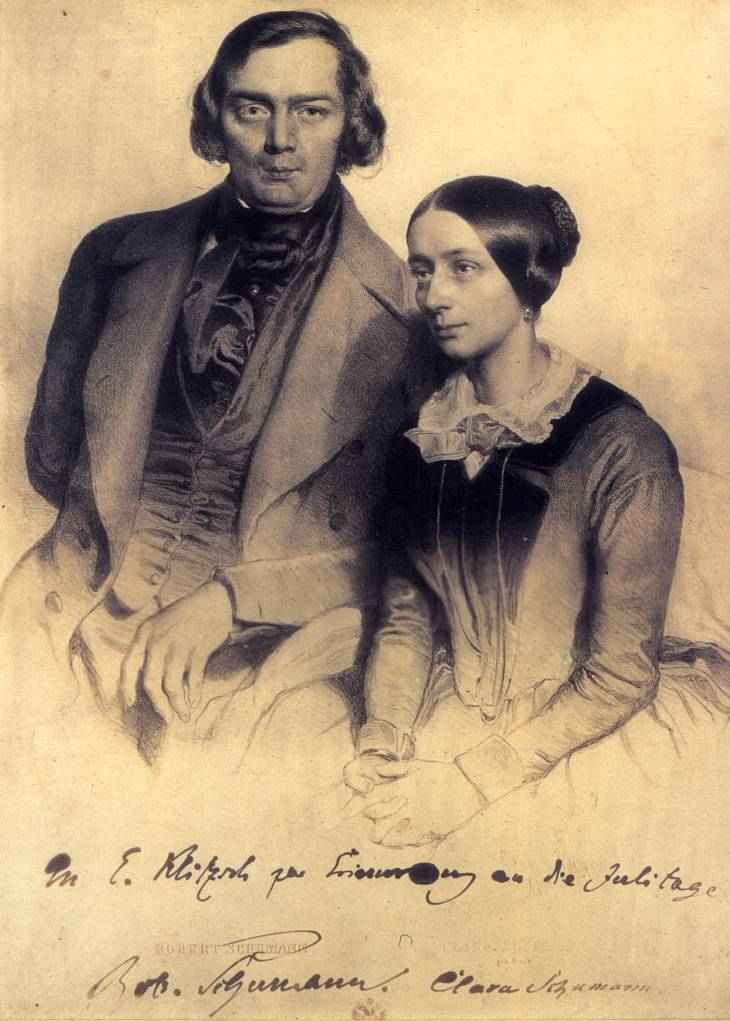
Robert und Clara Schumann, Lithografie von Eduard Kaiser mit persönlicher Widmung des Paars, 1847

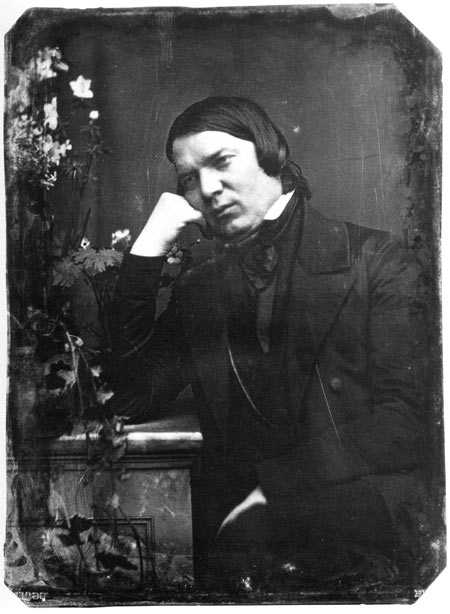
Robert Schumann, im März 1850, Daguerreotypie von Johann Anton Völlner

1844 zerschlug sich Schumanns Hoffnung, Nachfolger von Mendelssohn Bartholdy am Leipziger Gewandhaus zu werden. Schumann zog daraufhin am 15. Dezember 1844 mit seiner Familie nach Dresden. Die Folgezeit bis 1846 war geprägt von Krankheiten, er klagte über Abspannung, Nervenschwäche, Angstzustände, Schwindelanfälle, Hörstörungen – und er wurde schwermütig. Möglicherweise litt er an einer bipolaren Störung, auch als manisch-depressive Krankheit bezeichnet. Wahrscheinlich trug auch eine früher erworbene Syphilis zum Krankheitsbild bei, insbesondere zum neurokognitiven Verfall sowie zu den Schwindelanfällen und Hörstörungen.
Seine depressiven Phasen bekämpfte Schumann wie schon oft durch kontrapunktische Studien. Dabei entstanden die Werke für Pedalflügel op. 56, 58 und 60, die Fugen op. 72 sowie der Kanon aus op. 124. Auch die Sinfonie in C-Dur (heute als Nr. 2 bekannt) trägt thematische und satztechnische Merkmale, die an Bach’sche Werke und deren „seltene Seelenzustände“ erinnern. Schumann selbst vermutete, dass das Komponieren dieser Sinfonie bei ihm eine therapeutische Wirkung gehabt habe. Rückblickend schrieb er am 2. April 1849 an den Dirigenten Georg Dietrich Otten in Hamburg: „Die Symphonie schrieb ich im Dezember 1845 noch halb krank; mir ist’s, als müßte man ihr dies anhören. Erst im letzten Satz fing ich an mich wieder zu fühlen; wirklich wurde ich auch nach Beendigung des ganzen Werkes wieder wohler.“ Schumann war in Dresden sehr produktiv. Unter anderem vollendete er 1845 sein Klavierkonzert a-Moll op. 54, schrieb seine Oper Genoveva op. 81 (1847/48) und die Bühnenmusik Manfred op. 115 (1848), außerdem zahlreiche Werke in anderen Gattungen: Klavierwerke, Kammermusik, Lieder, Chorgesang, Werke für Chor und Orchester.
Im November 1847 löste Schumann Ferdinand Hiller als „Liedmeister“ der Dresdener Liedertafel, eines Männergesangsvereins, ab. Um auch Werke für einen größeren gemischten Chor aufführen zu können, gründete er Anfang 1848 den Verein für Chorgesang und übernahm dessen Leitung.

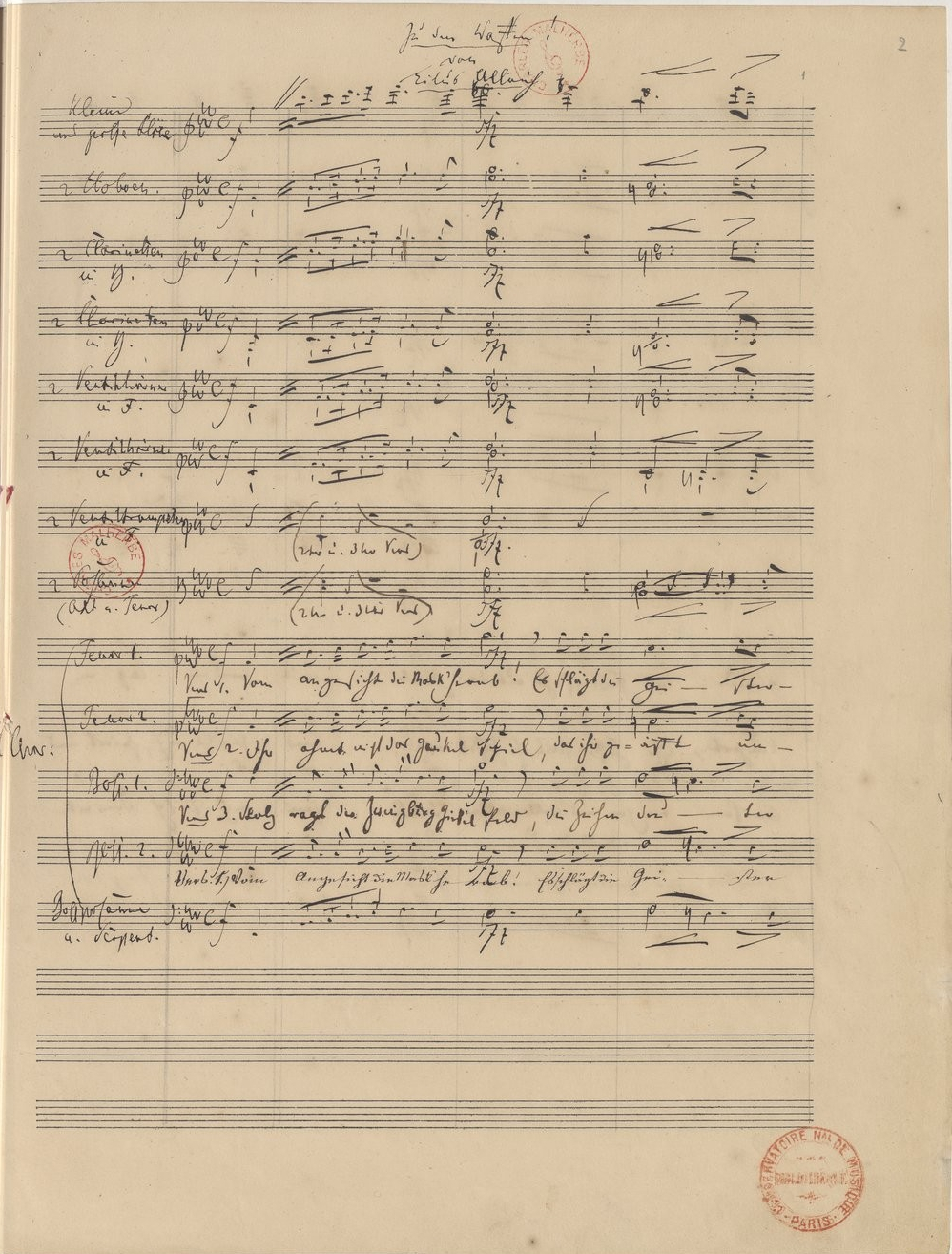
Zu den Waffen! – der erste der Drei Freiheitsgesänge, Autograf von 1848

1848/49 entwickelte sich Dresden zu einer Hochburg der deutschen Revolutionsbewegung. Robert Schumann war für die republikanische Staatsform, trat aber – anders als Richard Wagner, dem Schumann Mitte Oktober 1830 begegnet war – öffentlich nicht dafür ein. Am 10. April 1849 schrieb er an Ferdinand Hiller: „Sehr fleißig war ich in dieser ganzen Zeit – mein fruchtbarstes Jahr war es – als ob die äußern Stürme den Menschen mehr in sein Inneres trieben, so fand ich nur darin ein Gegengewicht gegen das von Außen so furchtbar hereinbrechende.“ Als es am 3. Mai 1849 zum Dresdner Aufstand kam, und Schumann am 5. Mai zu einer Sicherheitswache eingezogen werden sollte, floh er mit seiner Familie nach Maxen auf das Rittergut der befreundeten Familie Serre. Die Arroganz von auch nach Maxen geflüchteten Aristokraten trug dazu bei, dass die Schumanns nach wenigen Tagen nach Kreischa umzogen, wo Schumann Ruhe zum Komponieren fand. Wieder zurück in Dresden, verfiel Schumann in einen Schaffensrausch, der dazu beitrug, dass die Revolutionszeit bei ihm zu einer besonders kreativen Phase wurde. Ausdruck seiner republikanischen Gesinnung sind die für seinen Chor 1848 komponierten Drei Freiheitsgesänge und die 1849 erschienenen Vier Märsche op. 76 für Klavier. Am 7. November 1849 zog der Musikkritiker Louis Ehlert in der Königli. Preuß. Staats-Kriegs- und Friedenszeitung ein Resümee: „[E]r hat sich in allem versucht. Das ist das Kriterium eines Genies. […] Seine Produktionskraft ist so ungeheuer, er hat uns in den letzten Jahren so überschüttet mit Werken aller Art, daß er an vielen Orten Deutschlands bereits hinreichend bekannt ist.“
Schumanns nochmalige Bemühungen um den Posten des Leipziger Gewandhauskapellmeisters scheiterten, und bevor sein Vorhaben, Hofkapellmeister in Dresden zu werden, konkret werden und Erfolg haben konnte, erhielt er im Dezember 1849 das Angebot, die Nachfolge von Ferdinand Hiller als Städtischer Musikdirektor in Düsseldorf anzutreten. Vertragspartner war seinerzeit der Musikverein (heute Städtischer Musikverein zu Düsseldorf). Die Schumanns zögerten zunächst, das ihnen vertraute Sachsen zu verlassen, aber am 1. September 1850 verließen sie Dresden Richtung Westen.

### Düsseldorf

#### Städtischer Musikdirektor
Der Empfang Robert Schumanns in Düsseldorf war herzlich: Orchester und Chor hatten einige seiner Stücke einstudiert. Es gab eigens für ihn einen Ball und ein Souper. Schumann wurde von Hiller in künstlerische Kreise eingeführt. Die Begeisterungsfähigkeit der Rheinländer steckte Schumann an: Er komponierte 1850 neben vielen anderen neuen Werken im November und Dezember auch seine 3. Sinfonie in Es-Dur, die sogenannte Rheinische.
Als städtischer Musikdirektor hatte Schumann vielfältige Aufgaben: die Leitung des aus Berufsmusikern und Amateuren bestehenden Orchesters, dessen Träger der Allgemeine Musikverein der Stadt war, und die Leitung des Gesangsvereins, dessen Mitglieder aus der bürgerlichen Mittel- und Oberschicht stammten. Er hatte pro Wintersaison zehn Abonnementskonzerte mit diesen beiden Vereinigungen zu planen, einzustudieren und zu leiten. Zudem war er verpflichtet, in zwei katholischen Kirchen Düsseldorfs vier größere Aufführungen zu veranstalten. Darüber hinaus musste er den Düsseldorfer Anteil an den gemeinsam mit Köln und Aachen veranstalteten Niederrheinischen Musikfesten vorbereiten und durchführen.

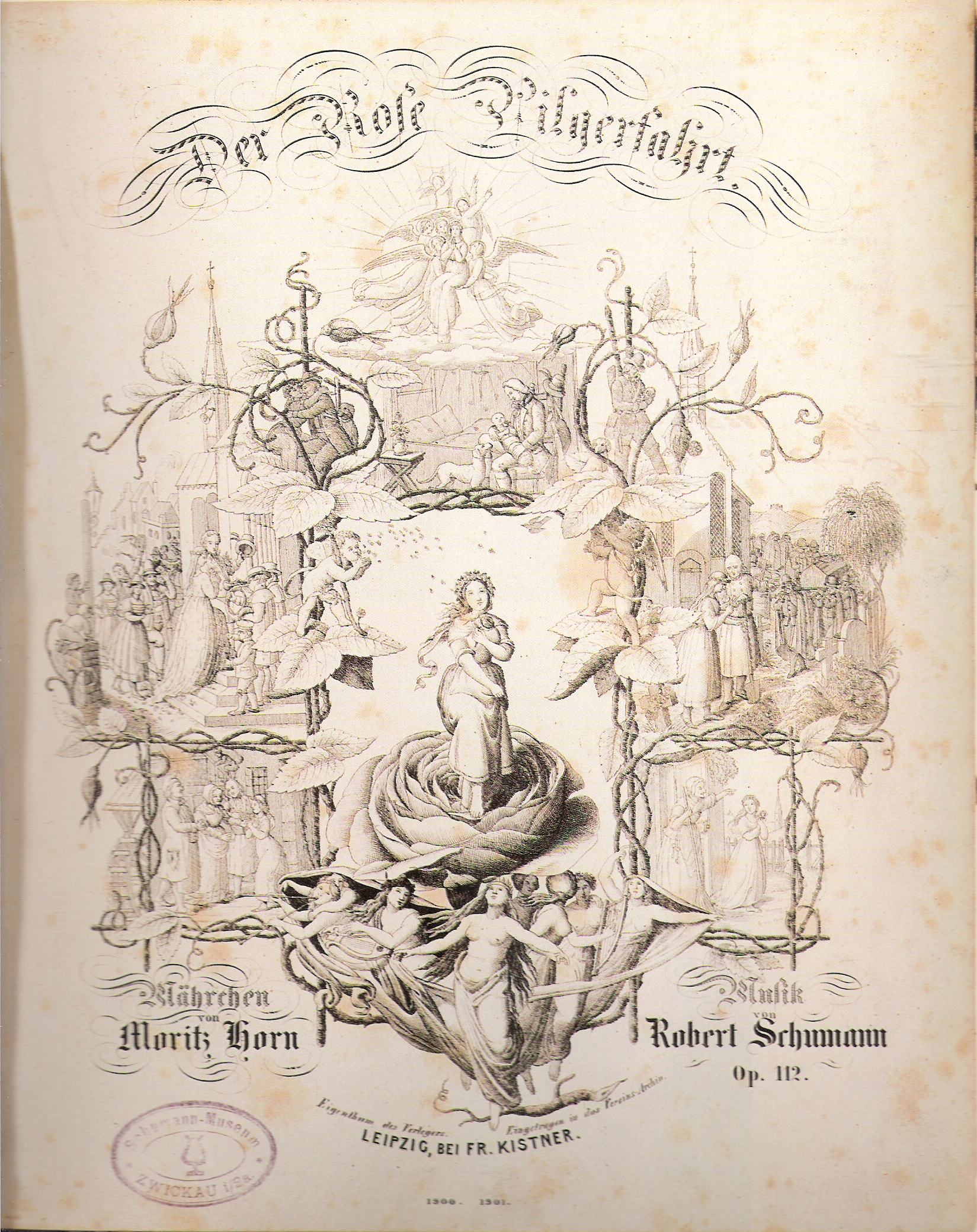
Titelblatt der Erstausgabe von Der Rose Pilgerfahrt, Illustration von Theodor Mintrop

Schumann fühlte sich durch diese Aufgaben herausgefordert, einen wesentlichen Teil seiner kompositorischen Tätigkeiten auf die breite Öffentlichkeit auszurichten. Das gelang ihm besonders mit seiner 3. Sinfonie, der revidierten d-Moll-Sinfonie (der späteren 4. Sinfonie) und dem „Märchen“ Der Rose Pilgerfahrt für Soli, Chor und Klavier (auch in der späteren Bearbeitung mit Orchester) sowie mit Werken einer von Schumann neu geschaffenen Gattung: der Ballade als Concert-Musikstück für Solostimmen, Chor und Orchester. In diesen Zusammenhang gehören auch seine Orchesterouvertüren „zu mehreren der schönsten Trauerspiele“, wie Schillers Braut von Messina und Shakespeares Julius Caesar. Soireen dienten ihm ab 1851 als kompositorisches Experimentierfeld für seine neuen Kammermusikwerke.
Bereits in der ersten Saison ergaben sich bei den Proben mit dem Orchester und besonders mit dem Chor Probleme, die Schumann nicht in den Griff bekam. Als das fast nur eigenen Kompositionen gewidmete 8. Abonnementskonzert sehr kritisch rezensiert wurde, notierte er sich im Haushaltsbuch: „Bedenken wegen Bleibens in D.“ Seine über seine Dienstverpflichtungen hinausgehende Initiative, mit einem Quartettkränzchen künstlerisch hochstehende Kammermusik zu pflegen, musste er nach einigen Monaten aufgeben.
Die Schwierigkeiten, die Schumann mit Chor und Orchester hatte, steigerten sich im Laufe seines Düsseldorfer Engagements. Gesundheitliche Probleme körperlicher und psychischer Art verminderten seine Kommunikationsfähigkeit bei Proben und Aufführungen immer mehr. 1842 hatte er in einem Brief an Theodor Avé-Lallemant ein Dirigat abgelehnt: „Von der Direction meiner Symphonie entbinden Sie mich. Ich bin so kurzsichtig, daß ich keine Note, keinen Menschen sehen kann.“ Nun aber fehlte ihm die entsprechende Selbsteinschätzung. Er war von den Voraussetzungen und der Persönlichkeitsstruktur her eigentlich ungeeignet für das Düsseldorfer Amt. Verstärkt wurde Schumanns tragischer Realitätsverlust durch Clara Schumanns Haltung. Sie hatte ihn zur Übernahme des Postens ermutigt. Sie war ihm zwar vor allem bei den Chorproben als Korrepetitorin eine große Stütze, schob aber wie Schumann in Verkennung der Tatsachen alle Schuld für die eskalierenden Schwierigkeiten auf andere und versuchte, ihn gegen Angriffe abzuschirmen. Schumann verlor dennoch das Vertrauen und die Unterstützung der Choristen und der Musiker. Einige Male musste er durch den Klavierlehrer und Männerchordirigenten Julius Tausch vertreten werden. Letztmals am 3. März 1853 errang Schumann in Düsseldorf einen Erfolg mit der Aufführung seiner revidierten 4. Sinfonie (d-Moll op. 120).

#### Begegnung mit Johannes Brahms

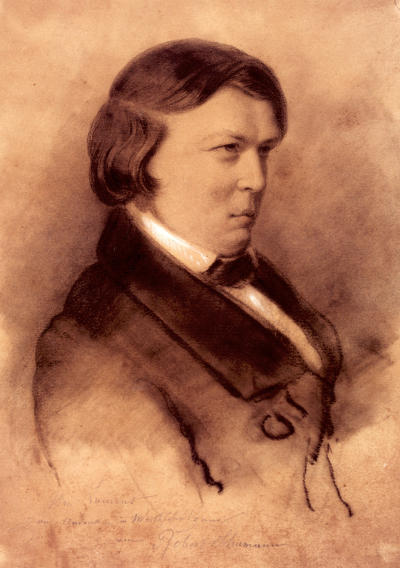
Robert Schumann, 1853, Zeichnung von Jean-Joseph-Bonaventure Laurens

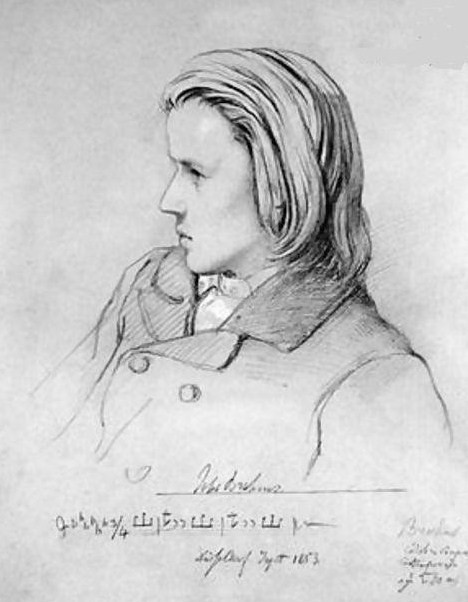
Johannes Brahms, 1853, Zeichnung von Jean-Joseph-Bonaventure Laurens

Im Herbst 1853 besuchte Johannes Brahms (damals 20 Jahre alt) Robert Schumann. Brahms hatte 1853 den Geiger Joseph Joachim (1831–1907) kennengelernt und dieser hatte ihn überredet, Schumann in Düsseldorf zu besuchen. Schumann schätzte Brahms als Komponist überaus. Die beiden freundeten sich an und musizierten gemeinsam mit Schumanns Schüler und Freund Albert Dietrich (1829–1908).

Dies und ein neuer Schaffensschub, der schon im August 1853 begonnen hatte, bewirkten einen Umschwung im persönlichen Befinden Schumanns und brachten ihm große künstlerische Befriedigung. Ein Ausdruck dessen ist die von Albert Dietrich, Johannes Brahms und Robert Schumann im Oktober 1853 gemeinsam für Joseph Joachim verfasste F.A.E.-Sonate für Violine und Klavier. Die in dieser Zeit entstandenen konzertanten Werke für Klavier und Violine gelten als ein letzter Höhepunkt in Schumanns Schaffen. Schumann war von Brahms’ Können als Pianist und Komponist begeistert. Er bewirkte, dass der Musikverlag Breitkopf & Härtel einige Werke von Brahms veröffentlichte. Außerdem publizierte er – fünf Jahre nach seinem letzten Artikel für die Neue Zeitschrift für Musik (seit 1845 war Franz Brendel der Herausgeber) – unter dem Titel Neue Bahnen eine Eloge auf Brahms, „der den höchsten Ausdruck der Zeit in idealer Weise auszusprechen berufen“ sei. Brahms empfand Schumanns prophetische Worte als Verpflichtung und Belastung; sie verstärkten seine Unsicherheit gegenüber den eigenen Kompositionen. Viele bis dahin entstandene Werke vernichtete er und geriet in eine kompositorische Krise. Fünf Jahre lang suchte er nach einer zukunftsträchtigen Perspektive – dann sah Brahms sich mit den Serenaden op. 11 und op. 16 sowie mit seinem in einem langen Umwandlungsprozess entstandenen 1. Klavierkonzert (op. 15) auf dem von Schumann prophezeiten Weg.

#### Ende der Laufbahn, letzte Erfolge
Ein Eklat in einer Orchesterprobe zum 1. Abonnementskonzert der Wintersaison 1853/54 führte dazu, dass Schumann vom Komitee des Musikvereins gebeten wurde, zukünftig nur noch eigene Werke zu dirigieren und die Leitung abzugeben. Schumann kündigte daraufhin zum 1. Oktober 1854 und trat zum Konzert vom 10. November 1853 nicht mehr ans Dirigentenpult. Nun stellte er auch das Komponieren ein.
Vom 24. November bis zum 22. Dezember 1853 begleitete Schumann seine Frau auf einer Konzertreise durch Holland. Clara spielte dabei mit viel Beifall außer Schumanns Klavierkonzert a-Moll op. 54 auch dessen Konzert-Allegro d-Moll op. 134, das Klavierquintett op. 44 und das Klavierquartett op. 47. Schumanns 1. und 2. Symphonie wurden bejubelt und auch Der Rose Pilgerfahrt op. 112 traf den Geschmack des Publikums, das Schumann als Berühmtheit feierte. Am 17. Januar 1854 schrieb Schumann dazu: „In allen Städten wurden wir mit Freuden, ja mit vielen Ehren bewillkommnet. Ich habe mit Verwunderung gesehen, wie meine Musik in Holland beinahe heimischer ist, als im Vaterland.“ Zwei Tage später reiste das Ehepaar nach Hannover, wo Clara konzertierte und Joseph Joachim Schumanns Phantasie für Violine und Orchester op. 131 spielte. Letzte produktive Aktivitäten Schumanns vor der Krise von 1854 waren die Anlage einer Dichtergarten für Musik genannten Anthologie und das Schreiben der Vorrede für seine Gesammelten Schriften über Musik und Musiker.

#### Sturz in den Rhein

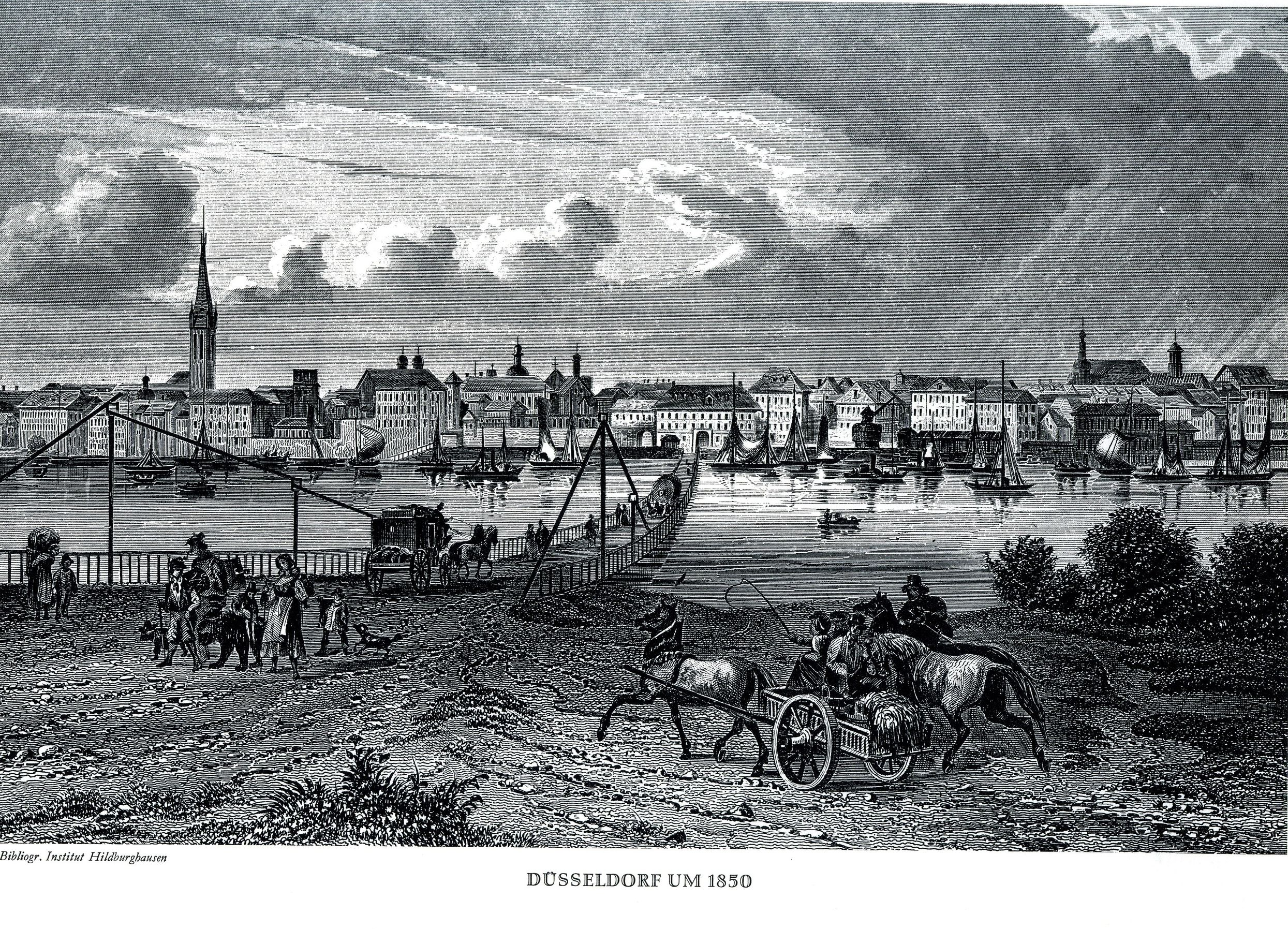
Pontonbrücke am Rhein bei Düsseldorf, Stich um 1850

Am 10. Februar 1854 verstärkten sich Schumanns psychische Leiden sprunghaft. Er klagte vor allem über „Gehöraffektionen“. Töne, Akkorde, ganze musikalische Stücke tobten in seinem Kopf und raubten ihm den Schlaf. Die 2006 veröffentlichten Krankenakten Schumanns lassen einen Zusammenhang mit einer Syphilis vermuten. Aber auch eine bipolare Störung und andere Ursachen kommen in Betracht. Am 12. Februar 1854 erwähnte Schumann in einem Brief an Julius Stern in Berlin, mit dem er einen Stellenwechsel erwogen hatte, „[…] die hiesigen Zustände […], in denen freilich auch keine sonderliche Harmonie ist, ohngefähr so wie der 1ste Accord im Finale der 9ten Symphonie“. Am 17. Februar schrieb er nachts ein Thema für Klavier auf, von dem er meinte, es hätten ihn „Engel als Gruß von Mendelssohn und Schubert“ hören lassen, und zu dem er vom 18. bis zum 26. Februar Variationen verfasste.
Tag und Nacht wurde Schumann währenddessen von seiner Frau und seinen Kindern beobachtet und stand bereits unter ärztlicher Aufsicht, konnte allerdings trotzdem am 27. Februar 1854 in einem unbeobachteten Augenblick die Wohnung in der Bilker Straße 1032 (heute Nr. 15) verlassen. Er strebte der nahen Oberkasseler Pontonbrücke zu, stieg über das Geländer und stürzte sich, nachdem er seinen Ehering ins Wasser geworfen hatte, in den Fluss. Er wurde vom Brückenmeister Joseph Jüngermann und weiteren, unbekannten Männern gerettet, nach Hause geleitet und von einem herbeigerufenen Arzt betreut. Clara Schumann ließ man nicht zu ihm. Sie suchte mit ihren Kindern Zuflucht bei einer Freundin. Vom Suizidversuch und davon, wie Schumann aufgefunden worden war, wurde sie erst 1856 unterrichtet.

### Endenich

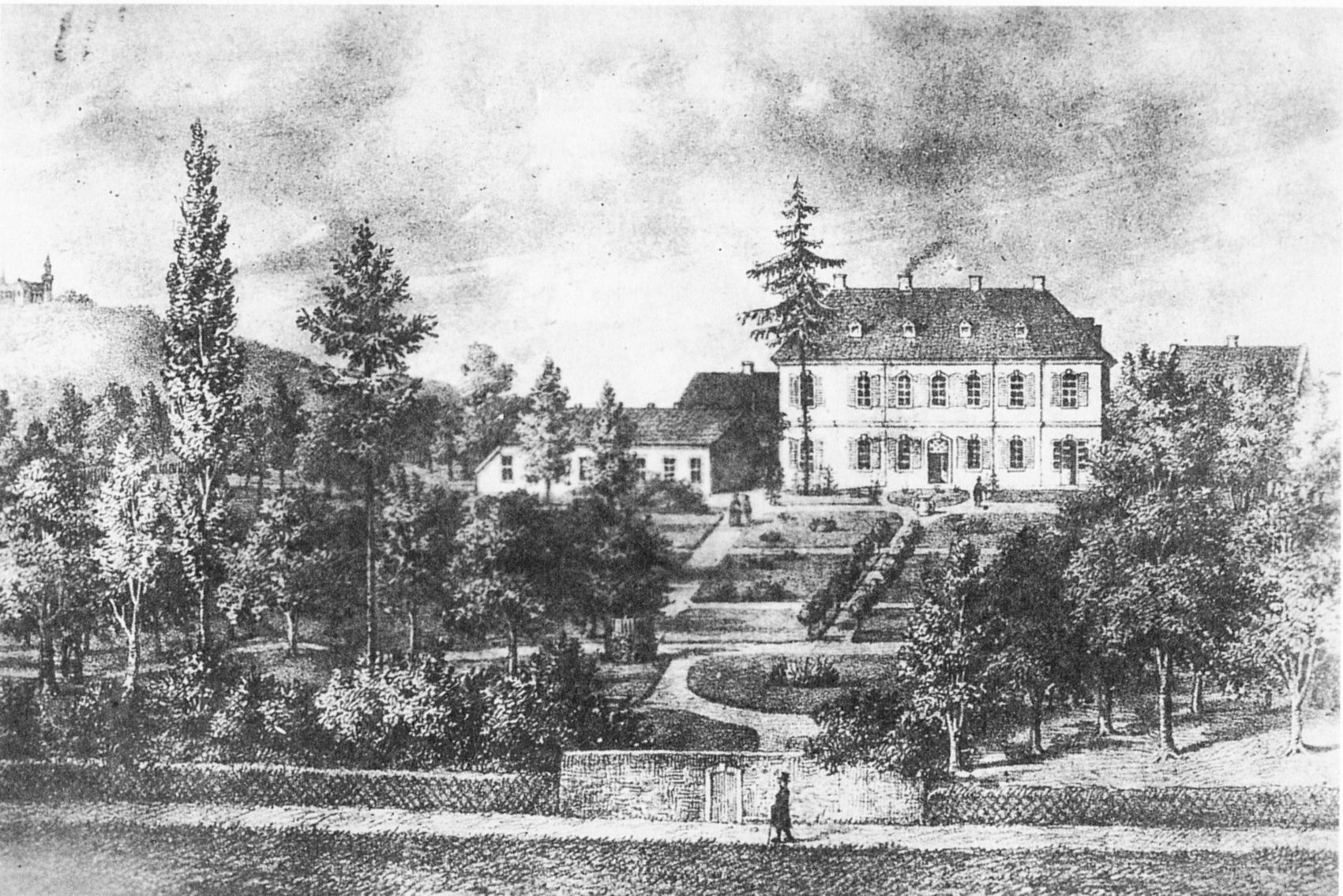
Richarz’sche Heilanstalt

Am 4. März 1854 wurde Schumann auf eigenen Wunsch in die vom Psychiater Franz Richarz 1844 eröffnete Anstalt für Behandlung und Pflege von Gemütskranken und Irren in Endenich bei Bonn eingeliefert. Schon vorher hatte er sich Uhr, Geld, Notenpapier und Schreibfedern sowie Zigarren zurechtgelegt. Nach den abwesenden Kindern und Clara Schumann erkundigte er sich bei der Abreise nicht. Seine Stelle als Musikdirektor blieb zunächst unbesetzt; das Gehalt wurde bis zum neuen Jahr weiter an die Familie ausgezahlt.

#### Kolportagen
Schumanns Krankheit und die Umstände seiner Unterbringung in Endenich sind seit je Anlass für Vermutungen und Kolportagen gewesen. Ein typisches Beispiel ist in verschiedenen Biographien zu Robert oder Clara Schumann zu lesen. Danach habe Robert Schumann sich entschieden, in eine Nervenheilanstalt zu gehen, weil er sich als „Verbrecher“ gesehen habe, der seiner Frau „ein Leid antun“ könnte. Dies ist durch Fakten nicht belegt und mittlerweile höchst umstritten. In seinen Tagebuchaufzeichnungen, die bis zum 17. Februar reichen, steht hierüber nichts. Dagegen könnte Berthold Litzmanns Clara-Schumann-Biografie Ausgangspunkt dafür sein; denn Litzmann zitierte darin als Erster aus Clara Schumanns Tagebuch, in dem die Tage und Nächte vom 21. bis zum 26. Februar 1856 erfasst sind. Das führte dazu, dass später drei zeitlich auseinanderliegende Fakten daraus unzulässig zusammengezogen worden sind: „[E]r sprach immer davon, er sei ein Verbrecher und solle eigentlich immer in der Bibel lesen […] In den Nächten hatte er oft Momente, wo er mich bat, von ihm zu gehen, weil er mir ein Leid antun könnte! […] Da plötzlich 9 ½ Uhr stand er vom Sopha auf und wollte seine Kleider haben, denn er sagte, er müsse in die Irrenanstalt, da er seiner Sinne nicht mehr mächtig sei und nicht wissen könne, was er in der Nacht am Ende täte.“ Einsicht in dieses Tagebuch erhielt Litzmann von der ältesten Schumann-Tochter Marie.

#### Dokumente
Die 2006 veröffentlichten Endenicher Krankenakten ergeben zusammen mit Briefzeugnissen, Tagebuch- und Haushaltsbucheinträgen sowie mit zeitgenössischen Berichten ein Bild der Vorgeschichte und des Verlaufs von Schumanns Erkrankung.

#### Diagnosen und Therapien
Im Aufnahmebuch der Klinik lautete die Diagnose „Melancholie mit Wahn“. Später wurde von unbekannter Hand „Paralysie“ hinzugefügt. Die Ergebnisse der direkt nach Schumanns Tod von Richarz und Peters durchgeführten Obduktion deuteten auf eine paralysie générale incomplète (unvollständige Paralyse) hin.
Für die Paralyse kannte man in Endenich keine spezielle Therapie. Für die „Melancholie mit Wahn“ dagegen standen Therapien zur Verfügung. Das therapeutische Gesamtkonzept, nach dem Richarz seine Klinik führte, war das reformpsychiatrische Konzept „no-restraint“, „kein Zwang“. Der Leitgedanke dabei war die Vermeidung mechanischer Zwangsmaßnahmen gegenüber den Patienten. In den Krankenberichten ist aber zu lesen, dass Schumann mindestens einmal in eine Zwangsjacke gesteckt wurde.
Die traditionelle Behandlung der „Melancholie mit Wahn“ bestand im Abfluss gestauter, krank machender Säfte. Schumann erhielt daher neben dem nahezu täglichen Klistier vielfach Abführ- und Durchfallmittel. Auch das Anlegen von Fontanellen, künstlichen Eiterherden, wurde bei Schumann zweimal praktiziert. Weitere Medikamente bekam Schumann gegen Blutarmut, Unruhezustände, Nahrungsverweigerung und Appetitlosigkeit. Wenn Schumann trotz Nötigung Arzneien nicht einnehmen wollte, mischte man sie ihm ins Essen und in Getränke. Zusätzlich erhielt er lauwarme Bäder und kalte Waschungen. Bei hochgradigen Erregungszuständen wurde ihm manchmal das Klavierspielen verboten. Man nahm ihm dann Noten und Bücher vorübergehend weg. Damit Schumann zur Ruhe kommen konnte, wurden die Kontakte zu seiner Familie und nahestehenden Personen zunächst ausgesetzt. Sie sollten nur dann wieder aufgenommen werden, wenn Schumann danach verlangte.
Eine Neurolues ist allen Indizien nach die wahrscheinlichste Diagnose.

#### Wechselnde Zustände

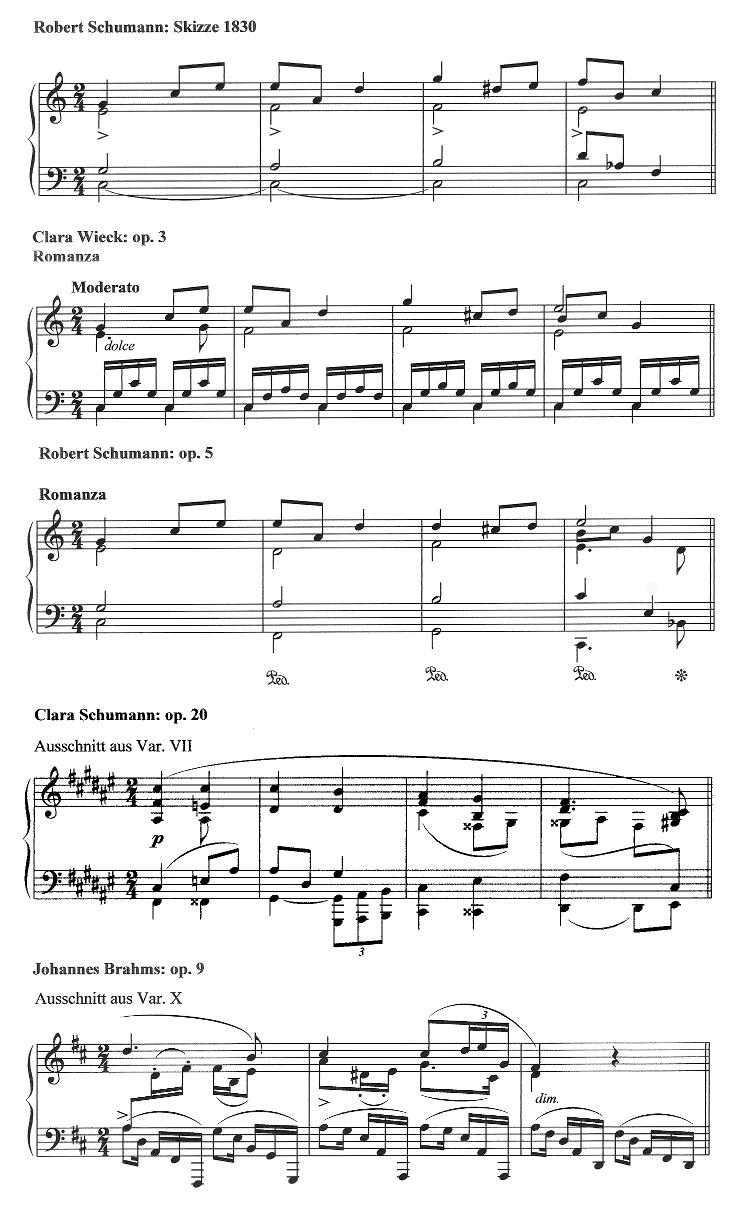
Synopse des Beginns eines von Robert Schumann 1830 skizzierten Themas, das in Clara Wiecks op. 3 und in Robert Schumanns op. 5 sowie in den Zweitfassungen von Clara Schumanns op. 20 und Johannes Brahms’ op. 9 Verwendung fand

Die täglichen Aufzeichnungen von Richarz und seinem Mitarbeiter Peters erfassen das häufige Auf und Ab von Schumanns Befinden. Klares Denken, Halluzinationen und Wahnideen wechselten sich in Schumanns gesamter Endenicher Zeit ab, standen sich oft unvermittelt gegenüber und vermischten sich. In der Anfangszeit bestand die Hoffnung, Schumann beruhigen und damit heilen zu können. Zwischen Schumanns erstem Brief an Clara Schumann im September 1854 und seinem letzten Brief an sie im Mai 1855 zeichnete sich eine aktive Phase mit vielfältigen Kontakten nach draußen ab. Danach wurden die Niederschriften und die brieflichen und mündlichen Auskünfte der Ärzte immer pessimistischer.
In der ersten Phase der Ruhigstellung machten die Ärzte Schumanns Kontakte nach draußen, vor allem zu seiner Familie, von seinem Verlangen danach abhängig. Doch Schumann, der am 11. April 1854 meinte, er habe „zu viel Böses gethan“ und „es sei von der höchsten Behörde befohlen, dass er in der Hölle verbrannt werde“, zeigte daran kein Interesse. Da er unter der Aufsicht eines Wärters das Haus in Begleitung verlassen durfte, machte er Spaziergänge bis nach Bonn. Er beschäftigte sich – wie seit seiner Jugendzeit – intensiv mit Schach und spielte öfter Domino. Er blieb aber in sich gekehrt. Peters beklagte, dass seine Schweigsamkeit „sein inneres Leben sehr schwierig oder gar nicht erforschen läßt“.
Schumanns nach draußen gerichtete Phase begann, nachdem er im September, kurz vor dem 14. Hochzeitstag, Peters gegenüber davon gesprochen hatte, dass Düsseldorf untergegangen und Clara und die Kinder tot seien. Um ihm diesen Wahn zu nehmen, bat Peters Clara Schumann um einen Brief an ihren Mann. So kam es zum ersten Briefwechsel seit der Einweisung. Zu Schumanns erstem Brief an Clara schrieb Peters im Krankenbericht vom 15. September 1854: „[…] während des Abfassens viel von Stimmenhören gequält, (seine Frau sey wahnsinnig).“ Ab nun nahm Schumann wieder regen Anteil am Leben außerhalb der Anstalt. Er korrespondierte auch mit seinen Kindern, Johannes Brahms, Joseph Joachim und mit Verlegern. Zwischen September 1854 und Mai 1855 schrieb er etwa 25 Briefe, von denen sich 18 erhalten haben. In dieser Zeit äußerte Schumann vielfach den Wunsch, Endenich wieder verlassen zu können. Ab und zu spielte er Klavier. Er studierte Kompositionen von Brahms, so zum Beispiel dessen Variationen über ein Thema von Robert Schumann op. 9, worin wie in den Variationen über dasselbe Thema von Clara Schumann das Variationenthema aus Claras op. 3 und Roberts op. 5 verwoben ist und die Verbundenheit dieser drei Menschen aufzeigt. Am 11. Januar 1855 hatte er erstmals Besuch, und zwar von Johannes Brahms. Kurz darauf, am 22. Januar 1855, hatte er laut Krankenbericht einen „Anfall großer Angst, der Wärter habe ihn vergiftet, er werde wahnsinnig, müsse in ein Irrenhaus gebracht und sorgfältig verwahrt werden“. Im Frühjahr 1855 fühlte sich Schumann von der „Nemesis“ und einem „bösen Weib“ verfolgt und meinte, ein „Dämon nehme ihm die Sprache“. Zwischenzeitlich jedoch war er fähig zu komponieren: im März 1855 arbeitete er an seinen Begleitungen zu Paganinis Capricen. In demselben Monat korrespondierte er mit dem Verleger Fritz Simrock über Werkspublikationen und brachte die Druckvorlage für den Klavierauszug seiner Festouvertüre mit Gesang über das Rheinweinlied op. 123 im April 1855 persönlich zu ihm nach Bonn. Neuerscheinungen seiner Kompositionen, um die sich hauptsächlich Clara Schumann und Johannes Brahms kümmerten, wurden ihm jeweils zugesandt. Regelmäßig verfolgte er die Berichte in der Zeitschrift Signale für die musikalische Welt. Nach außen kommunikationsfähig, holten ihn zunehmend Halluzinationen und Wahnideen ein. In den Krankenakten wurden auch Sprachstörungen, Zornesausbrüche, Unruhezustände, stundenlanges Brüllen und Schreien sowie gelegentliche Aggressivität gegen Wärter und Ärzte festgehalten. Immer wieder aber hatte Schumann entspannte Zeiten, in denen der Eindruck entstand, sein Zustand bessere sich. Insgesamt gesehen versuchte Schumann in dieser aktiven Phase auch in Endenich ein selbstbestimmtes Leben zu führen und strebte danach, die Anstalt so bald wie möglich zu verlassen. Da er sich daran gehindert sah, kündigte er am 4. Mai 1855 an, an einen Notar zu schreiben, der den Arzt verklagen solle. Dazu kam es aber nicht.

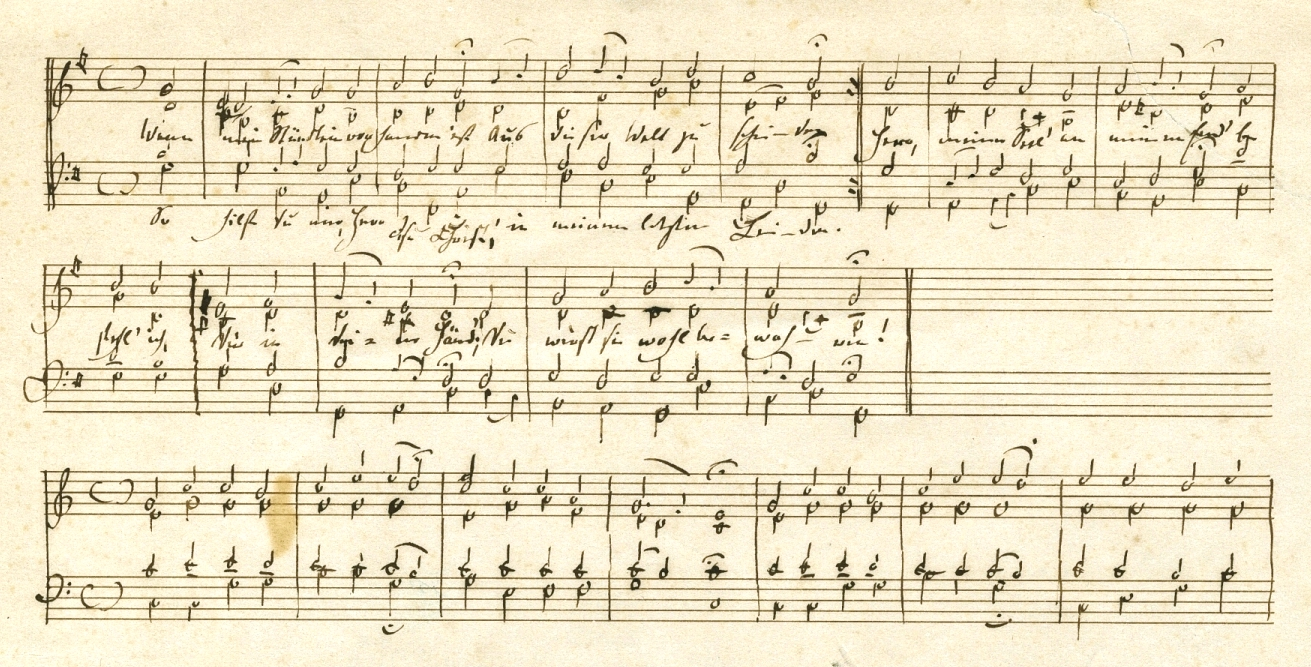
Zwei Choräle, die Schumann wahrscheinlich im Juni 1856, in der Zeit intensiver Bibellektüre, komponiert und notiert hat

Am 5. Mai 1855 schrieb Schumann seinen letzten Brief an Clara Schumann. Darin kündigte er einen ausführlicheren Brief an („Es wehet ein Schatten darin“), der aber nicht zustande kam. Danach korrespondierte er mit niemandem mehr, obwohl er dazu aufgefordert wurde, und zog sich wieder in sich selbst zurück. Am 9. Mai 1855 verlangte er letztmals danach, nach Hause gelassen zu werden. Weiterhin spielte er manchmal Klavier. Joseph Joachim berichtete, dass Schumann eigene Kompositionen nur noch verstümmelt wiedergeben konnte. Joseph von Wasielewski hörte Schumann im Sommer 1855 am Klavier phantasieren. Er schilderte sein Spiel als ungenießbar und verglich ihn mit einer Maschine, deren Mechanismus zerstört ist. Häufig führte Schumann Gespräche mit sich selbst und mit eingebildeten Personen. Seine Gedanken konnte er immer weniger ordnen und litt an den Erinnerungen an frühere moralische Verfehlungen. In diesem Zusammenhang notierte er auch, er sei 1831 syphilitisch gewesen und mit Arsenik behandelt worden. Seine schöpferischen Fähigkeiten hatte er nicht gänzlich verloren: im Januar 1856 komponierte er eine Fuge. Am 1. Mai 1856 wurde in den Krankenakten letztmals erwähnt, dass Schumann Klavier spielte. Meist konnte er sich kaum mehr verständlich ausdrücken, auch nicht, als ihn Johannes Brahms im April und im Juni 1856 besuchte. Clara Schumanns Plan vom April 1856, Schumann nach Düsseldorf zu holen und dort selbst zu pflegen, wurde nicht verwirklicht. Ab Mitte Juli 1856 aß Schumann immer weniger. Am 26. Juli 1856 hatte er „Zuckungen in verschiedensten Muskeln, des Gesichts und der Gliedmaßen“. Schleimrasseln deutete auf eine Lungenentzündung hin.

#### Besuche
Joseph Joachim, Johannes Brahms und Bettina von Arnim besuchten ihn und berichteten unterschiedlich über sein Befinden. Während Bettina von Arnim Schumann für gesund, den Arzt dagegen für krank hielt, erkannten Brahms und Joachim bei ihren Besuchen den fortschreitenden Verfall von Schumanns Persönlichkeit.

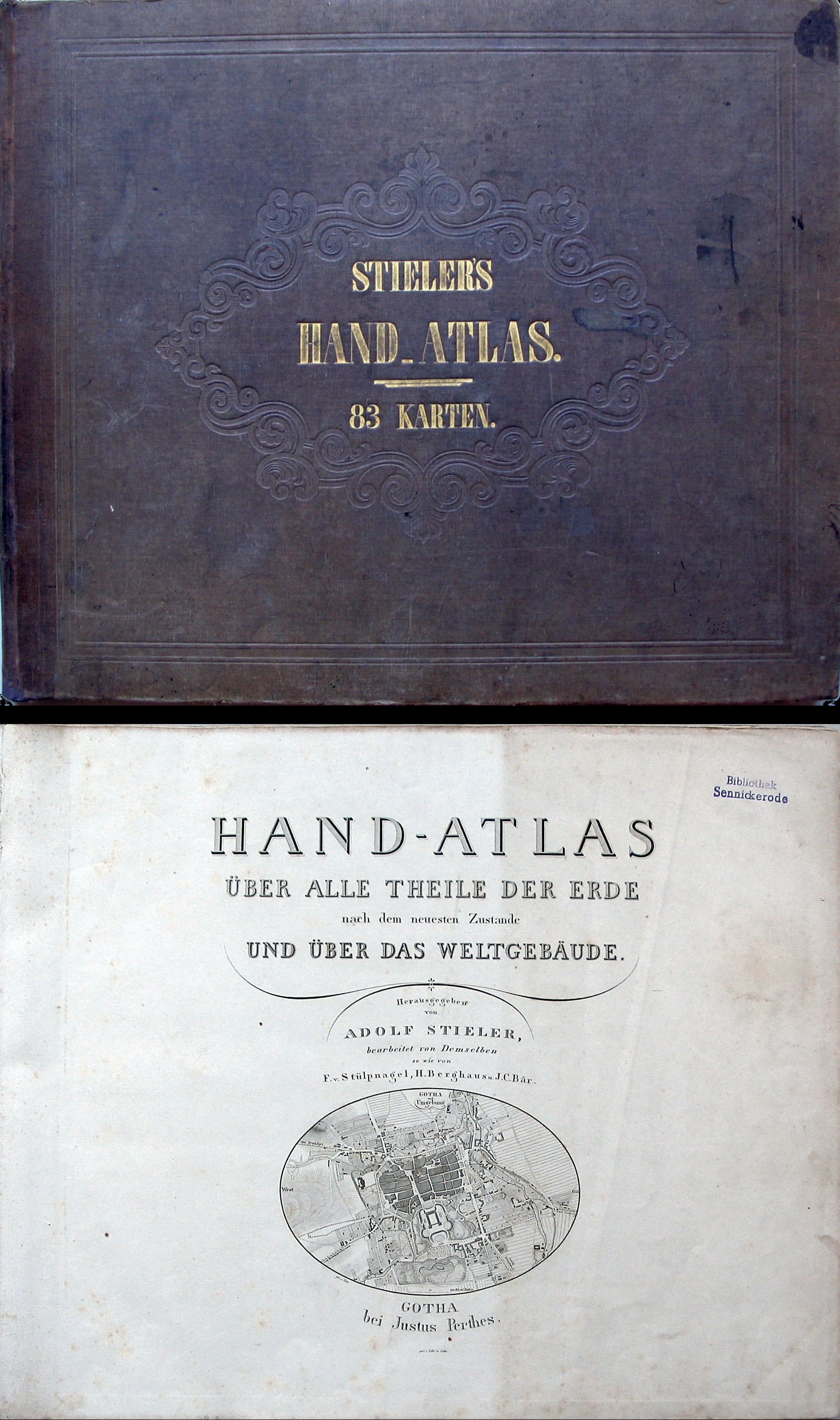
Frontdeckel und Titelseite von Stieler’s Hand-Atlas – Schumann machte sich aus einem solchen Exemplar alphabetische Exzerpte und versuchte damit, „eine Ordnung der Welt herzustellen, die ihm längst abhanden gekommen war“

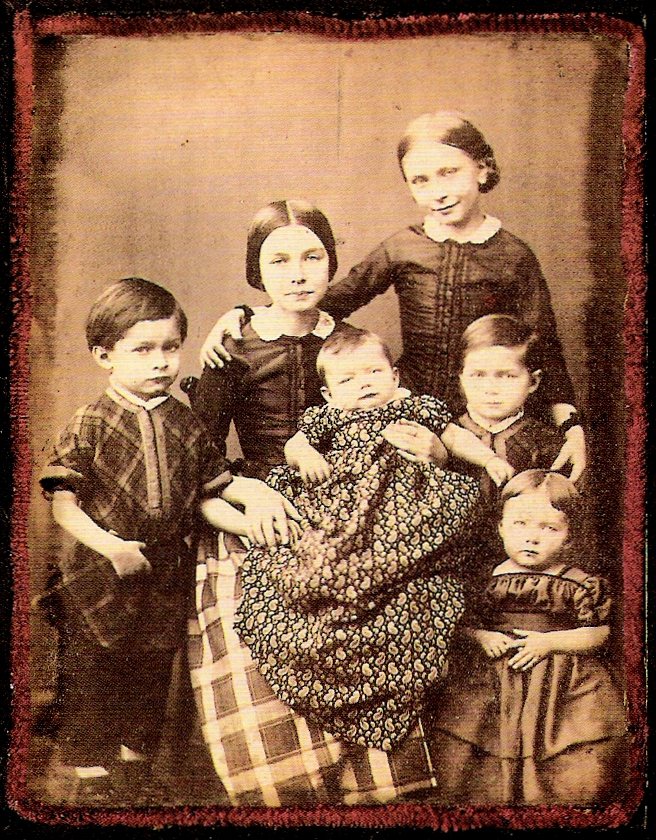
Bilder von Schumanns Kindern und Clara Schumann, die Joachim und Brahms bei ihren Besuchen mitbrachten

Der erste Besucher, der zu Schumann gelassen wurde, war Joseph Joachim. Er konnte am 24. Dezember 1854 eine halbe Stunde lang mit Schumann sprechen und brachte ihm ein Bild von Schumanns Kindern und neue Kompositionen von Brahms, Woldemar Bargiel und sich selbst mit. Schumann wirkte aufgeschlossen, aber unkonzentriert. Er „brachte sehr viel auf Gehörhallucinationen beruhende Wahnideen melancholischen Charakters vor, diesselben jedoch als unbegründet bezeichnend und belachend“. Joachims drei Besuche im Mai 1855 dienten unter anderem dazu, nachzuprüfen, ob Bettina von Arnims Behauptungen stimmten. Sie ergaben aber insgesamt ein deutliches Bild von Schumanns weiterem Niedergang und dem redlichen Bemühen der Ärzte um eine Heilung.
Brahms sah Schumann am 31. März und am 19. August 1854, ohne ihn sprechen zu können. Am 11. Januar, am 23. Februar und am 2. April 1855 dagegen konnten sich beide ausführlich unterhalten. Bei seinem Besuch im Februar brachte Brahms Schumann ein Bild Clara Schumanns mit und berichtete ihm von Claras familiärem Leben in Düsseldorf und von ihren Konzertreisen. Schumann ging es dabei so gut, dass er mit Brahms zusammen am Tafelklavier musizieren und ihn zum Abschied unter der Aufsicht eines Wärters eine Teilstrecke des Wegs zum Bonner Bahnhof begleiten konnte. Unterwegs sprach Schumann davon, dass er sich bisweilen von Endenich fortwünsche. Im Februar 1856 wollte Brahms Schumann in eine Kaltwasseranstalt verlegen lassen, gab den Plan aber wegen Schumanns schlechtem Zustand auf. Am 10. April 1856 fand Brahms Schumann in bedenklicher Verfassung. Schumann konnte nicht mehr verständlich sprechen. Am 8. Juni 1856 brachte ihm Brahms zum Geburtstag einen großen Stieler’schen Atlas mit, aus dem sich Schumann in der Folgezeit wie bisher aus einem im März 1855 erhaltenen Schuberth’schen Atlas alphabetische Indices erstellte.
Clara Schumann wurden Besuche in Endenich aus medizinischen Gründen von Anfang an verwehrt. Im Sommer 1854 bat sie Peters in einem Brief, es sie wissen zu lassen, sobald ein Besuch ohne Nachteil für ihren Mann stattfinden könne. Erst als Schumanns Ende erkennbar war, wurde sie am 23. Juli 1856 nach Endenich gerufen. Sie wollte den unrettbar Kranken sofort besuchen, verzichtete aber auf Anraten der Ärzte und des mitgereisten Brahms darauf, obwohl sie schon in Endenich war. Sie sah Schumann schließlich erst am 27. Juli 1856, zwei Tage vor seinem Tod. Sie war sich sicher, dass er sie erkannte. Zu dieser Zeit hatte Schumann bereits die Essensaufnahme verweigert.

#### Tod

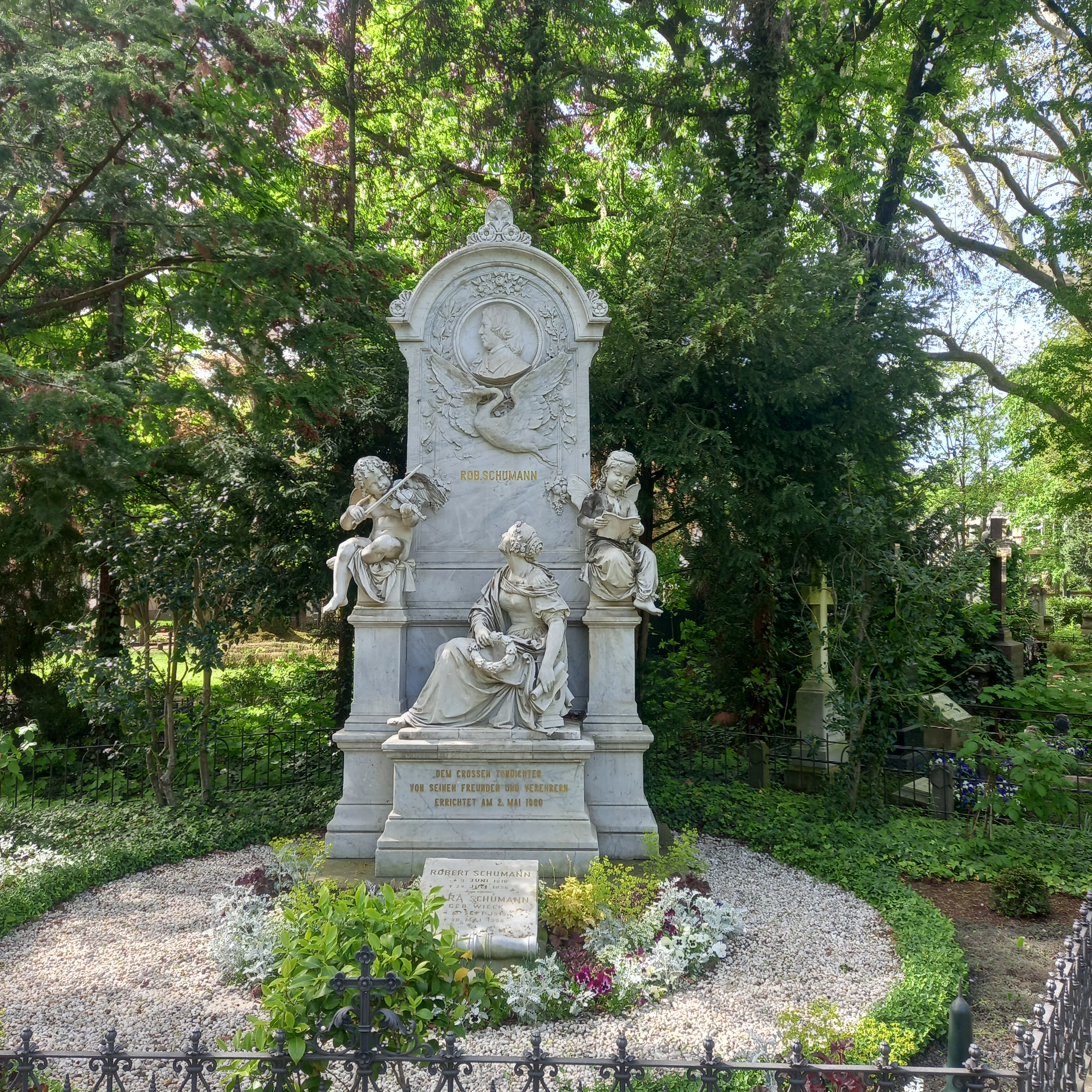
Das Grab von Robert Schumann und seiner Ehefrau Clara auf dem Alten Friedhof in Bonn

Am 29. Juli starb Robert Schumann; niemand war zugegen. Am Abend des 31. Juli 1856 wurde er auf dem Alten Friedhof in Bonn zu Grabe getragen. Aus Clara Schumanns Tagebuch: „Seine liebsten Freunde [Johannes Brahms, Joseph Joachim und Albert Dietrich] gingen ja voran, ich hinterher (unbemerkt), und so war es am besten, gewiß in seinem [Robert Schumanns] Sinne!“
Clara Schumann überlebte ihren Mann um 40 Jahre. Sie wurde neben ihm im gemeinsamen Ehrengrab beigesetzt.

## Robert Schumanns Familie
Geschwister
- Emilie (1796–1825): litt unter schweren Depressionen und nahm sich das Leben.
- Eduard (1799–1839): führte die Firma nach August Schumanns Tod weiter; war verheiratet mit Maria Therese geb. Semmel (1805–1887), eine Tochter.
- Carl (1801–1849), Buchdrucker und Verleger in Schneeberg; Robert Schumann hatte zu ihm und seiner ersten Ehefrau Rosalie geb. Illing (1809–1833) ein besonders herzliches Verhältnis.
- Julius (1805–1833), Buchhändler in Zwickau, verheiratet mit Emilie Sophie Wilhelmine geb. Lorenz (1810–1860); vier Kinder.

Kinder
- Marie Friederike Elisabeth (1. September 1841 – 14. November 1929): Taufpate war u. a. Felix Mendelssohn Bartholdy, Marie hatte eine enge Bindung an Clara Schumann, führte den Haushalt; begleitete ihre Mutter bei Konzertreisen, unterrichtete Schüler ihrer Mutter und war ihre Assistentin am Hoch’schen Konservatorium in Frankfurt. Verheiratet mit dem Oberschullehrer Heinrich Hettich.[191]
- Elise (25. April 1843 – 1. Juli 1928): Schülerin von Friedrich Kiel, Klavierlehrerin in Frankfurt, verheiratet mit dem Kaufmann Louis Sommerhoff, vier Kinder.[192]
- Julie (11. März 1845 – 10. November 1872): lebte wegen ihrer gefährdeten Gesundheit die meiste Zeit bei Freunden Clara Schumanns im Süden; verheiratet mit dem Grafen Vittorio Amadeo Radicati di Marmorito,[193] gestorben im Alter von 27 Jahren während ihrer dritten Schwangerschaft. Brahms widmete ihr die Alt-Rhapsodie op. 53 sowie seine Variationen über ein Thema von Robert Schumann op. 23. Robert Schumann komponierte für seine Tochter die Sonate op. 118 Nr. 1.
- Emil (8. Februar 1846 – 22. Juni 1847): starb schon als Kleinkind, Taufpatin war die Sängerin Livia Frege.
- Ludwig (20. Januar 1848 – 9. Januar 1899): erfolgloser Schulbesuch, abgebrochene Berufsausbildungen; als geisteskrank diagnostiziert, lebte er fast 30 Jahre in der Landesversorgungsanstalt für unheilbare Geisteskranke im Schloss Colditz.[194]
- Ferdinand (16. Juli 1849 – 6. Juni 1891): wurde Bankangestellter in Berlin; verheiratet mit Antonie geb. Deutsch, sieben Kinder; wurde drogenabhängig, lebte von der Unterstützung seiner Mutter.[195]
- Eugenie (1. Dezember 1851 – 25. September 1938): verbrachte ihre Kindheit und Jugend aufgrund der Konzerttätigkeit ihrer Mutter zum größeren Teil bei einer Freundin Clara Schumanns bzw. in Pensionaten, bevor sie als 20-Jährige für etwa 20 Jahre zu ihrer Mutter und ihrer ältesten Schwester Marie nach Frankfurt zog; lebte anschließend 20 Jahre als Klavierlehrerin in England; ihre Lebensgefährtin war die Sängerin Marie Fillunger.
- Felix (11. Juni 1854 – 16. Februar 1879): kam etwa drei Monate nach dem Beginn von Schumanns Zeit in der Nervenheilanstalt auf die Welt. Robert Schumann entschied sich in einem Brief an seine Frau vom 18. September 1854, von drei auf dem Standesamt angegebenen Vornamen den Namen Felix als Rufnamen zu wählen: „Wenn Du wissen willst, welcher mir der liebste Name, so erräthst Du ihn wohl, der Unvergeßliche!“ Damit war der Name des bereits am 4. November 1847 verstorbenen Felix Mendelssohn Bartholdy gemeint.[196] Seine Schwester Eugenie schrieb in ihren 1927 erschienenen Memoiren von dem ärztlichen Urteil, Felix sei nicht stark genug für eine Karriere als Instrumentalist. Deshalb sei entschieden worden, er solle seine Schullaufbahn bis zum Abitur machen und dann Jura studieren.[197] Er infizierte sich im Alter von 19 Jahren mit Lungentuberkulose, litt daran fünf Jahre, machte literarische Versuche und starb mit 24.[198]

## Werke

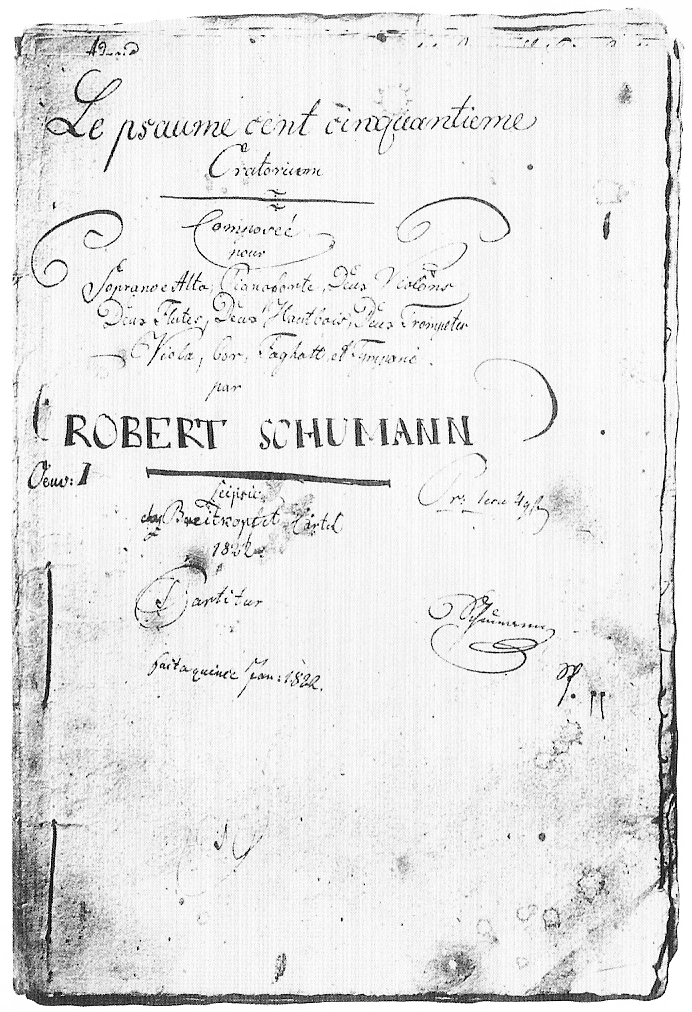
Titelblatt von Robert Schumanns erster erhaltener Komposition: Psalm 150 aus dem Jahr 1822

Schon 1817, noch vor dem ersten Klavierunterricht, komponierte Robert Schumann nach eigenen Angaben einige Klavierstücke. Ab 1822 entwarf er mehrere musikalische Großprojekte mit größerer Besetzung, die er aber nur ansatzweise verwirklichen konnte.
In seinem Projektenbuch erfasste er seine frühen, später verworfenen, teilweise unvollendeten und zu seinen Lebzeiten unveröffentlichten Werke, darunter die Vertonung des 150. Psalms (1822), Bruchstücke einer Oper (1822/23), 11 Lieder (1827/28), 8 Polonaisen für Klavier zu vier Händen (1827), Variationen über ein Thema von Prinz Louis Ferdinand von Preußen für Klavier (1828), ein Klavierquintett c-Moll (1828/29) und Anfänge eines Klavierkonzertes in F-Dur (1830). Als dauerhafte Beschwerden an der rechten Hand eine Virtuosenlaufbahn vereitelten, widmete sich Schumann ganz dem Komponieren. Das erste veröffentlichte Werk waren die unter dem Namen Thème sur le nom Abegg varié pour le pianoforte 1831 erschienenen Abegg-Variationen op. 1.
Op. 1 bis op. 23, entstanden zwischen 1827 und 1839, sind ausschließlich Werke für Soloklavier. In den Folgejahren widmete sich Schumann systematisch und schwerpunktmäßig nacheinander weiteren Gattungen. Es entstanden Lieder, Orchesterwerke und konzertante Werke, Kammermusik, Oratorien, Bühnenmusik, Chormusik, eine Oper, polyphone Werke für Klavier, Pedalflügel und Orgel, Werke für Kinder und Jugendliche sowie geistliche Musik. Letzte gültige Werke sind die sogenannten Geistervariationen über ein eigenes Thema in Es-Dur für Klavier (1854) und die in Endenich niedergeschriebenen Klavierbegleitungen zu den 24 Capricen für Violine solo von Paganini. In Endenich entstanden zudem zwei Choralsätze und einige Fugen, die aber verloren gingen.
Bis etwa 1845 arbeitete Robert Schumann seine Werke am Klavier aus. Danach komponierte er meist am Stehpult und benutzte das Klavier gelegentlich als Kontrollinstrument. Aus Schumanns Tagebuch: „Ich habe das Meiste, fast Alles, das kleinste meiner Stücke in Inspiration geschrieben, vieles in unglaublicher Schnelligkeit, so meine 1ste Symphonie in B Dur in vier Tagen, einen Liederkreis von zwanzig Stücken ebenso, die Peri in (ebenso) verhältnismäßig kurzer Zeit. Erst vom Jr. 1845 an, wo ich anfing alles im Kopf zu erfinden und auszuarbeiten, hat sich eine ganz andere Art zu componiren zu entwickeln begonen.“

### Klaviermusik

Titelblatt der Erstausgabe der Klaviersonate fis-Moll op. 11:
PIANOFORTE-SONATE.
CLARA
zugeeignet von
FLORESTAN und EUSEBIUS

- Acht Polonaisen für Klavier zu vier Händen o. op. (1828)
- Abegg-Variationen  op. 1 (1829/1830)
- Papillons op. 2 (1829–1832)
- Studien für das Pianoforte nach Capricen von Paganini op. 3 (1832)
- Intermezzi op. 4 (1832)
- Impromptus über eine Romanze von Clara Wieck op. 5 (1. Fassung: 1833; 2. Fassung: 1850)
- Davidsbündlertänze. 18 Charakterstücke op. 6 (1837)
- Toccata C-Dur op. 7 (Frühfassung: 1829/1830; Endfassung: 1833)
- Allegro op. 8 (1831–1832)
- Carnaval op. 9 (1833 und Winter 1834/1835)
- Sechs Konzert-Etüden nach Capricen von Paganini op. 10 (1832/1833)
- Klaviersonate Nr. 1 fis-Moll op. 11 (1832–1835)
- Fantasiestücke op. 12 (1837; Nr. 7: wahrscheinlich bereits 1836)
- Zwölf Sinfonische Etüden op. 13 (1. Fassung: 1834–1835, möglicherweise auch 1836; 2. Fassung: 1849–1851)
- Klaviersonate Nr. 3 f-Moll op. 14 („Konzert ohne Orchester“; 1. Fassung: 1835/1836; 2. Fassung: zwischen April 1850 und Juni 1852)
- Kinderszenen op. 15 (1838; Nr. 6 und 9: vermutlich schon 1837)
- Kreisleriana op. 16 (1838)
- Fantasie in C-Dur op. 17 (1836/1838)
- Arabeske op. 18 (1838–1839)
- Blumenstück op. 19 (1838–1839)
- Humoreske op. 20 (1838–1839)
- Novelletten op. 21 (1838)
- Klaviersonate Nr. 2 g-Moll op. 22 (Juni 1830, 1833, Oktober 1835 und Dezember 1838)
- Nachtstücke op. 23 (1839/1840)
- Faschingsschwank aus Wien. Fantasiebilder für Klavier op. 26 (Nr. 1–4: 1839; Nr. 5: vermutlich Winter 1839/1840)
- Drei Romanzen op. 28 (1839)
- Scherzo, Gigue, Romanze und Fughette op. 32 (Nr. 1–3: 1838; Nr. 4: Oktober 1839)
- Andante und Variationen B-Dur für zwei Klaviere op. 46 (1843; Originalfassung für zwei Klaviere, zwei Violoncelli und Horn)
- Studien für Pedalflügel. Sechs Stücke in kanonischer Form op. 56 (1845)
- Skizzen für Pedalflügel op. 58 (1845)
- Sechs Fugen über BACH für Orgel oder Pedalflügel op. 60 (1845; Revision: 1846)
- Bilder aus Osten. Sechs Impromptus op. 66 (vierhändig) (1848)
- Album für die Jugend op. 68 (1848)
- Vier Fugen op. 72 (1845)
- Vier Märsche op. 76 (1849)
- Waldszenen. Neun Stücke op. 82 (1848–1849)
- Zwölf Klavierstücke zu vier Händen für kleine und große Kinder op. 85 (1849)
- Bunte Blätter. Vierzehn Klavierstücke op. 99 (1834/1835 [?] – 1849; Zusammenstellung des Albums: Ende 1850)
- Ball-Szenen. Neun charakteristische Tonstücke (vierhändig) op. 109 (1849/1851)
- Drei Fantasiestücke op. 111 (1851)
- Drei Klaviersonaten für die Jugend op. 118 (1853)
- Albumblätter. 20 Klavierstücke op. 124 (1832/1833, 1835–1839, 1841, 1843, 1845, 1853)
- Sieben Klavierstücke in Fughettenform op. 126 (1853)
- Kinderball. Sechs leichte Tanzstücke op. 130 (vierhändig; 1853; Nr. 3: wohl 1850)
- Gesänge der Frühe op. 133 (1853)
- Klavierbegleitungen zu allen 24 Capricen aus Paganinis Op. 1 WoO 25 (1853–1855)
- Thema mit Variationen in Es-Dur („Geistervariationen“; 1854)

### Sinfonien
- Sinfonie g-Moll WoO 29, Jugendsinfonie oder Zwickauer Sinfonie genannt (1832–33), unvollständig (zwei Sätze fertig, zwei weitere skizziert)
- Nr. 1 in B-Dur op. 38, Frühlingssinfonie (1841)
- Nr. 2 in C-Dur op. 61 (1845/1846, Revision 1846–47)
- Nr. 3 in Es-Dur op. 97, Rheinische (1850)
- Nr. 4 in d-Moll op. 120 (Erstfassung 1841, Umarbeitung zur Endfassung 1851)

### Sonstige Orchesterwerke
- Ouvertüre, Scherzo und Finale op. 52 (1841)
- Ouvertüre in c-Moll zu Schillers Drama Die Braut von Messina op. 100 (1850–51)
- Ouvertüre in f-Moll zu Shakespeares Drama Julius Caesar op. 128 (1851)
- Ouvertüre in h-Moll zu Goethes Versepos Hermann und Dorothea op. 136 (1851)

### Konzertante Werke
- Konzert für Klavier und Orchester in a-Moll op. 54 (Originalfassung des 1. Satzes: Mai 1841; Revision: August 1841, Januar 1843, nochmals bis Ende Juli 1845; 2. und 3. Satz: 1845)
- Konzertstück für vier Hörner und großes Orchester F-Dur op. 86 (18. Februar bis 11. März 1849); auch Fassung für Klavier und Orchester vom Komponisten
- Introduktion und Allegro appassionato. Konzertstück für Klavier und Orchester op. 92 (18.–26. September 1849)
- Konzert für Violoncello und Orchester in a-Moll op. 129 (Oktober/November 1850); auch Fassung für Violine und Orchester vom Komponisten
- Konzert-Allegro mit Introduktion für Klavier und Orchester op. 134 (24.–30. August 1853)
- Fantasie C-Dur für Violine und Orchester op. 131 (1853)
- Konzert für Violine und Orchester in d-Moll WoO 1[202] (21. September bis 3. Oktober 1853)

### Chorwerke mit Orchester (Auswahl)
Für Chor und Orchester
- Verzweifle nicht im Schmerzenstal, Motette für doppelten Männerchor mit Orchester und Orgel ad libitum op. 93 (1850)
- Nachtlied von Friedrich Hebbel für Chor und Orchester op. 108 (1849)

Für Soli, Chor und Orchester
- Das Paradies und die Peri. Dichtung aus Lalla Rookh von Thomas Moore op. 50 (Text: 1841–1842; Skizzierung und Ausarbeitung: 1843)
- Adventlied op. 71
- Requiem für Mignon aus Goethes Wilhelm Meister op. 98b (1849)
- Der Rose Pilgerfahrt op. 112 (Dichtung von Heinrich Moritz Horn; 1851)
- Manfred. Dramatisches Gedicht in drei Abteilungen nach Lord Byron für elf Sprechrollen, sieben Solostimmen, fünfstimmigen Chor und Orchester op. 115 (1848)
- Der Königssohn, Ballade von Ludwig Uhland für Solostimmen, Chor und Orchester op. 116 (1851)
- Ouverture mit Gesang über das Rheinweinlied für Tenor, Chor und Orchester op. 123 (1853)
- Des Sängers Fluch. Ballade nach Ludwig Uhland op. 139 (Text: 1851; Skizzen und Partitur: Januar 1852; revidiert am 9. Oktober 1852)
- Vom Pagen und der Königstochter. vier Balladen von Emanuel Geibel für Solostimmen, Chor und Orchester op. 140 (1852)
- Das Glück von Edenhall, Ballade nach Ludwig Uhland, bearbeitet von L. Hasenclever, für Männerstimmen, Soli, Chor und Orchester op. 143
- Neujahrslied von Friedrich Rückert für Chor und Orchester op. 144
- Missa sacra (Messe in c-Moll) für vierstimmigen Chor und Orchester op. 147 (Februar bis April 1852; Offertorium und Fassung mit Orgelbegleitung: März 1853)
- Requiem für Chor und Orchester op. 148 (1852)
- Szenen aus Goethes Faust WoO 3 (1844–1853)

### Kammermusik
- Drei Streichquartette op. 41, Nr. 1 a-Moll, Nr. 2 F-Dur, Nr. 3 A-Dur (1842)
- Klavierquintett Es-Dur op. 44 (September/Oktober 1842)
- Klavierquartett Es-Dur op. 47 (Oktober/November 1842)
- Trio für Klavier, Violine und Violoncello Nr. 1 d-Moll op. 63 (1847)
- Adagio und Allegro für Klavier und Horn (Violine oder Violoncello ad libitum) op. 70 (14.–17. Februar 1849)
- Drei Fantasiestücke für Klavier und Klarinette (Oboe, Violine oder Violoncello ad libitum) op. 73 (11.–13., möglicherweise 15. Februar 1849)
- Trio für Klavier, Violine und Violoncello Nr. 2 F-Dur op. 80 (Skizzierung und Ausarbeitung: 2.–4. August 1847, Revision: 26. September bis 1. November 1847 und 5.–9. April 1849)
- Fantasiestücke op. 88 für Klavier, Violine und Violoncello (1849) I Romanze. Nicht schnell, mit innigem Ausdruck II Humoreske. Lebhaft III Duett. Langsam, und mit Ausdruck IV Finale. Im Marsch Tempo
- Drei Romanzen für Oboe und Klavier (Violine oder Klarinette ad libitum) op. 94 (7.–12. Dezember 1849)
- Fünf Stücke im Volkston für Violoncello (Violine ad libitum) und Klavier op. 102 (13.–15. und 17. April 1849)
- Violinsonate Nr. 1 a-Moll op. 105 (12.–16. September 1851)
- Trio für Klavier, Violine und Violoncello Nr. 3 g-Moll op. 110 (2.–9. Oktober 1851)
- Märchenbilder für Klavier und Viola (Violine ad libitum) op. 113 (1.–4. März 1851)
- Violinsonate Nr. 2 d-Moll op. 121 (26. Oktober bis 2. November 1851), gewidmet „dem lieben Freunde und Meister Ferdinand David“
- Märchenerzählungen für Klarinette (Violine ad libitum), Viola und Klavier op. 132 (9.–11. Oktober 1853)
- Violinsonate Nr. 3 a-Moll WoO 2 (einschließlich Satz II und IV aus der F.A.E.-Sonate, einer Gemeinschaftskomposition von Robert Schumann, Johannes Brahms und Albert Dietrich) (21. Oktober bis 1. November 1853)

### Lieder (Auswahl)

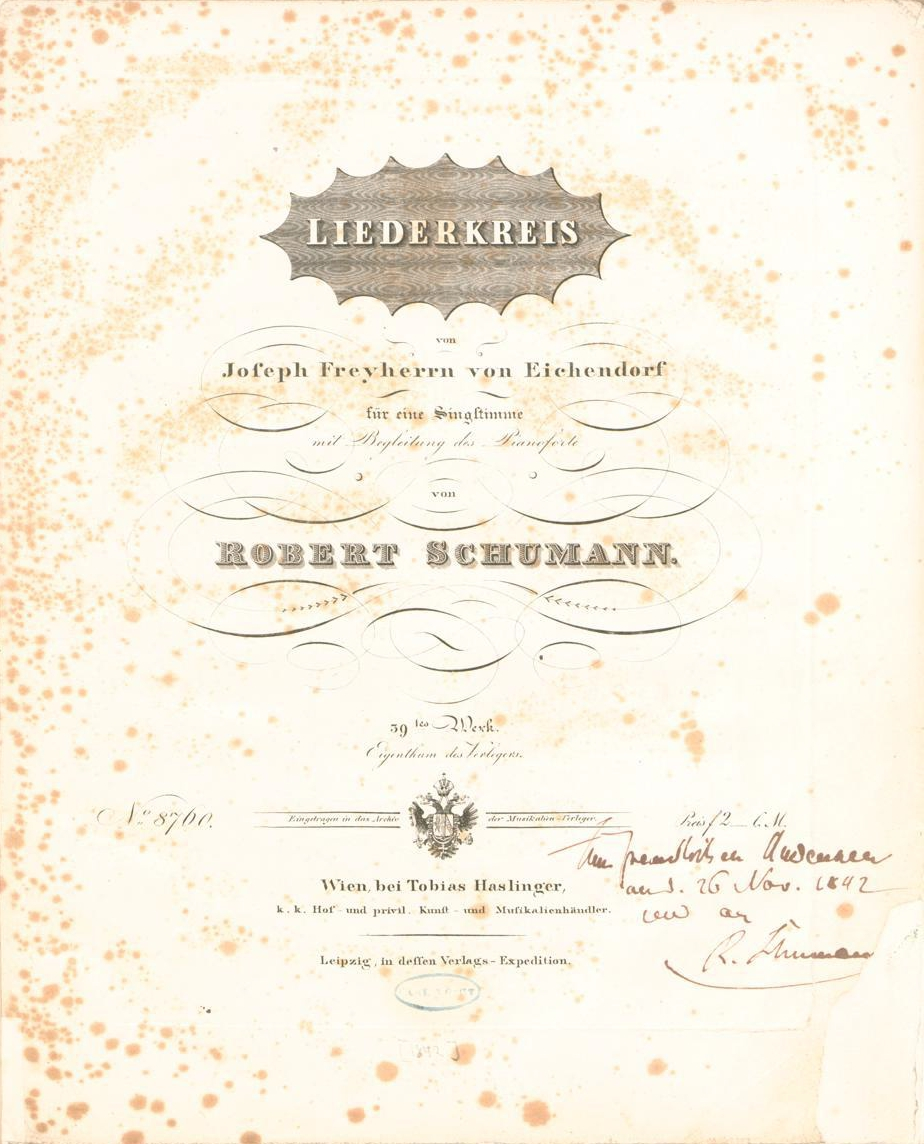
Liederkreis op. 39, Titelblatt des Erstdrucks

- Liederkreis nach Heinrich Heine für eine Singstimme und Klavier op. 24 (Februar 1840)
- Myrthen. Liederkreis für Gesang und Klavier op. 25 (Januar bis April 1840)
- Fünf Lieder und Gesänge für eine Singstimme mit Begleitung des Pianoforte op. 27 (1840)
- Drei Gedichte nach Emanuel Geibel für mehrstimmigen Gesang und Klavier op. 29 (Nr. 1 und 2: Ende Juli/Anfang August 1840; Nr. 3: Oktober 1840)
- Drei Gedichte nach Emanuel Geibel für eine Singstimme und Klavier op. 30 (31. Juli bis 2. August 1840)
- Drei Gesänge nach Adelbert von Chamisso für eine Singstimme und Klavier op. 31 (13. und 14. Juli 1840)
- Zwölf Lieder nach Justinus Kerner. Eine Liederreihe für eine Singstimme und Klavier op. 35 (20. November bis 29. Dezember 1840)
- Sechs Gedichte aus dem Liederbuche eines Malers von Robert Reinick op. 36 (1840)
- Zwölf Gedichte aus Friedrich Rückerts Liebesfrühling für Gesang und Klavier (zusammen mit Clara Schumann) op. 37 (1841)
- Liederkreis op. 39 nach Joseph Freiherrn von Eichendorff für eine Singstimme und Klavier (1. bis 20. Mai 1840; revidiert 1849)
- Fünf Lieder für eine Singstimme und Klavier op. 40 (1840)
- Frauenliebe und -leben. Acht Lieder nach Adelbert von Chamisso für eine Singstimme und Klavier op. 42 (Skizzierung: 11. und 12. Juli, Ausarbeitung: August 1840, Revision: 7. Mai 1843)
- Romanzen und Balladen für eine Singstimme mit Klavierbegleitung op. 45 (1840)
- Gedichte von Heinrich Heine – 20 Lieder und Gesänge aus dem Lyrischen Intermezzo im Buch der Lieder. Ungekürzte Urfassung der Dichterliebe (24. Mai bis 1. Juni 1840)
- Dichterliebe. Liederkreis aus Heinrich Heines Buch der Lieder für eine Singstimme und Klavier op. 48 (24. Mai bis 1. Juni 1840)
- Romanzen und Balladen für eine Singstimme mit Klavierbegleitung op. 49 (1840) I Die beiden Grenadiere, Text: Heinrich Heine II Die feindlichen Brüder, Text: Heinrich Heine III Die Nonne, Text: Abraham Emanuel Fröhlich
- Lieder und Gesänge für eine Singstimme mit Klavierbegleitung op. 51 (1842)
- Romanzen und Balladen für eine Singstimme mit Klavierbegleitung op. 53 (1840)
- Belsatzar. Ballade nach Heinrich Heine für eine tiefe Singstimme und Klavier op. 57 (7. Februar 1840)
- Romanzen und Balladen für eine Singstimme mit Klavierbegleitung op. 64 (1841–1847)
- Lieder und Gesänge für eine Singstimme mit Klavierbegleitung op. 77 (1841–1850)
- Lieder für die Jugend op. 79 (Ende April – Ende Juni 1849)
- Drei Gesänge für eine Singstimme mit Klavierbegleitung op. 83 (1850)
- Der Handschuh, Ballade von Friedrich von Schiller für eine Singstimme mit Klavierbegleitung op. 87 (1850)
- Sechs Gesänge für eine Singstimme mit Klavierbegleitung op. 89, Jenny Lind gewidmet, (1850, Libretti von Wilfried von der Neun)
- Sechs Gedichte von Nikolaus Lenau und Requiem (altkatholisches Gedicht) für eine Singstimme mit Klavierbegleitung op. 90 (1850)
- Drei Gesänge aus Lord Byrons Hebräischen Gesängen für eine Singstimme mit Begleitung einer Harfe oder eines Klaviers op. 95 (1849)
- Lieder und Gesänge für eine Singstimme mit Klavierbegleitung op. 96 (1850)
- Lieder und Gesänge aus Goethes Wilhelm Meister op. 98a (1849)
- Sieben Lieder von Elisabeth Kulmann zur Erinnerung an die Dichterin für eine Singstimme mit Klavierbegleitung op. 104 (1851)
- Sechs Gesänge für eine Singstimme mit Klavierbegleitung op. 107 (1851/52)
- Vier Husarenlieder von Nikolaus Lenau für eine Baritonstimme mit Klavierbegleitung op. 117 (März 1851)
- Drei Gedichte aus den Waldliedern von Gustav Pfarrius für eine Singstimme mit Klavierbegleitung op. 119 (1851)
- Fünf heitere Gesänge für eine Singstimme mit Klavierbegleitung op. 125 (1851)
- Lieder und Gesänge für eine Singstimme mit Klavierbegleitung op. 127 (1850–1851)
- Gedichte der Königin Maria Stuart für eine Singstimme und Klavier. Aus einer Sammlung altenglischer Gedichte in einer Übersetzung von Gisbert von Vincke op. 135 (9.–10., 13.–15. und 16. Dezember 1852)
- Vier Gesänge für eine Singstimme mit Klavierbegleitung op. 142 (1852)

### Mehrstimmige Gesangswerke mit Klavierbegleitung
- Vier Duette für Sopran und Tenor op. 34 (1840)
- Drei zweistimmige Lieder op. 43 (Digitalisat beim IMSLP) I Wenn ich ein Vöglein wär, Text: Georg Friedrich Treitschke II Herbstlied, Text: Siegfried August Mahlmann III Schöne Blümelein, Text:Robert Reineck
- Spanisches Liederspiel op. 74 (Digitalisat beim IMLP)
- Vier Duette für Sopran und Tenor op. 78 (1849)
- Minnespiel aus Friedrich Rückerts „Liebesfrühling“ für eine und mehrere Singstimmen mit Klavierbegleitung op. 101 (1849)
- Mädchenlieder für zwei Soprane oder Sopran und Alt mit Klavierbegleitung op. 103
- Drei Lieder für drei Frauenstimmen mit Klavierbegleitung op. 114 (1853)
- Spanische Liebeslieder. Ein Zyklus von Gesängen aus dem Spanischen für eine und mehrere Stimmen mit Begleitung des Pianoforte zu vier Händen op. 138 (1849)

### Werke für Erzähler mit Klavierbegleitung
- Schön Hedwig, Ballade von Friedrich Hebbel für Deklamation mit Klavierbegleitung op. 106
- Zwei Balladen für Deklamation mit Klavierbegleitung op. 122 I „Ballade vom Haideknaben“ von Friedrich Hebbel II „Die Flüchtlinge“, Ballade von Percy Bysshe Shelley

### Chormusik
- Sechs Lieder für vierstimmigen Männergesang, op. 33 (1840)
- Fünf Lieder für gemischten Chor, op. 55 (1846)
- Vier Gesänge für gemischten Chor, op. 59 (1846)
- Drei Lieder für Männerchor, op. 62 (1847)
- Ritornelle von Friedrich Rückert in canonischen Weisen für mehrstimmigen Männergesang, op. 65 (1847)
- Romanzen und Balladen für gemischten Chor, Heft 1, op. 67 (März/April 1849)
- Romanzen für Frauenstimmen mit Klavier ad libitum, Heft 1 op. 69 (1849)
- Romanzen und Balladen für gemischten Chor, Heft 2, op. 75 (März/April 1849)
- Beim Abschied zu singen für Chor mit Begleitung von zwei Flöten, zwei Oboen, zwei Klarinetten, zwei Fagotten und zwei Hörnern oder des Pianoforte op. 84 (1847)
- Romanzen für Frauenstimmen mit Klavier ad libitum, Heft 2 op. 91 (1849)
- Jagdlieder. Fünf Gesänge aus Heinrich Laubes Jagdbrevier mit Begleitung von vier Hörnern ad libitum op. 137 (1849)
- Vier doppelchörige Gesänge für gemischten Chor a cappella op. 141 (1849) [Eigentlich: "Vier doppelchörige Gesänge für grössere Gesangvereine" (nach der Ausgabe von Clara Schumann, Breitkopf & Härtel 1887)]
- Romanzen und Balladen für gemischten Chor, Heft 3, op. 145 (1849)
- Romanzen und Balladen für gemischten Chor, Heft 4, op. 146 (1849)

### Oper
- Genoveva op. 81 (1847/48)

## Rezeptionsgeschichte
Robert Schumann wurde in Fachkreisen und bei Musikfreunden zunächst hauptsächlich als Musikkritiker wahrgenommen. Seine frühveröffentlichten Werke für Soloklavier (Opus 1 bis Opus 23) kannten dagegen nur wenige.
Mit der Übernahme der Chefredaktion der Neuen Zeitschrift für Musik 1835 wurde Schumann in Deutschland und auch in Frankreich zumindest als Rezensent bekannt und hatte durch ein weitgespanntes Korrespondentennetz Kontakte zu den europäischen und amerikanischen Musikzentren. Das erleichterte es ihm, Verleger für seine Werke zu finden. Als Komponist stand er aber noch im Schatten Felix Mendelssohn Bartholdys.
Franz Liszt war 1837 der erste Rezensent, der Schumann’sche Klavierwerke der interessierten Öffentlichkeit im Detail vorstellte. Angeregt von Hector Berlioz, dessen Symphonie fantastique Schumann in der Klavierfassung von Franz Liszt zwei Jahre vorher ausführlich analysiert hatte, und gebeten von dem Verleger Maurice Schlesinger, besprach er in der Revue et Gazette musicale de Paris Schumanns op. 5, op. 11 und op. 14. Diese Werke lagen Berlioz und Liszt bereits in französischen Ausgaben vor, weil deutsche und französische Musikverlage Paralleleditionen neuer Musik in Deutschland und Frankreich vereinbart hatten. Liszt sah Schumanns Werke als Beispiele für eine auch von ihm selbst angestrebte musikalische Poetik und als Ausdruck eines neuen Ideals fortschrittlichen Komponierens. In der Folgezeit nahm er gelegentlich Teile aus Schumanns Klavierzyklen, zum Beispiel aus dem Carnaval, in seine Konzertprogramme auf, allerdings ohne damit Erfolg beim Publikum zu haben. Später führte er Orchesterwerke, Konzerte, die dritte Abteilung der Szenen aus Goethes Faust, den Manfred und die Oper Genoveva auf. 1855 beschrieb er Schumann als einen Wegbereiter der musikalischen Fortschrittspartei in Deutschland.
Ab 1840 wurden auch breitere Kreise auf Schumanns Kompositionen aufmerksam. Seine klavierbegleiteten Lieder wurden von musikbegeisterten Laien gekauft und gesungen sowie von Sängerinnen wie Wilhelmine Schröder-Devrient und Jenny Lind in ihre Programme aufgenommen und auch innerhalb von Konzerten dargeboten, die Clara Schumann veranstaltete. Mit seiner 1. Sinfonie und dem Klavierkonzert sowie mit dem Klavierquintett und dem Klavierquartett hatte er vor allem durch Aufführungen unter Felix Mendelssohn Bartholdy sowie mit seiner Frau Clara Schumann am Klavier erste größere Erfolge. Nun wurde er europaweit auch als Komponist wahrgenommen und lernte viele internationale Komponisten und Instrumentalisten persönlich kennen, von denen einige seinetwegen oder um bei Mendelssohn Bartholdy zu musikalischen Studien nach Leipzig gekommen waren.
Nur gelegentlich veröffentlichte Schumann eigene Werke als Beilagen seiner Zeitschrift. Wichtiger waren von 1831 an die Veröffentlichungen in sorgsam ausgesuchten Verlagen: Kistner (Leipzig) ab 1831, Hofmeister (Leipzig) ab 1832, Friese (Leipzig) ab 1834, Haslinger (Wien) ab 1836, Breitkopf & Härtel (Leipzig) ab 1837, Schuberth (Hamburg und Leipzig) ab 1841, Whistling (Leipzig) ab 1843, Simrock (Bonn) ab 1844, Peters (Leipzig) ab 1844, Senff (Leipzig) ab 1850, Arnold (Elberfeld) ab 1852 sowie mehrere kleine Verlage ab 1840.
Etwa zwei Drittel seiner insgesamt 156 mit oder ohne Opuszahlen veröffentlichten Werke aus den verschiedensten Gattungsbereichen erschienen zwischen 1846 und 1854. Am erfolgreichsten waren seine vier Symphonien und Das Paradies und die Peri. Seine Oper Genoveva brachte bei der Uraufführung einen Achtungserfolg.
Bereits ab 1848 wurden Schumann’sche Werke – als erstes Das Paradies und die Peri am 4. April 1848 mit 2000 Zuhörern – in New York City aufgeführt. Die ersten Drucke von Schumann’schen Werken erschienen in New York 1850, nachdem der Verlag Julius Schuberth dort eine Niederlassung angesiedelt hatte.
Nach 1850 wurde Schumann von den Vertretern der Nationalen Schulen Nord- und Osteuropas als Vorbild und Lehrmeister angesehen. 1869 erschien im Moskauer Verlag Petr Jurgensen eine Gesamtausgabe von Schumanns Klavierwerken. Tschaikowski meinte 1871, „daß die Musik der zweiten Hälfte dieses Jahrhunderts als eine Periode in die Geschichte der Kunst eingehen wird, die spätere Generationen als die Schumannsche bezeichnen werden“.
In Frankreich setzten sich Komponisten mehrerer Generationen, zum Beispiel Georges Bizet, César Franck, Gabriel Fauré und Claude Debussy, mit Schumanns Kompositionen auseinander. In Deutschland war eine Polarisierung eingetreten. Dort wurden Schumann und seine Werke durch Richard Wagner und den Wagnerismus bedrängt und abgewertet, besonders nachdem Friedrich Nietzsche 1886 in Jenseits von Gut und Böse Schumann als „nur noch ein deutsches Ereignis“ bezeichnet hatte. Im Gegenzug wurde Schumann zum Gewährsmann der Antiwagnerianer stilisiert.
Clara Schumann und Johannes Brahms waren nach Schumanns Tod die Ersten, die auch dessen frühe Klavierwerke öffentlich aufführten. Vorher geschah das hauptsächlich im privaten Rahmen oder in Hauskonzerten. Bereits im Januar 1862 schrieb der Kritiker Eduard Hanslick, dass es unter den Pianisten inzwischen „theils Bedürfniß, theils Mode, also jedenfalls unausweichlich geworden“ sei, Schumann aufs Programm zu setzen. Und 1863 merkte er an, nachdem es Mode geworden sei, in allen Konzerten Bach und Schumann zu spielen, glaube jedes halbwüchsige Mädchen, sich mit dem Schwierigsten dieser beiden Komponisten produzieren zu müssen.
Clara Schumann und Johannes Brahms gaben zwischen 1879 und 1893 Robert Schumann’s Werke als eine Art Gesamtausgabe heraus. In diese Ausgabe wurden aber einige späte Kompositionen Schumanns nicht aufgenommen, und es fehlen ein kritischer Bericht und weitere philologische Angaben.
Schon während des Deutschen Kaiserreichs und danach vor allem während der NS-Herrschaft wurde Schumann immer enger als deutschnational interpretiert und propagiert. Gustav Mahler und in seiner Nachfolge die Komponisten der Schönberg-Schule wandten sich sowohl gegen die neudeutsche Abwertung als auch gegen die deutschnationale Vereinnahmung Schumanns, indem sie unter anderem seine neuartigen, strukturellen Qualitäten hervorhoben.
In der nationalsozialistisch geprägten Musikwissenschaft wurde Schumann zum typisch deutschen Genie erhoben und gleichzeitig zum Komponisten der Innerlichkeit verkleinert. Er wurde zum Antisemiten stilisiert, der Mendelssohn als Juden kritisiert und abgelehnt habe. Um das zu belegen, wurden Primärquellen zurechtgestutzt und verfälscht. Das Violinkonzert d-Moll erlebte 1937 in einer verstümmelten Bearbeitung seine Uraufführung. Es sollte das überaus populäre Violinkonzert Mendelssohn Bartholdys ersetzen.
Mit der Spätwerkdiskussion seit dem späten 20. Jahrhundert und mit der Verfügbarkeit vieler bis dahin schwer zugänglicher Primärquellen änderte sich der Blick auf Schumanns Werke und damit auch auf seine letzten Kompositionen. Das Violinkonzert wird inzwischen in seiner Urfassung musiziert. Robert Schumanns Werke sind umfänglich im Konzertleben, an den Musikhochschulen und in der Musikwissenschaft präsent und werden nahezu lückenlos auf Datenträgern angeboten. Eine neue Grundlage für Forschung und Praxis bietet die gerade entstehende Neue Robert-Schumann-Gesamtausgabe (RSA). Sie wird herausgegeben von der Robert-Schumann-Gesellschaft e. V. Düsseldorf in Verbindung mit dem Robert-Schumann-Haus in Zwickau. Sie wird erarbeitet von der Robert-Schumann-Forschungsstelle Düsseldorf.
Trotz vieler Einzeluntersuchungen zur Schumann-Rezeption fehlt aber immer noch eine umfassende, wissenschaftliche Darstellung der Rezeptionsgeschichte der Schumann’schen Werke.

## Instrumente
Eines der bekanntesten Instrumente, auf dem Robert Schumann spielte, war der Flügel von Conrad Graf, den dieser Robert und Clara 1839 anlässlich ihrer Hochzeit schenkte. Dieses Instrument stand in Schumanns Arbeitszimmer in Düsseldorf; später schenkte es Clara Schumann dem Komponisten Johannes Brahms. Nach dem Wechsel einiger Aufenthaltsorte erhielt es schließlich die Gesellschaft der Musikfreunde in Wien; jetzt ist es im Kunsthistorischen Museum in Wien ausgestellt.

## Ehrungen

### Robert-Schumann-Wettbewerbe und Schumannfeste

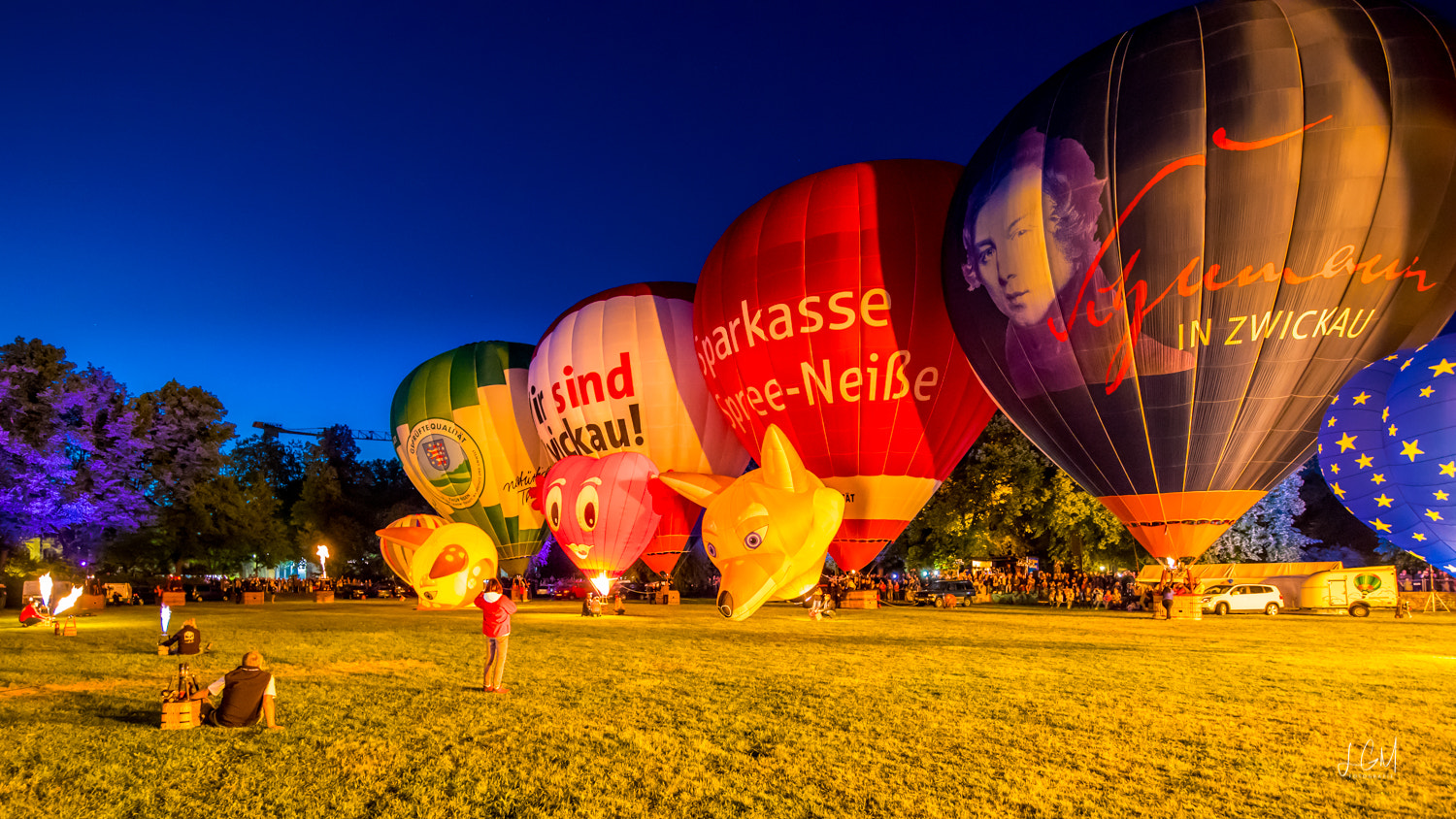
Der zum Schumanjubiläumsjahr 2010 eingeweihte Schumann-Ballon (rechts) und der nachfolgende Zwickau-Ballon (übernächster links davon) beim Ballonfest, 20. Mai 2018.

Runde Geburtstage oder Todestage bieten vielfach Anlass für Festveranstaltungen oder Musikwettbewerbe.
So wurde zur 100. Wiederkehr seines Todestages der Internationale Robert-Schumann-Wettbewerb ins Leben gerufen. 1960, zu seinem 150. Geburtstag, veranstaltete man nacheinander in Berlin den „II. Schumann-Wettbewerb“ in den Fächern Gesang und Streichquartett und in Zwickau ein weiteres Schumann-Fest. Mit dem dritten Wettbewerb „übersiedelte“ dieser Wettbewerb endgültig nach Zwickau. Seit 1992 findet ebenfalls in Zwickau alle vier Jahre der Internationale Robert-Schumann-Chorwettbewerb statt, organisiert vom Förderverein Interkultur e. V.
Ein weiteres Zentrum von Schumann-Festen ist Düsseldorf, das zum Beispiel 2010 anlässlich seines 200. Geburtstages ein 17-tägiges Schumannfest veranstaltet.
Seit 1998 veranstaltet der „Verein Schumannhaus Bonn e. V.“ jährlich das Bonner Schumannfest, bis 2012 im Spätherbst, seit 2013 erstmals im Frühjahr von Ende Mai bis Anfang Juni.
Seit dem Jahr 2000 wird durch die ehrenamtlichen Mitglieder des Kunst- und Kulturvereins „Robert Schumann“ Kreischa e. V. die (alle zwei Jahre stattfindende) Schumanniade in Kreischa und Maxen organisiert. Bei dem jeweils dreitägigen Festival treten stets renommierte Künstler aus dem In- und Ausland auf, die u. a. durch Peter Schreier, den Ehrenvorsitzenden des Vereins, nach Kreischa vermittelt werden.

### Denkmäler und Gedenktafeln

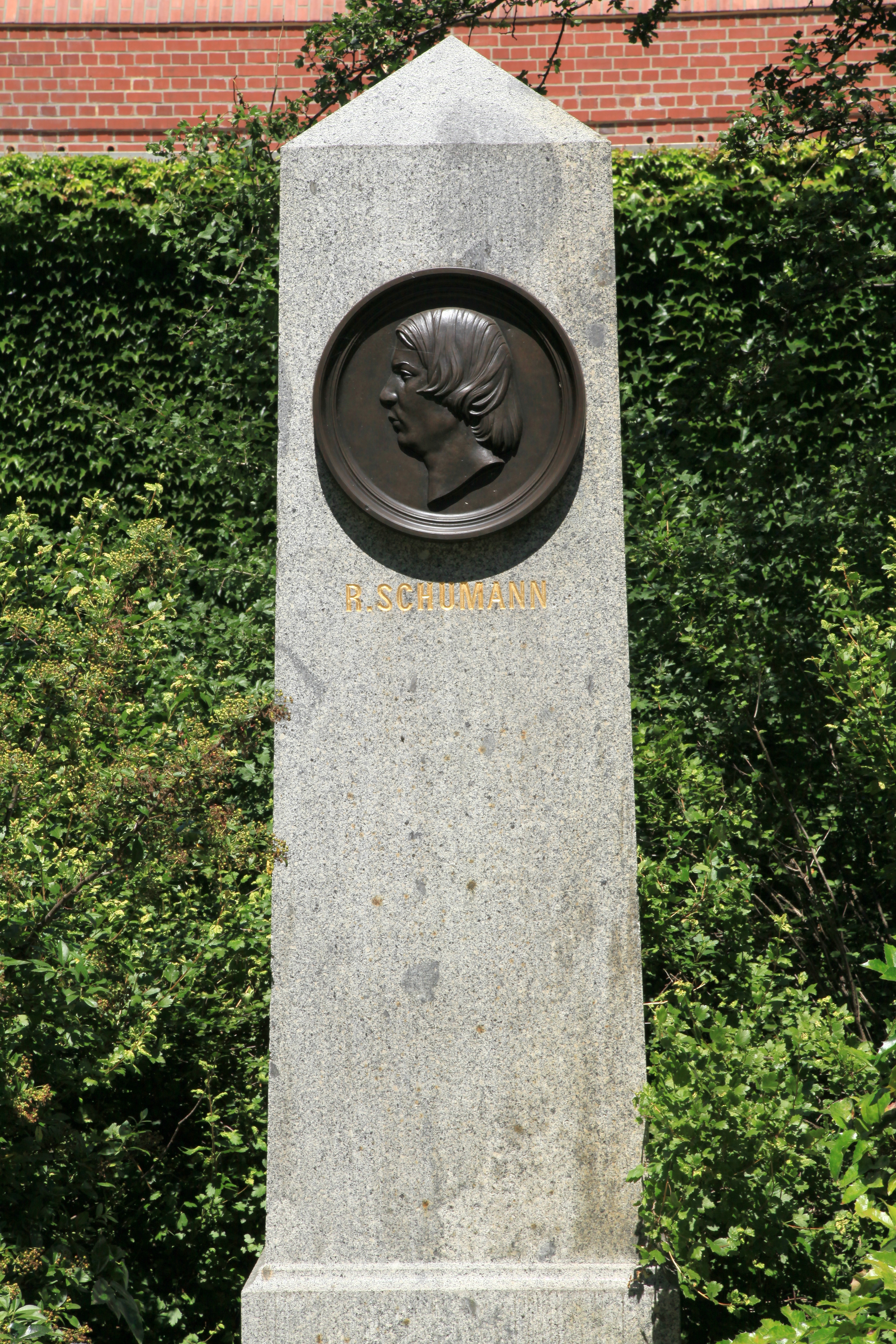
Schumann-Denkmal an der Moritzbastei Leipzig

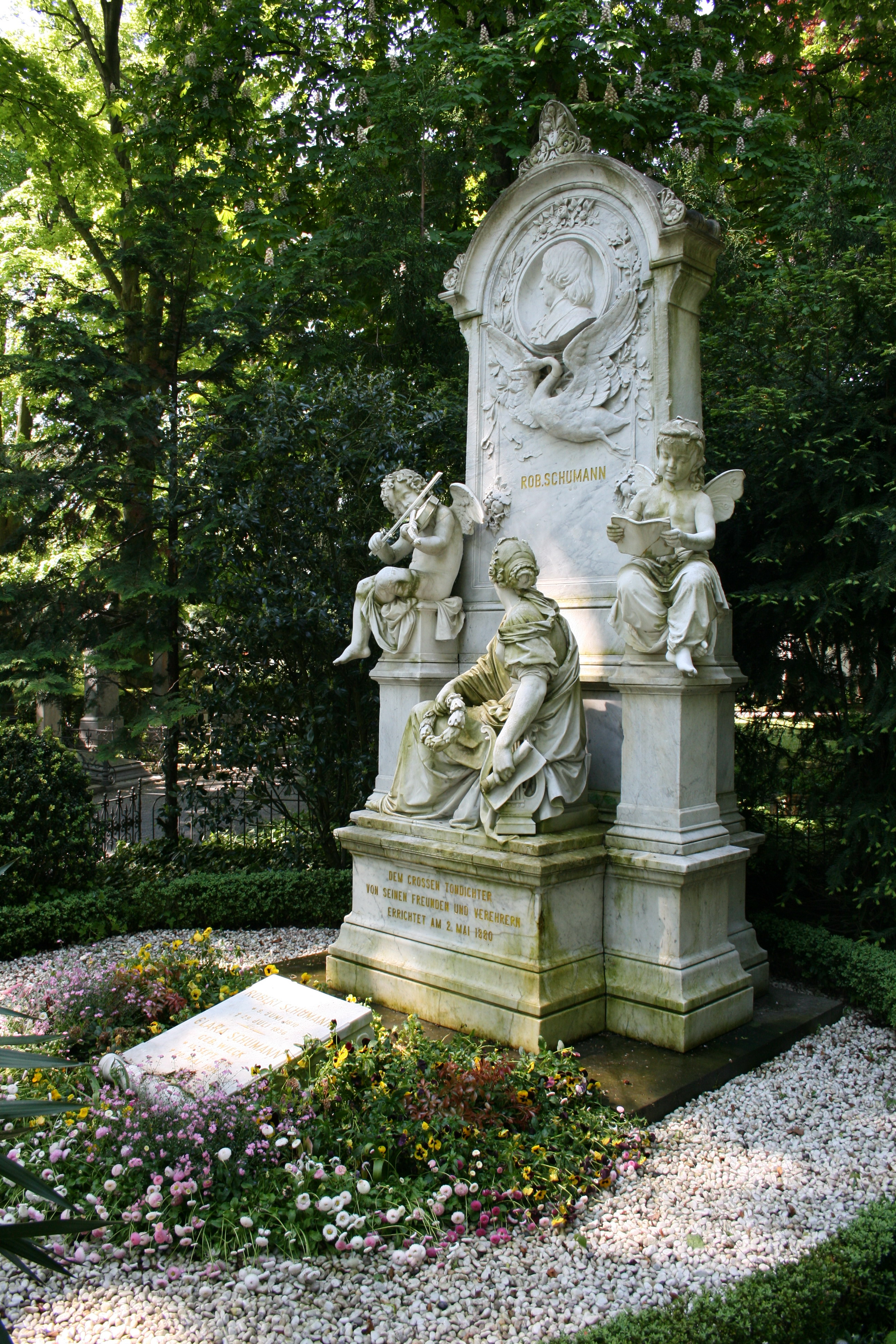
Ehrengrab von Robert und Clara Schumann, Alter Friedhof Bonn

- 1875: Robert-Schumann-Denkmal an der Moritzbastei in Leipzig
- 1880: Denkmal für Schumanns Grab auf dem Alten Friedhof in Bonn von Adolf von Donndorf
- 1901: Robert-Schumann-Denkmal (Zwickau), Hauptmarkt von Johannes Hartmann
- 1901: Robert-Schumann-Gedenktafel in Aš/Asch (Tschechien)
- 1986: Robert-Schumann-Stele am Zwingerteich hinter der Semperoper in Dresden von Charlotte Sommer-Landgraf
- 1997: Robert-Schumann-Büste im Kurpark zu Kreischa (bei Dresden, Sachsen) von Hans Kazzer
- 2006: Robert-Schumann-Denkmal vor dem Schumannhaus in Bonn-Endenich von Alfred Hrdlicka

### Institutionen und Gebäude
- 1920: Robert-Schumann-Gesellschaft Zwickau, 1957 neu gegründet[229]
- 1947: Robert-Schumann-Konservatorium in Zwickau
- 1956: Robert-Schumann-Haus als nationale Gedenkstätte und Museum am Zwickauer Hauptmarkt
- 1956: Robert Schumann Gesellschaft Frankfurt am Main[230]
- 1964: Robert-Schumann-Preis der Stadt Zwickau
- 1972: Robert Schumann Hochschule Düsseldorf (war seit 1935 das „Robert-Schumann-Konservatorium“ der Stadt Düsseldorf)
- 1979: Robert-Schumann-Gesellschaft Düsseldorf[231]
- 1983: Robert-Schumann-Philharmonie in Chemnitz
- 1991: Robert-Schumann-Gymnasium Leipzig
- 2001: Schumann-Haus in Leipzig, Museum und Veranstaltungsort in der ersten Wohnung des Ehepaars Schumann (1840–1844)[232]
- 2012: Robert Schumann-Preis für Dichtung und Musik der Akademie der Wissenschaften und der Literatur in Mainz

### Geografische und astronomische Objekte
- Mount Schumann, Berg auf der Alexander-I.-Insel, Antarktis
- (4003) Schumann, Asteroid des Hauptgürtels

### Briefmarken und Gedenkmünze

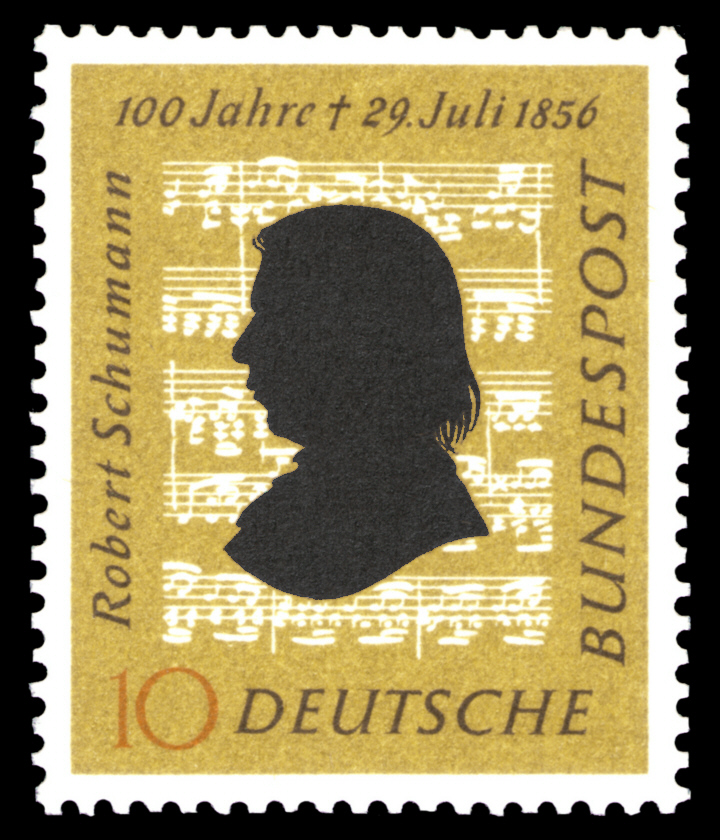
Briefmarke der Deutschen Bundespost (1956) zum 100. Todestag
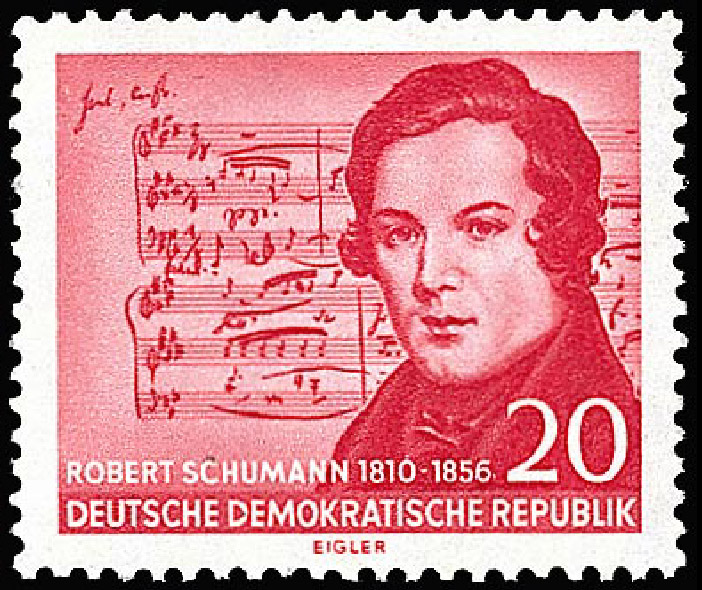
Briefmarke der Deutschen Post der DDR (1956) zum 100. Todestag
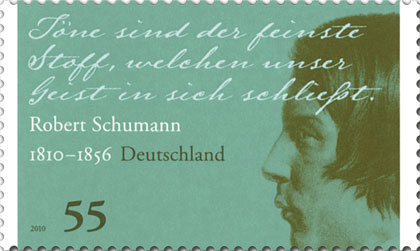
Deutsche Briefmarke von 2010 zum 200. Geburtstag

Zusammen mit der Briefmarke zum 200. Geburtstag 2010 wurde eine 10-Euro-Gedenkmünze der Bundesrepublik Deutschland herausgegeben.

## Schriften
- Erinnerungen an Felix Mendelssohn Bartholdy – vom Jahre 1835 bis zu seinem Tode [1847]. Handschrift um 1848. In: Musik-Konzepte, Band 14/15, S. 99–122 (Volltext auf Wikisource); Nachdruck: edition text + kritik, München 1980
- Musikalische Haus- und Lebensregeln. In: Neue Zeitschrift für Musik, 1850, Band 32, Beilage zu Nr. 36 (3. Mai 1850), S. 1–4 (Volltext auf Wikisource)
- Gesammelte Schriften über Musik und Musiker. Georg Wigand, Leipzig 1854 (Volltext auf Wikisource)

## Briefe (Auswahl)
- F. Gustav Jansen, Robert Schumann’s Briefe. Neue Folge, Leipzig: Breitkopf & Härtel 1886 (Digitalisat).
- F. Gustav Jansen, Robert Schumanns Briefe. Neue Folge. 2. verm. und verbesserte Auflage, Leipzig: Breitkopf & Härtel 1904 (archive.org).
- Hermann Erler, Robert Schumann’s Leben. Aus seinen Briefen geschildert von Hermann Erler. Mit zahlreichen Erläuterungen und einem Anhang, enthaltend die nicht in die „Gesammelten Schriften“ übergegangenen Aufsätze R. Schumann’s, Berlin: Ries & Erler 1887, 2 Bände (Digitalisat).

### Gesamtdarstellungen und Biographien
- Hermann Abert: Robert Schumann. Harmonie-Verlag, Berlin 1903 (Volltext bei zeno.org).
- Wolfgang Boetticher: Robert Schumann – Einführung in Persönlichkeit und Werk. Berlin 1941. Überarbeitete Neuausgabe unter dem Titel: Robert Schumann – Leben und Werk. Noetzel Verlag 2004, ISBN 3-7959-0804-3.[234]
- André Boucourechliev: Robert Schumann in Selbstzeugnissen und Bilddokumenten. Rowohlt, Reinbek bei Hamburg 1958.
- Ernst Burger: Robert Schumann – Eine Lebenschronik in Bildern und Dokumenten. Schott Verlag, Mainz 1999, ISBN 3-7957-0343-3.
- Judith Chernaik: Schumann: the faces and the masks. Alfred A. Knopf, New York 2018, ISBN 978-0-451-49446-7.
- Martin Demmler: Robert Schumann. „Ich hab’ im Traum geweinet“. Eine Biografie. Reclam, Leipzig 2006, ISBN 3-379-00869-9.
- Arnfried Edler: Robert Schumann und seine Zeit. 3., korrigierte und erweiterte Auflage. Laaber-Verlag, 2008, ISBN 978-3-89007-653-9.
- Arnfried Edler: Robert Schumann (= Wissen in der Beck’schen Reihe. 2474). München 2009, ISBN 978-3-406-56274-7.
- Martin Geck: Robert Schumann: Mensch und Musiker der Romantik. Biografie. Siedler, München 2010, ISBN 978-3-88680-897-7.
- Peter Gülke: Robert Schumann. Glück und Elend der Romantik. Zsolnay, Wien 2010, ISBN 978-3-552-05492-9.
- Eric Frederick Jensen: Schumann, Oxford University Press 2001; ISBN 0-19-513566-0. 2. Aufl. 2012.
- Helmut Loos: Robert Schumann: Werk und Leben. Edition Steinbauer, Wien 2010, ISBN 978-3-902494-44-3.
- Barbara Meier: Robert Schumann. Überarbeitete Neuausgabe. Rowohlt Verlag, Reinbek bei Hamburg 2010, ISBN 978-3-499-50714-4.
- Michael Musgrave: The life of Schumann. Cambridge Univ. Press, Cambridge u. a. 2011, ISBN 978-0-521-80248-2.
- Ulrich Tadday (Hrsg.): Schumann Handbuch. Kassel / Stuttgart 2006, ISBN 3-476-01671-4.
- Wilhelm Joseph von Wasielewski: Robert Schumann. Eine Biographie. Dresden 1858. 4., umgearbeitete und vermehrte Auflage, hrsg. von Waldemar von Wasielewski, Breitkopf & Härtel, Leipzig 1906. Nachdruck der 4. Auflage: Sändig, Walluf b. Wiesbaden 1972.[235]
- John Worthen: Robert Schumann: Life and Death of a Musician, Yale University Press, New Haven & London, 2007; ISBN 978-0-300-16398-8.

### Artikel in Nachschlagewerken
- Arnfried Edler, Joachim Draheim, Irmgard Knechtges-Obrecht: Schumann, Robert. In: Die Musik in Geschichte und Gegenwart. 2., neubearbeitete Ausgabe. Personenteil, Band 15. Kassel u. a. 2006, Sp. 257–328.
- Gerd Nauhaus: Schumann, Robert. In: Neue Deutsche Biographie (NDB). Band 23, Duncker & Humblot, Berlin 2007, ISBN 978-3-428-11204-3, S. 742–746 (Digitalisat).
- Wilhelm Joseph von Wasielewski: Schumann, Robert. In: Allgemeine Deutsche Biographie (ADB). Band 33, Duncker & Humblot, Leipzig 1891, S. 44–55.

### Einzelaspekte
- Bernhard R. Appel (Hrsg.): Robert Schumann in Endenich (1854–1856). Krankenakten, Briefzeugnisse und zeitgenössische Berichte. Schott Verlag, Mainz 2006, ISBN 3-7957-0527-4.
- Joachim Bauer, Jens Blecher (Hrsg.): Der „akademische“ Schumann und die Jenaer Promotion von 1840 (= Schriftenreihe des Universitätsarchivs Leipzig. Band 14). Leipziger Universitätsverlag, Leipzig 2010, ISBN 978-3-86583-530-7.
- Veronika Beci: Robert und Clara Schumann. Musik und Leidenschaft. Artemis & Winkler, Düsseldorf 2006, ISBN 3-538-07223-X.
- Bodo Bischoff: Monument für Beethoven. Die Entwicklung der Beethoven-Rezeption Robert Schumanns. Köln 1994, ISBN 3-925366-26-1.
- Bodo Bischoff: Das Bach-Bild Robert Schumanns. In: Michael Heinemann, Hans-Joachim Hinrichsen (Hrsg.): Bach und die Nachwelt. Band 1: 1750–1850. Laaber 1997, ISBN 3-89007-322-0, S. 421–499.
- Bodo Bischoff: „Der geistlichen Musik die Kraft zuzuwenden, bleibt ja wohl das höchste Ziel des Künstlers.“ Zur Religiosität in Leben und Werk Robert Schumanns. In: Gotthard Fermor (Hrsg.): Spiritualität der Musik. Religion im Werk von Beethoven und Schumann. Rheinbach 2006, ISBN 3-87062-081-1, S. 55–80.
- Bodo Bischoff: Trennung, Trauer und Tod in Leben und Werk Robert Schumanns. In: Gotthard Fermor (Hrsg.): Spiritualität der Musik. Religion im Werk von Beethoven und Schumann. Rheinbach 2006, ISBN 3-87062-081-1, S. 81–105.
- Ingrid Bodsch (Hrsg.): Zwischen Poesie und Musik. Robert Schumann – früh und spät. Begleitbuch und Katalog zur Ausstellung; [eine Ausstellung des StadtMuseums Bonn und der Robert-Schumann-Gesellschaft Zwickau e. V.; Ernst-Moritz-Arndt-Haus, Bonn, 29. Juni – 8. Oktober 2006, Robert-Schumann-Haus Zwickau und Galerie am Domhof, Zwickau, 22. Oktober 2006 – 14. Januar 2007]. Bonn u. a.: Stroemfeld 2006, ISBN 3-86600-000-6. Darin:
  - Ute Bär: „Ich möchte junge, so ehrlich strebende Künstler gern fördern.“ Robert Schumanns Beziehungen zu Ruppert Becker, Albrecht Dietrich und Wilhelm Joseph von Wasielewski. S. 143.
  - Ute Bär: Ruppert Becker. Notizen. S. 185.
  - Beatrix Borchard: Ein Bündnis verwandter Geister: Robert Schumann, Clara Schumann, Joseph Joachim und Johannes Brahms. S. 231.
  - Linda Ma-Kircher: Robert Schumann in Wien. S. 89.
  - Irmgard Knechtges-Obrecht: Robert Schumann in Düsseldorf. S. 121.
  - Gerd Nauhaus: Der junge Schumann. Leben und Dichtung. S. 17.
  - Gerd Nauhaus: Robert Schumann. Jünglingswallfahrten. S. 41.
  - Uwe Henrik Peters: Robert Schumann. Melancholische Gemütszustände und schöpferische Kraft. S. 107.
  - Michael Struck: Die Werke aus Robert Schumanns Düsseldorfer Schaffensjahren. S. 253.
  - Thomas Synofzik: „… den ich nicht hätte herausgeben sollen …“ Robert Schumanns kompositorische Anfänge. S. 51.
- Ingrid Bodsch (Hrsg.): Unterwegs mit Schumann. Ein Reisebegleiter für Musikfreunde. Verlag StadtMuseum Bonn, Bonn 2010, ISBN 978-3-931878-27-6.
- Edda Burger-Güntert: Robert Schumanns Szenen aus Goethes Faust – Dichtung und Musik. Rombach Verlag, Freiburg i. Br. 2006, ISBN 3-7930-9455-3.
- Martin Demmler: Schumanns Sinfonien. Ein musikalischer Werkführer. Beck, München 2004, ISBN 3-406-44811-9 (Vorschau in der Google-Buchsuche).
- Michael Heinemann: Robert Schumann: Dichterliebe. Analytische Miniaturen. Verlag Dohr, Bergheim 2017, ISBN 978-3-86846-146-6.
- Lene Hoffmann, Volly Tanner: Stadtgespräche aus Leipzig. Gmeiner, Meßkirch 2014, ISBN 978-3-8392-1634-7 (Kapitel 30: „Totschlagen, die Philister!“ Robert Schumann revoltiert im Café Zum Arabischen Coffe Baum).
- Dagmar Hoffmann-Axthelm: Robert Schumann. Eine musikalisch-psychologische Studie. Reclam, Stuttgart 2010, ISBN 978-3-15-020201-2.
- Leander Hotaki: Robert Schumanns Mottosammlung. Übertragung, Kommentar, Einführung. Freiburg i. Br. 1998, ISBN 3-7930-9173-2.
- Reinhard Kapp: Studien zum Spätwerk Robert Schumanns. Schneider, Tutzing 1984, ISBN 3-7952-0415-1 (Teilw. zugl. Diss. Berlin, F.U. 1982).
- Siegfried Kross: Robert Schumann im Spannungsfeld von Romantik und Biedermeier. Gedenkrede. In: Bonner Geschichtsblätter. Band 33 (1981), S. 89–109.
- Helmut Loos (Hrsg.): Robert Schumann. Interpretationen seiner Werke. 2 Bände. Laaber-Verlag, 2005, ISBN 3-89007-447-2.
- Ingo Müller: Maskenspiel und Seelensprache. Zur Ästhetik von Heinrich Heines Buch der Lieder und Robert Schumanns Heine-Vertonungen (= Rombach Wissenschaft). Band 1: Heinrich Heines Dichtungsästhetik und Robert Schumanns Liedästhetik. Baden-Baden 2020, ISBN 978-3-96821-006-3. Band 2: Heinrich Heines Buch der Lieder und Robert Schumanns Heine-Vertonungen. Baden-Baden 2020, ISBN 978-3-96821-009-4.
- Gerd Nauhaus, Ingrid Bodsch (Hrsg.): Dichtergarten für Musik. Eine Anthologie für Freunde der Literatur und Musik. StadtMuseum Bonn, Bonn, und Stroemfeld-Verlag, Frankfurt/Basel 2007, ISBN 978-3-86600-003-2.
- Gerd Nauhaus, Ingrid Bodsch (Hrsg.): Clara und Robert Schumann. Ehetagebücher. StadtMuseum Bonn, Bonn, und Stroemfeld-Verlag, Frankfurt/Basel 2007, ISBN 978-3-86600-002-5.
- Uwe Henrik Peters: Robert Schumann. 13 Tage bis Endenich. ANA Publishers, Köln 2009, ISBN 978-3-931906-06-1.
- Uwe Henrik Peters: Gefangen im Irrenhaus. Robert Schumann. ANA Publishers, Köln 2010, ISBN 978-3-931906-07-8.
- Udo Rauchfleisch: Robert Schumann. Eine psychoanalytische Annäherung. Verlag Vandenhoeck & Ruprecht, 2004, ISBN 3-525-01627-1.
- Michael Struck: Die umstrittenen späten Instrumentalwerke Schumanns (= Hamburger Beiträge zur Musikwissenschaft, Band 29). Hamburg 1984, ISBN 3-88979-007-0.

### Reihen
- Schumann-Studien. Hrsg. im Auftrag der Robert-Schumann-Gesellschaft Zwickau e. V. von Gerd Nauhaus et al., Studiopunkt-Verlag Sinzig 1988–2015, ISSN 0863-2340.
- Schumann-Forschungen. Hrsg. von der Robert-Schumann-Gesellschaft Düsseldorf, Schott Mainz et al. 1984–2013.

### Werkverzeichnis
- Margit L. McCorkle: Robert Schumann. Thematisch-Bibliographisches Werkverzeichnis. München 2003. = Robert-Schumann-Werkverzeichnis (RSW).

### Belletristik
- Peter Härtling: Schumanns Schatten. Roman. 2. Auflage. Kiepenheuer & Witsch, Köln 1996, ISBN 3-462-02557-0.

### Hörbuch
- Jörg Handstein: Robert Schumann – „Die innere Stimme“. Die Schumann-Hörbiografie (4 CDs). 2018. Label: BR-Klassik 900916.

## Aufnahmen
- Jörg Demus. Robert Schumann, Clara Schumann „Schumann's Clavier“. Hammerflügel von Conrad Graf 1839.
- Alexander Melnikov. Robert Schumann „Piano Concerto“. Erard 1837, Streicher 1847, Hammerflügeln.
- Penelope Crawford. Robert Schumann „Kinderszenen Op.15 – Abegg Variations Op.1“. Hammerflügel von Conrad Graf 1835.